# Cuisine de la pomme de terre
Vous lisez un « article de qualité » labellisé en 2010.

Pommes de terre cuites de différentes façons.

La cuisine de la pomme de terre (ou patate : batata, l'antique tubercule des Taïnos) consommée depuis plus de 8 000 ans, ne s’est véritablement développée en Europe et dans le reste du monde qu’après le XVIe siècle (c’est-à-dire après la découverte de ce tubercule en Amérique par les explorateurs espagnols) ; elle mettra plus de trois siècles pour s'imposer dans certaines contrées. Au XXIe siècle, cette cuisine se pratique sur tous les continents, car la pomme de terre, source de glucides, de protéines et de vitamine C, facile à cultiver est devenue l’un des aliments de base de l’humanité ; le mode de préparation peut cependant en modifier la valeur nutritionnelle.
Apprêtée dans sa peau ou épluchée (épluchage pour lequel on a inventé des ustensiles de cuisine spécifiques), cuite à la braise ou à la vapeur, bouillie, étuvée, grillée, sautée, frite ; la « patate » — comme on la nomme familièrement — sert de mets principal, d’accompagnement à d’autres aliments ou intervient comme ingrédient dans la composition d’omelettes, de ragouts, etc. On l’utilise également comme épaississant en liaison, ou pour ses produits dérivés (fécule ou amidons modifiés).
Présente à la table des pauvres, la pomme de terre se cuisine également pour la réalisation de menus gastronomiques. On la trouve à différents moments du repas, de l’apéritif au pousse-café et au café, en passant par le potage, l’entrée, le service principal, et le dessert.
Cette cuisine se fait traditionnellement à base de tubercules frais mais, de plus en plus, la part des produits conservés et transformés industriellement augmente, jusqu’à devenir prépondérante au XXIe siècle, surtout dans les pays occidentaux.

## Préparations anciennes

### Pérou

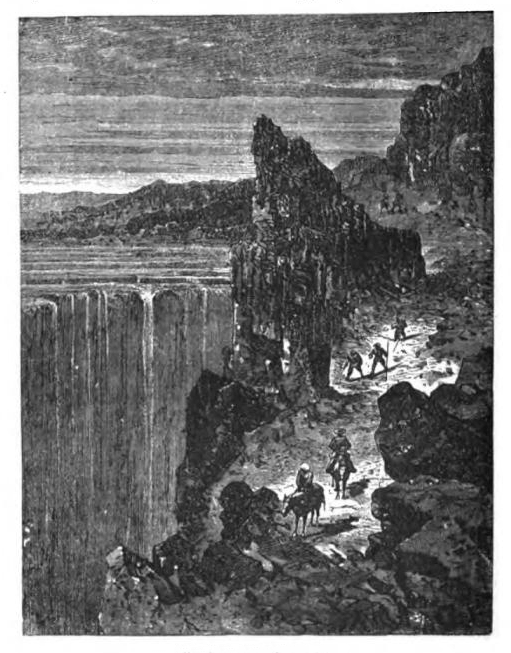
Vue des Andes dans Ernest Roze, Histoire de la pomme de terre, Paris (1898).

Joseph Dombey, dans une lettre écrite de Lima du 20 mai 1779, précise la manière ancestrale utilisée par les Péruviens pour préparer les pommes de terre qui constituent, avec le maïs, leur unique nourriture et qu’ils transportent dans un havresac pendant leurs longs voyages : la pomme de terre est cuite à l’eau, puis pelée et exposée au vent et au soleil jusqu’au séchage complet, ce qui permet de la conserver « plusieurs siècles, en la garantissant de l’humidité ». Cette papa seca est mélangée avec d’autres aliments pour la consommation. Un autre procédé consiste à faire geler la pomme de terre et à la fouler aux pieds pour en enlever la peau. Ainsi préparée, elle est mise au creux d’une eau courante et chargée de pierres. Quinze ou vingt jours après, elle est exposée au soleil jusqu’au séchage. Elle devient ainsi le chuño, « un véritable amidon, avec lequel on pourrait faire de la poudre pour les cheveux ». Les Péruviens s’en servent pour préparer des confitures, une farine pour les convalescents, et la mélangent à presque tous leurs mets.

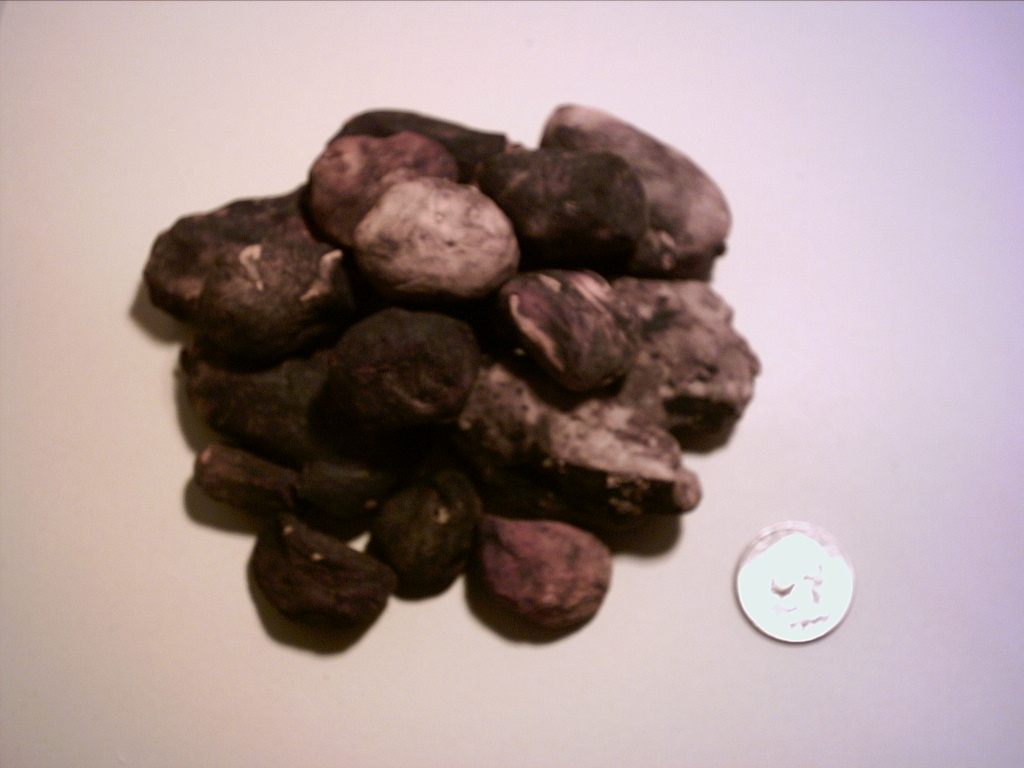
Chuño, dit aussi chuño noir[D 1].
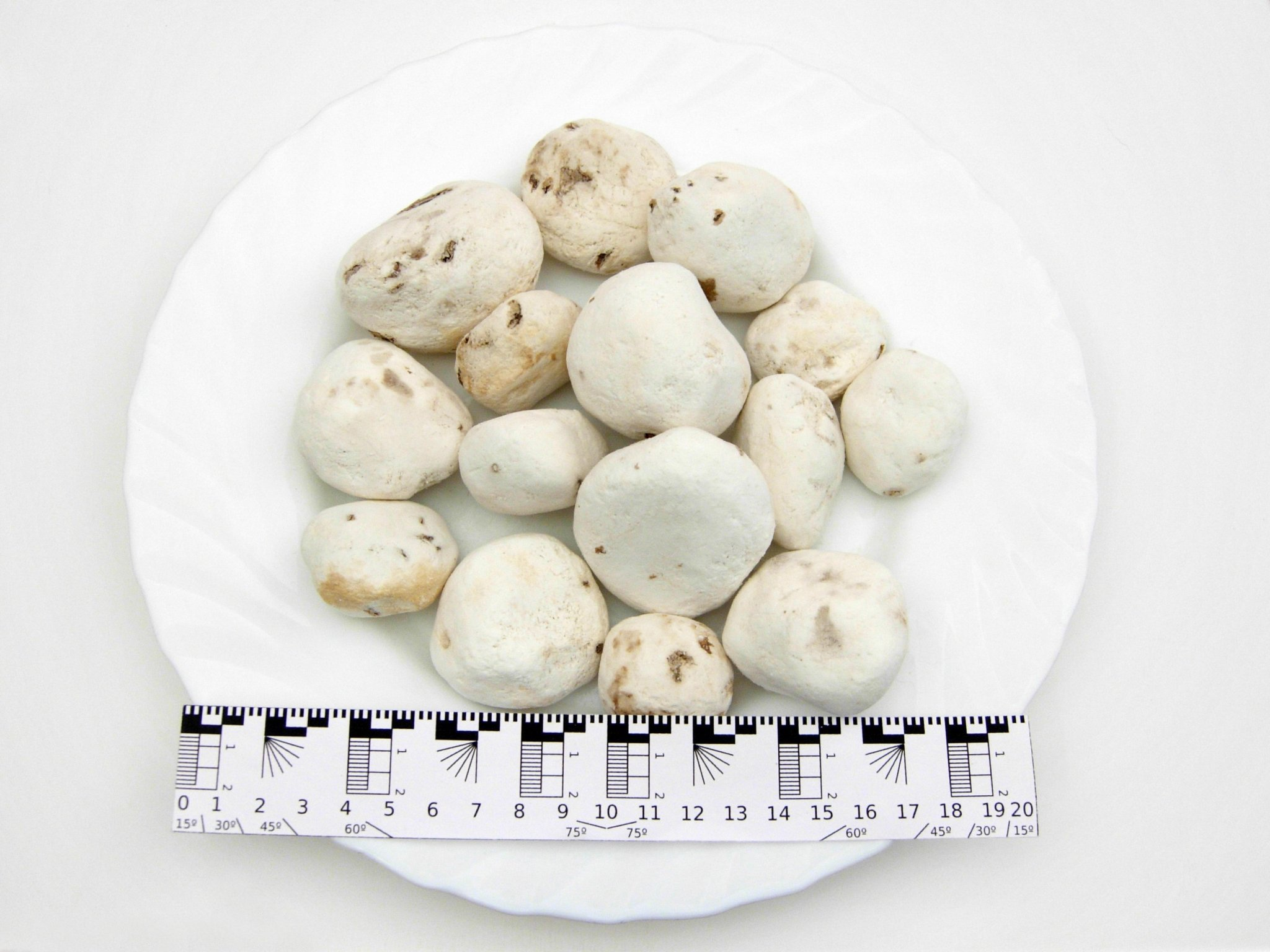
Tunta, dit aussi chuño blanc[D 2].
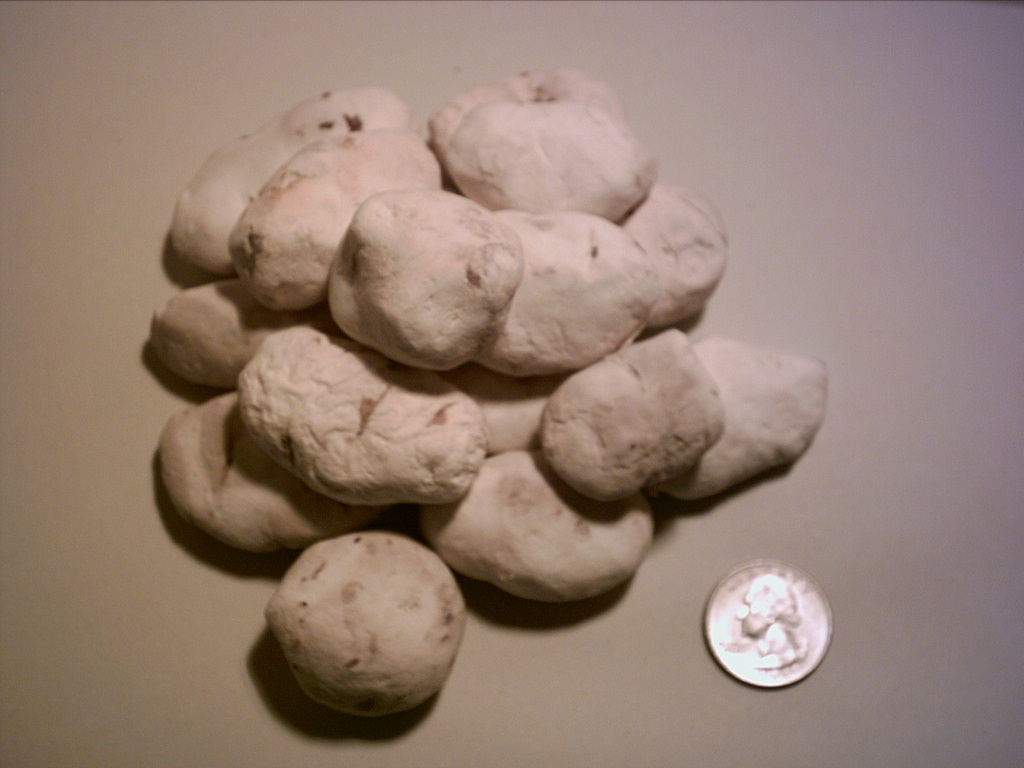
Autre tunta[D 3].

Un auteur du XXe siècle fait remarquer que le procédé des Péruviens, qui opèrent par congélation suivie de déshydratation, n’est autre qu'« une lyophilisation par les moyens naturels ». Il précise que les tubercules sont laissés dans l’eau glacée plusieurs nuits avant d’être exposés au soleil et foulés aux pieds et que, « pour rendre le produit propre à la consommation, il suffit de le remettre dans l’eau ». D’après lui, les Espagnols ont utilisé cette préparation au XVIe siècle pour nourrir les Indigènes contraints de travailler dans les mines d’argent de Potosí.
Le chuño est toujours produit dans les régions de l’Altiplano andin, plus précisément le Suni et la Puna qui, seules, offrent les conditions éco-climatiques adaptées, et est consommé en Argentine, en Bolivie, au Chili et au Pérou. Selon le botaniste Redcliffe Salaman, à l’époque préhistorique, le chuño était réduit en farine et incorporé dans tous les ragouts et dans les chupes, sortes de soupes consistantes d’origine très ancienne, mais toujours cuisinées.
Un autre produit traditionnel de l'Altiplano est le tocosh, obtenu par la fermentation de pommes de terre abandonnées dans un courant d'eau pendant au moins six mois. Ce produit, considéré comme ayant des propriétés probiotiques, sert notamment à la préparation d'un dessert local, la mazamorra de papas.

### Diffusion dans l'Europe du Nord-Ouest et au cœur et dans les marges du Saint-Empire
La pomme de terre est d'abord une plante de collection et de jardin botanique, mais son statut passe d'objet de curiosité botanique et de plante ornementale à celui de véritable plante cultivée, fournissant de manière prolifique des tubercules pour la nourriture animale puis humaine. Les désastres de la guerre de Trente Ans ne sont point étrangers à cette évolution et à sa promotion comme plante de culture, d'abord dans les jardins des maisonnées puis en champs, en premier lieu hors saison et de manière dérobée. Le royaume de France, attaché à ses productions céréalières dont il est grand pourvoyeur, fait figure d'exception.

#### Principauté de Liège
Il semble bien que le premier réceptaire donnant des recettes de pommes de terre soit celui du maître-cuisinier (chef de cuisine) de trois princes-évêques successifs de la principauté de Liège : l’Ouverture de cuisine de Lancelot de Casteau, paru en 1604, qui livre quatre manières d’accommoder cette plante encore exotique pour l’Europe :

« Tartoufle boullye. Prennez tartoufle bien lauee, & la mettez boullir dedans eau, eſtant cuite il la faut peler & coupper par tranches, beurre fondu par deſſus, & poiure. »

« Tartoufle autrement. Conppez la tartoufle par tranches comme deſſus, & la mettez eſteuuer avec vin d’Eſpagne & nouveau beure, & noix muſcade. »

« Autrement. Prennez la tartoufle par tranches, & mettez eſteuuer auec beurre, mariolaine haſchee, du persin : puis prennez quatre ou cinq iaulnes d’œuf battus auec vn peu de vin, & iettez le deſſus tout en bouillãt, & tirez arriere du feu, & seruez ainsi. »

« Autrement. Mettez roſtir la tartoufle dedans le cendres chaudes comme on cuit les caſtaignes, puis la faut peler & coupper par trãches, mettez ſus mente haſchee, des carentines boullies par deſſus, & vinaigre, vn peu de poiure, & ſeruez ainſi. »

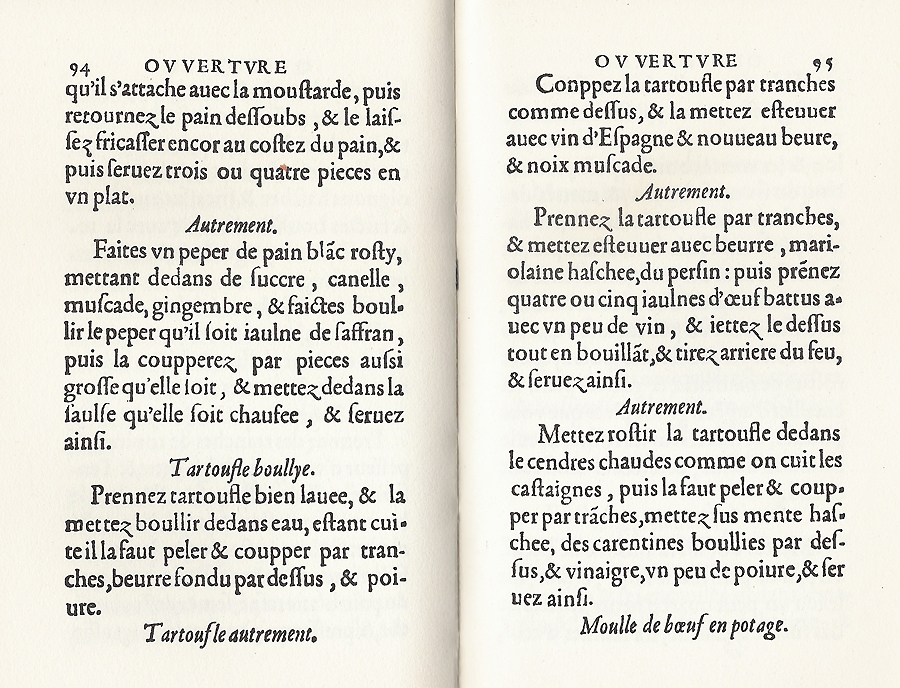
Fac-similé des quatre recettes de Casteau.

L’absence de sel dans l’assaisonnement se justifie par le fait que le sel présent dans le beurre à l’époque suffisait.
Lancelot de Casteau n’émet aucun commentaire sur le légume, son origine, son prix, la facilité ou la difficulté à le trouver sur le marché. Il utilise cependant la pomme de terre depuis au moins le 12 décembre 1557, puisque le mets « pomme de terre bouillie » figure au troisième service du banquet qu’il organise à cette date pour la Joyeuse Entrée du prince-évêque Robert de Berghes. Cuisinier à la cour, il doit utiliser des produits de qualité tout en tenant compte d’un budget raisonnable, car il travaille sur fonds propres et n’est payé qu’après avoir présenté son état d’honoraires.
La pomme de terre se cuisine donc en principauté de Liège soixante ans avant d’être proposée « comme une rareté à la table du roi » de France Louis XIII, en 1616.

#### Irlande
En Irlande, la pomme de terre, introduite à la fin du XVIe siècle, s’impose rapidement comme le principal aliment de base jusqu’à la fin du XIXe siècle.
Chez les paysans, elle figure à tous les repas et sous une seule forme, la plus simple possible, bouillie à l’eau. Les tubercules, avec leur peau, sont cuits dans un chaudron, unique ustensile nécessaire à leur préparation, dans un fond d’eau. Après cuisson, le contenu du chaudron est versé dans un panier en osier peu profond, appelé skeehogue, qui permet un égouttage facile, et toute la famille, assise autour du panier devant la cheminée, se sert avec les mains, sans fourchette ni couteau.

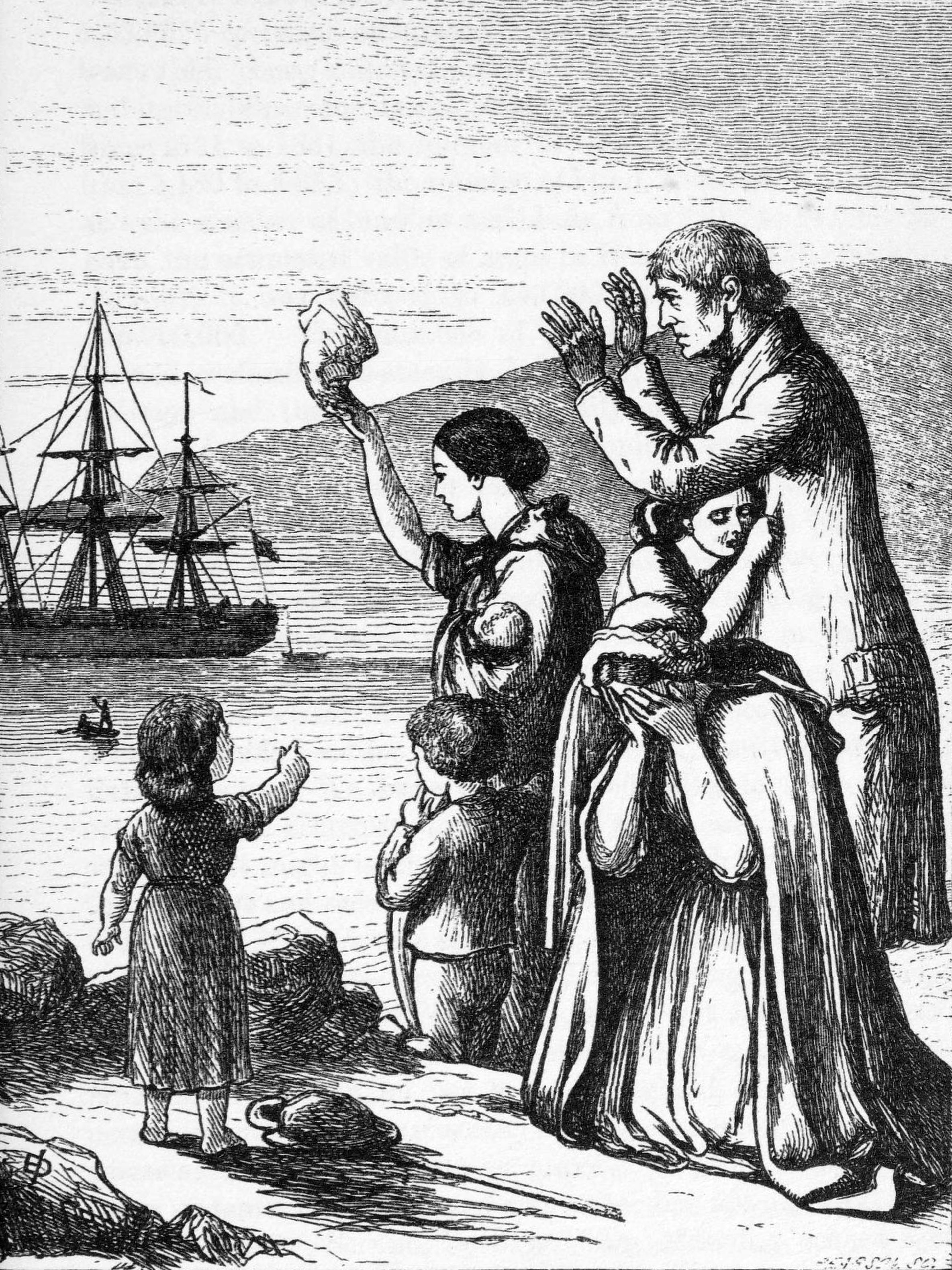
Émigration par manque de pommes de terre, œuvre de Henry Doyle (1868).

« Voyez chez un Irlandois la gamelle de pommes de terre placée sur le carreau ; toute la famille est accroupie autour, et chacun en mange des quantités presqu’incroyables. Le mendiant qui passe est admis à en prendre sa part, et le cochon a la sienne, pêle-mêle avec la femme, les coqs, les poules, les dindons, les oies, le chien, le chat, et peut-être aussi la vache ; tout cela mange au même plat. Quiconque a vu ces repas aura pu juger de l’abondance, et j’ose dire, de la gaîté qui y règne. »

— Arthur Young, Voyage en Irlande, tome 2.
Dans les foyers plus aisés, où l’on mange à table, un autre ustensile caractéristique est employé : un dessous-de-plat en forme d’anneau assez haut (dish ring). Souvent en argent, et richement orné, il a pour fonction de protéger de la chaleur le plateau de la table qui est fréquemment en acajou verni, très à la mode au XVIIIe siècle.
En 1740, une pénurie de pomme de terre entraine dans le pays une famine — de moindre ampleur toutefois que celle qui, après avoir frappé l’Europe —, se produit en Irlande en 1845, causant près d’un million de morts et plusieurs millions de réfugiés et émigrés.

#### Lorraine, Alsace et massif vosgien
Les bucherons de la région de Dabo, dont la pomme de terre constitue de loin l'aliment de base dès le XVIIIe siècle, mangent de manière ordinaire et extraordinaire, la pata, un préparation culinaire qui peut même être adaptée à des temps de fêtes. Le terme selon Charles-Joseph Pariset provient de pasta, c'est-à-dire signifiant la pâte ou mieux le pâté pour ses locuteurs de l'allemand de Lorraine, platt ou francique lorrain. Cette préparation se nomme Stampfer en haut allemand de la Forêt-Noire. Il s'agit d'abord d'éplucher les pommes de terre, puis de les trancher assez finement et de les faire cuire à l'eau en pot de terre céramique ou de grès. Après la cuisson adéquate, survient le salage puis le préparateur égoutte l'eau, pilonne et écrase la matière. La pâte ou pata obtenue peut être additionnée, soit d'eau fraiche (dans la hutte du bucheron), soit de lait de la ferme, soit de beurre (35 à 125 g de beurre maximal pour environ 3 litres de pâte), soit de beurre et de lait, soit encore d'autres ingrédients à base de diverses viandes ou de légumes hachés (pata festive peu accessible aux pauvres). La préparation finale est remuée, écrasée, broyée, et éventuellement salée, agrémentée éventuellement d'ognons frits, épicée à nouveau et remise au chaud dans le pot de départ. Au XIXe siècle, avec l'imposition des normes culinaires française, par exemple par l'école ménagère, la préparation et/ou le terme disparait pour laisser la place à la purée et aux divers gratins dauphinois.

#### Lente appropriation en France

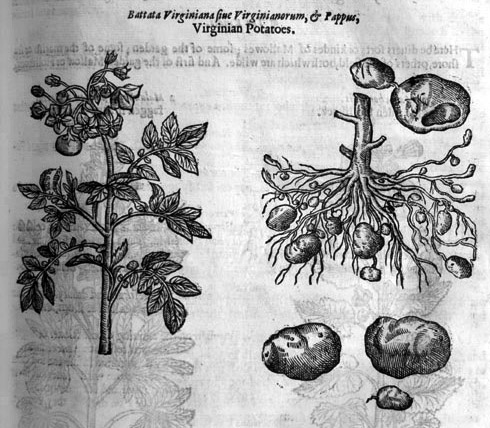
Illustration de John Gerard, The Herball or Generall Historie of Plantes (1633).

Arrivée en Europe au XVIe siècle, cette solanée (au tubercule à peau rose en Angleterre et jaune en Espagne) s’est répandue en principauté de Liège, Irlande, Flandre, Allemagne, Suisse, Italie, Autriche, etc.
En France, sa ressemblance avec des espèces toxiques et le manque de techniques de conservation et d’utilisation, sont des freins à sa culture, à côté de raisons purement agronomiques (mauvaise adaptation écologique) ou religieuses (non-perception de la dime sur cet aliment). Dans le Théâtre d’agriculture et Mesnage des champs, publié en 1600, Olivier de Serres conseillait pourtant déjà la culture de la « truffe blanche » ou « cartoufle » et lui trouvait une saveur digne des meilleures truffes noires. Vers 1750, la culture et la consommation des tubercules sont préconisées par plusieurs personnages ou institutions : Duhamel du Monceau, les évêques d’Albi et de Léon, le ministre Turgot, Mademoiselle Bertin, la Société d’agriculture de Rennes. Dix ans avant les publications d’Antoine Parmentier et de Samuel Engel, Duhamel du Monceau « exhorte fort les cultivateurs à ne point négliger la culture de cette plante » et remarque que « c’est une nourriture excellente surtout avec un peu de lard et du porc salé ».
En 1771, la cuisine de la pomme de terre est déjà variée :

« Je ne décrirai pas les diverſes manieres de les apprêter, chacun en uſe ſelon ſon goût. Je dirai ſeulement, qu’on les broye dans une eſpéce de cylindre, avec un pilon, ſoit après les avoir bouillies ou ſechées ; on les mange cuites, à la main ſeules, ou avec du pain, de la viande, du fromage ; du pain, dont nous allons parler, on fait de la ſoupe, on s’en ſert comme de celui de bled ; on les fricaſſe avec du beure, on les rôtit ſous la cendre, on les mange en ſalade. Un Medecin célèbre, aſſure dans un ouvrage, que cette ſalade, ſoit pommes de terre avec du vinaigre, eſt le remede le plus efficace contre cette dyſſenterie épidemique, qui eſt fort accompagnée de putridité. Enfin, on en fait un uſage ſi général, ſi muliplié, que dans bien des pays on ne peut plus s’en paſſer, & on la regarde comme une manne,. »

Mais la population française reste plus que réticente devant ce mets : la majorité des Français le dédaigne toujours comme aliment pour les humains, même si on le cultive et l’utilise dans quelques régions. Ce légume constitue pourtant l’alternative au blé, base alimentaire dont le manque provoque depuis des siècles des disettes, qui vont conduire à la Grande Peur ou à une augmentation du prix du pain, telle qu’elle va être l’une des raisons populaires du soutien du peuple à la bourgeoisie lors de la Révolution française, la foule affamée allant à Versailles chercher le « Boulanger » (Louis XVI), la « Boulangère » (Marie-Antoinette) et le « Petit Mitron » (le dauphin).
De l’aveu même des contemporains, « la plupart des cultivateurs, trop peu instruits, suivent machinalement et sans réflexions, la pratique de leur petit canton ou la méthode de leurs vieux parens. Une nouvelle culture leur demanderoit une étude fatigante. […] Mais en vain cultiveroit-on, en vain multiplieroit-on cette denrée salutaire, si le peuple lui-même, si les citoyens les plus pauvres, entêtés d’un préjugé absurde, refusoient, dédaignoient de la consommer. On les a vus, dans les temps de la plus cruelle disette, repousser avec fureur la pomme de terre, et crier qu’on les vouloit empoisonner ».
À ces termes, La Feuille villageoise ajoute : « L’exemple des honnêtes, des bons fermiers, des propriétaires, suffira pour familiariser le journalier le plus opiniâtre avec cette nourriture nouvelle ; on pourroit aussi se servir du moyen ingénieux qui fut employé en Irlande pour y accoutumer la portion la moins instruite et la moins aisée du peuple. Dans les écoles, lorsqu’un enfant avoit bien dit sa leçon, on lui donnoit pour récompense une pomme de terre. Lorsqu’il avoit mérité le prix de sagesse en même temps que le prix de mémoire, on lui en donnoit plusieurs ; il les mangeoit avec délices ; ses camarades l’envioient, ou se régaloient de la part qu’il vouloit bien leur donner. Quelquefois il rapportoit sa pomme à la maison ; les parents en goûtoient, et la trouvoient bonne. Insensiblement la répugnance générale du peuple tomba, et il ne fallut pas deux générations pour que la pomme de terre devînt le ragoût favori des Irlandais. »

### Invention de produits
La pomme de terre est très activement étudiée au XVIIIe siècle sous tous ses aspects pratiques : culture et reproduction, maladies, utilisation comme pitance pour les animaux et comme légume pour les hommes. On envisage aussi son emploi comme celui des céréales qui donnent de la farine — et donc du pain —, mais aussi de l’alcool. Naissent ainsi d’autres usages et produits dérivés dont certains perdurent au XXIe siècle.

#### Fécule

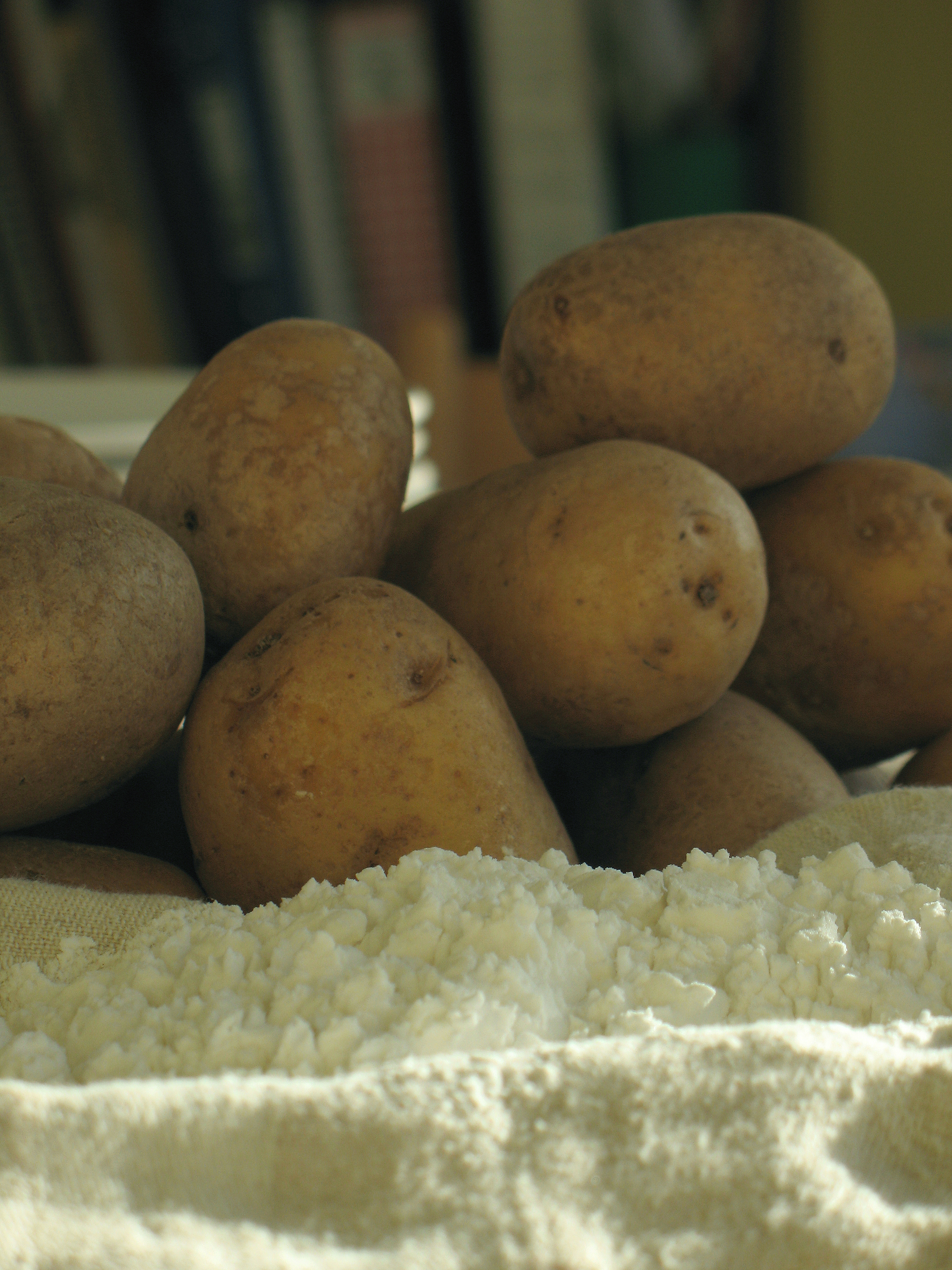
Fécule de pomme de terre.

Dès 1731, on tire un amidon de la pomme de terre qui est utilisé comme substitut à celui de froment.

« On prend cette fécule ou farine dans du bouillon gras ou dans du lait, avec du ſucre fin, même dans le café au lait ou dans le chocolat. Une forte demi-cuillerée à bouche ſuffit pour chaque demi ſetier : on commence par délayer cette farine à froid, enſuite on la laiſſe cuire quatre à cinq minutes. On en fait auſſi des crêmes & des gelées de toute eſpèce, en faiſant d’abord bouillir dans une chopine d’eau un zeſte de citron ou d’orange rapé, avec un quarteron de ſucre : après avoir paſſé cette décoction, on la colore avec de la cochenille en poudre, pour un ſol : on remet le tout ſur le feu ; en y jettant deux cuillerées de cette farine qu’on aura bien délayée à froid, il faut avoir le ſoin de bien la remuer, en la laiſſant cuire vingt minutes ; enſuite on l’arroſe en état de cuiſſon avec le jus de citron ou d’orange qu’a produit le reſte de la décoction, & l’on verſe le tout dans les vaſes deſtinés pour le recevoir. »

On en fait aussi de la pâtisserie, des biscuits ; c’est en particulier un ingrédient du gâteau de Savoie ; on l’intègre, mélangée d’eau, aux omelettes et on l’utilise pour les sauces en moindre quantité que la farine.
Au XIXe siècle, du sirop à base de fécule de pomme de terre, mélangé à du miel à bas prix, a été utilisé pour produire du « miel artificiel » dit de qualité comparable au « plus beau miel de Narbonne ».
La fécule de pomme de terre est toujours abondamment produite au XXIe siècle ; son extraction donne lieu à une importante activité industrielle : la « féculerie ».

#### Pain

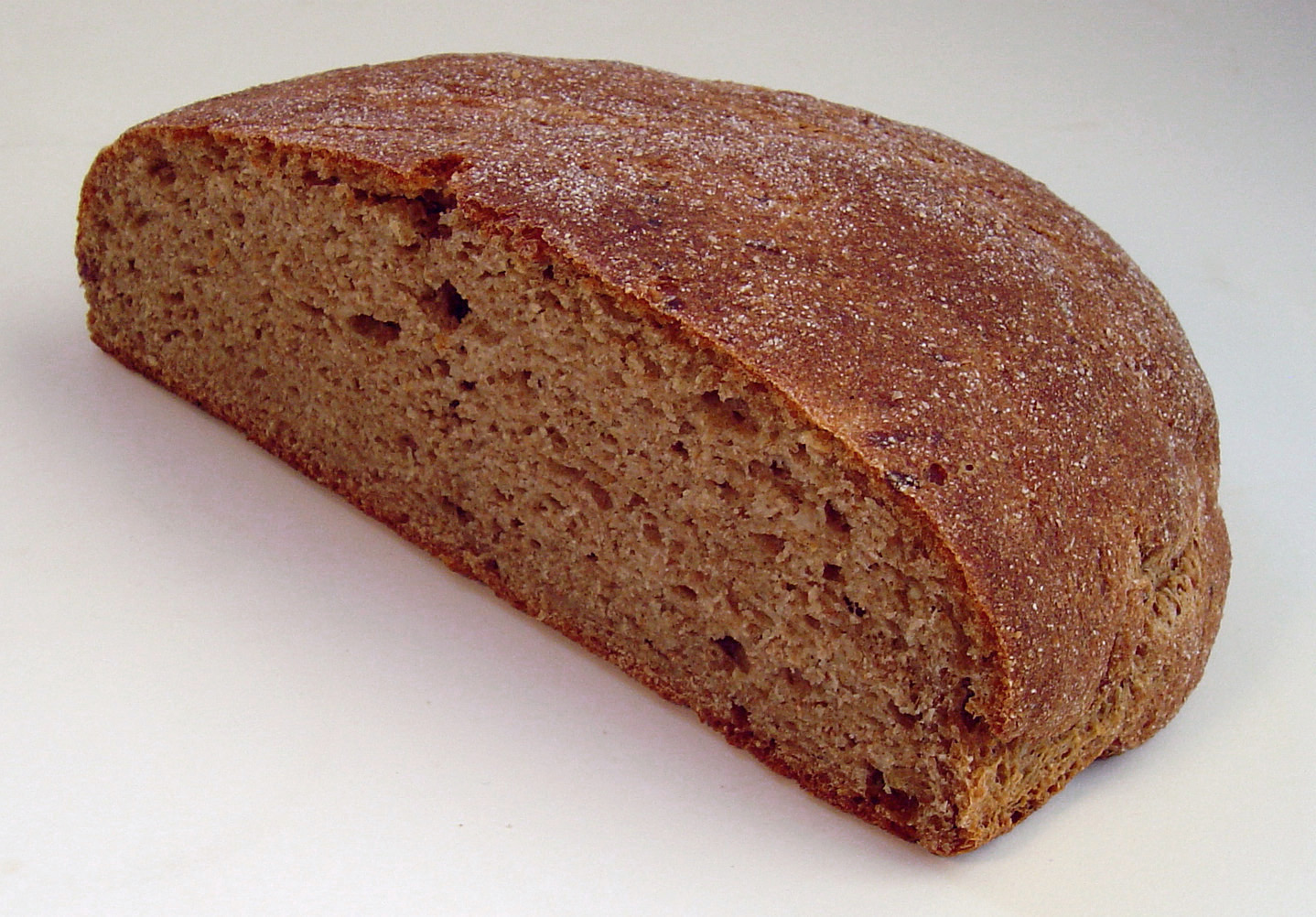
Demi-pain de pomme de terre artisanal.

En 1771, Samuel Engel mentionne, dans son Traité de la nature, de la culture, et de l’utilité des pommes de terre par un ami des hommes, que la moitié des Européens vivent de pain et l’autre de pommes de terre, et aussi que l’on fait du pain en mélangeant un tiers ou un quart de pomme de terre à la farine de céréales, ce qui donne un mets « préféré par goût, au pain de pur froment ».
Il se réfère à différents auteurs, dont François Mustel qui a rédigé un Mémoire sur les pommes de terre et sur le pain économique. Mustel a inventé, avant 1766, une sorte de varlope renversée pour râper les pommes de terre, pelées ou non, en bouillie fine qu’il faut mélanger à de la farine de blé : la proportion d’un 1/3 de farine pour 2/3 de pommes de terre donne un pain mangeable dit-il, 50 % de chaque ingrédient un bon, et à raison de 2/3 pour 1/3, il est difficile de s’apercevoir que le pain n’est pas de pur froment ; le mélange doit être pétri avec du levain ordinaire, mais on utilise moins d’eau et on chauffe moins fort, ce qui produit une économie supplémentaire ; ce pain se conserve plus longtemps frais, il reste mangeable pendant quinze jours, au lieu de six pour le pain traditionnel. Cette prolongation de la fraicheur, fort appréciable, incite de nombreux cultivateurs ardennais à ajouter à leur pain, jusqu’aux années 1980, quelque « 10 % de pomme de terre passée au passe-vite », les Gaumais allant jusqu’à 50 %.
Les recherches sur l’utilisation du tubercule pour la fabrication du pain ont été nombreuses, en France, à la fin du XVIIIe siècle, sans pour autant donner lieu à la perpétuation massive de cette pratique. Un journal de 1847 émet un argument à ce sujet : « En Écosse, en Angleterre, en Hollande, en Allemagne, en Prusse, sur le littoral de la Baltique, la plus grande partie de la population vit de pommes de terre pendant six à sept mois de l’année. Nulle part on en fait du pain. La France, qui a été la dernière à accepter la pomme de terre comme substance alimentaire, est aussi la première à l’employer à un usage qui ne peut être profitable. À quoi bon se donner tant de mal pour gâter ce qui est bon ? »
Le pain de pommes de terre reste dans l’usage familial ou régional : on note ainsi la farcidure corrézienne, le lefse norvégien et le pain maori.

#### Alcool

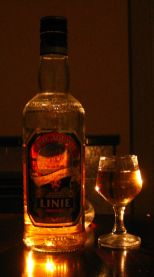
Bouteille et verre d’aquavit.

Antoine Parmentier tente de fabriquer de l’alcool et de la bière à partir de la pomme de terre, car il a appris qu’en d’autres pays, on en fait la distillation, mais il avoue son échec en 1773. Deux ans avant, l’Encyclopédie méthodique signalait que l’eau-de-vie de pomme de terre était bien connue des Suédois et des autres Européens.
Cinq méthodes sont répertoriées en 1839, dans le Dictionnaire technologique :
1. Par trois manœuvres : cuisson des pommes de terre, réduction en bouillie, macération par l’orge maltée ;
2. Par conversion de la fécule en sirop par l’acide sulfurique ;
3. Par saccharification de la bouillie de pommes de terre cuites par l’acide sulfurique ;
4. Par saccharification de la bouillie de pommes de terre par la potasse caustique ;
5. Par saccharification de la farine de pommes de terre par l’acide sulfurique[22].

Antonin Rolet donne, en 1913, à l’intention des familles et des coopératives agricoles, deux recettes de bière de fécule de pomme de terre, l’une à partir de houblon et fécule, l’autre à partir de houblon, fécule et farine de malt.
Au XXIe siècle, l’aquavit, la vodka, le poteen et le härdöpfeler sont toujours encore produits à partir de pomme de terre. Ces alcools peuvent être utilisés en cuisine pour le déglaçage ou le flambage.

#### Fromage
Louis de Jaucourt, dans l’Encyclopédie ou Dictionnaire raisonné des sciences, des arts et des métiers, cite un Allemand qui a inventé la manière de faire trois fromages, à partir de grosses pommes de terre bouillies dans leur peau, puis pelées et broyées à la cuiller avant d’être mélangées à du lait caillé ; les fromages obtenus acquièrent davantage de qualité et finesse en vieillissant.
L’Encyclopédie méthodique, qui reprend ces informations, précise les proportions en fonction desquelles le fromage est destiné aux pauvres (cinq livres de légumes pour une de lait caillé), à tout le monde (quatre livres pour deux de lait caillé), ou aux meilleures tables (deux livres pour quatre de lait) ; en y ajoutant de la crème, on réalise de gros fromages comme ceux de Hollande. Le lait de brebis ou de chèvre donne de meilleurs résultats que celui de vache, dit-elle.

#### Café
Toujours selon l’Encyclopédie ou Dictionnaire raisonné des sciences, des arts et des métiers, les Allemands se servent de la pomme de terre en guise de café, soit en utilisant le tubercule entier, bouilli, raclé, coupé en petits cubes mis à sécher, soit en employant les pelures, hachées et séchées ; dans les deux cas, la matière séchée est torréfiée, passée au moulin à café, préparée et servie comme du café ordinaire, avec de la crème pour ceux qui le préfèrent.

#### Sirop de pommes de terre
Ce sirop de pomme de terre remplace le sucre et le sirop de sucre. Il est utilisé en pâtisserie. Aux Pays-Bas, la production de sirop de pomme de terre a commencé en 1819 à Gouda où fut construite la première féculerie-glucoserie.

### Un menu duXVIIIesiècle

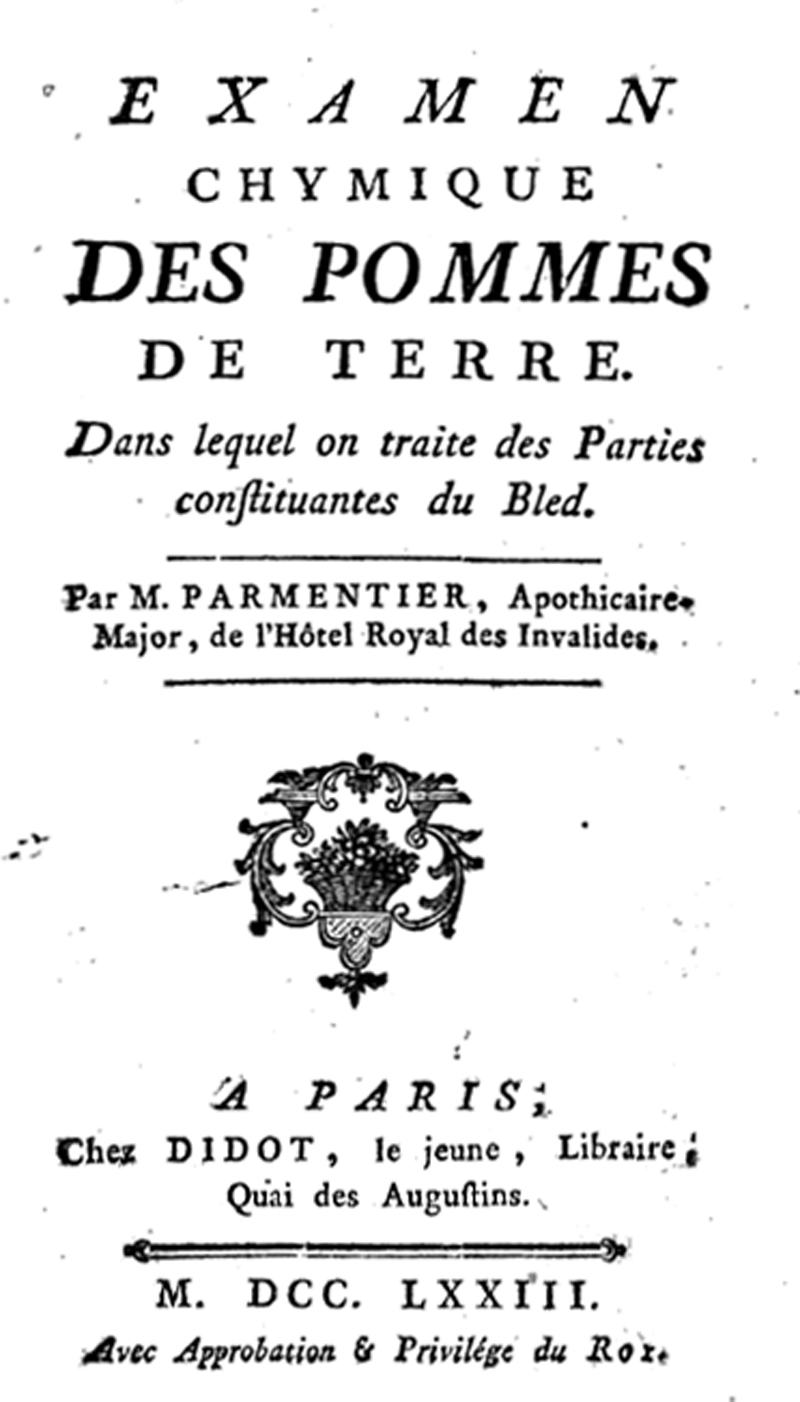
Page de titre de l’Examen chymique d’Antoine Parmentier.

Après avoir longtemps cherché à faire du pain avec de la pomme de terre, Antoine Parmentier comprend que ce tubercule doit être considéré comme un légume polyvalent, et que son utilisation passe par la vulgarisation des recettes qui permettent d’en faire un aliment principal.
Dans son Examen chymique des pommes de terre publié en 1773, il cite (mais sans en donner la date précise) la composition d’un menu qu’il a fait servir à des amis :

« La facilité avec laquelle nos Pommes de terre ſe prêtent à toutes ſortes de ragoût m’a fait naître l’idée d’en composer un repas, auquel j’invitai pluſieurs Amateurs ; & au riſque de paſſer pour être atteint de la manie des Pommes de terre, je vais terminer cet Examen par en faire la deſcription : c’étoit un dîné. On nous ſervit d’abord deux potages, l’un de purée de nos racines, l’autre d’un bouillon gras, dans lequel le pain de Pommes de terre mitonnoit aſſez bien ſans s’émietter ; il vint après une matelote suivie d’un plat à la ſauce blanche, puis d’un autre à la maître d’hôtel, & enfin un cinquième au roux. Le ſecond ſervice conſiſtoit en cinq autres plats non moins bons que les premiers ; d’abord un pâté, une friture, une ſalade, des beignets, & le gâteau économique dont j’ai donné la recette ; le reﬅe du repas n’étoit pas fort étendu, mais délicat & bon ; un fromage, un pot de confiture, une aſſiette de biſcuit, une autre de tartes, & enfin une brioche auſſi de Pommes de terre, compoſoient le déſert ; nous primes après cela le caffé, auſſi décrit plus haut. Il y avait deux ſortes de pain ; celui mêlé de pulpe de Pommes de terre & farine de froment, repréſentoit aſſez bien le pain mollet ; le ſecond, fait de pulpe de Pommes de terre, avec leur amidon, portoit le nom de pain de pâte ferme ; j’aurois deſiré que la fermentation m’eut mis à même de faire une boiſſon de nos racines, pour contenter pleinement mes convives, [227] & dire avec fondement : aimez-vous les Pommes de terre, on en a mis partout. Chacun fut gai ; & ſi les pommes de terre ſont aſſoupiſſantes, elles produiſirent ſur nous un effet tout contraire. »

En appliquant l’idée de Menon de réaliser un repas construit sur un seul aliment, comme cet écrivain culinaire l’avait indiqué en 1755, dans Les Soupers de la cour ou l’art de travailler toutes sortes d’aliments pour servir les meilleures tables, suivant les quatre saisons avec ses Menu d’un repas servi tout en mouton, Menu d’un repas servi tout en cochon et Menu d’un repas servi tout en œufs, Parmentier démontre à un groupe de personnes influentes de la bonne société, dont Nicolas François de Neufchâteau, que la pomme de terre peut être utilisée, sous différentes formes, à différents moments du repas. Il réussit ainsi une promotion du légume sur le plan culinaire qui marque longtemps encore les esprits : « Les convives, qui étaient tous des hommes distingués, gens en crédit ou gens d’esprit, s’en allèrent dans les salons en vogue raconter la nouvelle de leur dîner où la pomme de terre régnait sans rivale », écrit la Semaine des familles, près d’un siècle plus tard.
Parmentier saisit toute occasion de promouvoir le tubercule : lorsqu’il reçoit Arthur Young le 24 octobre 1787, le menu est à base de pomme de terre et, pour la première fois, sa sœur Marie-Suzanne Houzeau sert, entre autres plats, des pommes de terre cuites à la vapeur.
Mais l’utilisation de ce tubercule ne se généralise cependant en France qu’au XIXe siècle, à la fin duquel Alexandre Dumas sent encore la nécessité d’en affirmer la salubrité :

« La pomme de terre est réellement une nourriture et une nourriture saine, facile et peu dispendieuse. Son apprêt a cela d’agréable et d’avantageux pour la classe laborieuse des ouvriers qu’il n’exige presque pas de soins ni de dépense. L’empressement avec lequel on voit les enfants manger des pommes de terre cuites sous la cendre et s’en bien trouver, prouve assez qu’elles conviennent à toutes les constitutions. »

## Aspects nutritionnels

### Influence des modes de préparation
Selon les modes de préparation et de cuisson, la valeur nutritionnelle de la pomme de terre peut varier grandement. En particulier, son contenu énergétique, modéré en comparaison avec d’autres féculents, peut augmenter considérablement en cas de cuisson avec des matières grasses, et sa teneur en vitamines est affectée plus ou moins selon les modes de cuisson. La cuisson est cependant indispensable pour en faire un aliment appétissant et surtout digeste.
| Mode de cuisson       | énergie kcal | eau g | glucides g | lipides g | protides g |
| --------------------- | ------------ | ----- | ---------- | --------- | ---------- |
| crue                  | 80           | 78,0  | 18,5       | 0,1       | 2,1        |
| bouillie avec la peau | 76           | 79,8  | 18,5       | 0,1       | 2,1        |
| bouillie sans la peau | 72           | 81,4  | 16,8       | 0,1       | 1,7        |
| au four (à sec)       | 99           | 73,3  | 22,9       | 0,1       | 2,5        |
| en purée              | 106          | 78,4  | 15,2       | 4,7       | 1,8        |
| rissolée              | 157          | 64,3  | 27,3       | 4,8       | 2,8        |
| frite                 | 264          | 45,9  | 36,7       | 12,1      | 4,1        |
| chips                 | 551          | 2,3   | 49,7       | 37,9      | 5,8        |

Dans la pomme de terre crue, l’amidon se présente principalement sous forme d’amidon résistant, ainsi appelé car il résiste aux enzymes digestifs, tels que l’amylase. Sous l’effet de la chaleur, vers 50 °C, l’amylose gonfle et entraine l’éclatement des grains d’amidon, qui se « gélatinisent » et perdent leur caractère « résistant ». Toutefois, lorsque la préparation est par la suite refroidie, par exemple dans les salades, la part d’amidon résistant augmente par suite d’une rétrogradation de l’amylose. Cette part peut représenter environ 2 % (de l’amidon total) dans des pommes de terre bouillies, et passer à 6 % dans une salade de pomme de terre. L’amidon résistant se retrouve intact dans le gros intestin, jouant un rôle analogue à celui des fibres alimentaires, ce qui peut être intéressant dans certains régimes alimentaires.
Une portion de 100 g de pommes de terre simplement bouillies dans leur peau apporte 76 kcal, ce qui se compare à la bouillie de maïs, également 76 kcal, ou à la banane plantain (94), mais est nettement inférieur à la même portion de haricots secs (115), de pâtes (132), de riz (135) ou encore de pain (278). Lorsqu’elles sont cuites à l’aide de matière grasse, leur valeur énergétique peut être doublée ou triplée, voire multipliée par sept dans le cas des chips. Ce phénomène résulte de l’absorption de graisse par la chair des pommes de terre, d’autant plus importante qu’elles sont finement coupées, mais aussi de leur relative déshydratation qui concentre d’autant leur contenu énergétique.
La cuisson à l’eau fait perdre une partie des éléments hydrosolubles, en particulier la vitamine C, surtout lorsque les tubercules sont épluchés. Ainsi, dans le cas d’une cuisson de 25  à   30 minutes dans l’eau bouillante, les pommes de terre pelées peuvent perdre jusqu’à 40 % de leur vitamine C, 10 % si elles sont cuites avec la peau (dans ce dernier cas, il reste 13 mg de vitamine C pour 100 g de légume). Ces pertes se cumulent avec celles induites par le temps de conservation, d’environ 50 % après trois mois. D’autres modes de préparation sont encore plus agressifs pour la vitamine C, mais aussi pour les vitamines du groupe B ; ainsi la purée entraine jusqu’à 80 % de perte en vitamine C, et la friture 60 %.
Néanmoins, une portion de 100 g de produits transformés à base de pomme de terre peut fournir de 10 à 50 % de l'apport quotidien de vitamine C recommandé pour un adulte.
La cuisson avec des matières grasses, en particulier la friture, peut provoquer, surtout en cas de cuisson trop prolongée à haute température, la formation d’acrylamide, substance probablement cancérigène pour l’homme. Cette réaction se produit quand les pommes de terre contiennent trop de sucres réducteurs (glucose et fructose) ; leur taux, qui ne devrait pas dépasser 0,4 à 0,6 % du poids frais, dépend de la variété, de la maturité des tubercules et des conditions de conservation, les températures basses, inférieures à 8 °C, favorisant la rétrogradation de l’amidon en sucres réducteurs.
Les pommes de terre dites « de consommation », c’est-à-dire qui ont été récoltées à complète maturité, peuvent se conserver plusieurs semaines, à condition d’être stockées dans un local aéré, frais (entre 8 et 9 °C), mais à l’abri du gel, et obscur car la lumière les fait verdir. Les pommes de terre primeur, récoltées avant maturité, ne se conservent pas. On peut les garder tout au plus quelques jours dans le bac à légumes du réfrigérateur.

### Ingrédients associés
Parmi les ingrédients souvent associés à la pomme de terre, par exemple dans diverses spécialités régionales, figurent le lait et les produits laitiers. Ceux-ci pallient heureusement la déficience du tubercule en vitamines A et D, et complètent le mets en protéines, lipides et calcium. Cela explique que des populations entières, en Irlande et dans le nord de l'Europe, aient pu subsister avec des régimes presque exclusivement à base de pommes de terre et de lait.

### Les produits transformés
De plus en plus, la consommation, et la cuisine des pommes de terre, passe par l’intermédiaire de produits transformés industriellement, principalement des produits surgelés, le plus souvent précuits, ou déshydratés (flocons, granules, farine de pomme de terre).
La part des produits transformés dépasse celle des pommes de terre de table dans certains pays occidentaux (États-Unis, Canada, Europe du Nord). Ainsi, en Allemagne, en 2003-2004, les premiers représentaient 34,3 kg par habitant et par an, contre 32,5 pour les secondes. Aux États-Unis, l’utilisation de pommes de terre fraiches ne représentait plus, en 2007, qu’un tiers de la consommation totale.
Il s’agit le plus souvent de produits « prêts à cuisiner », qui présentent l’avantage de faciliter la préparation des mets, supprimant notamment l’épluchage fastidieux, et qui se conservent plus facilement et plus longtemps que des tubercules frais. Les plus utilisés sont la purée en flocons déshydratés, ou purée instantanée, et les frites surgelées précuites. Ces dernières sont davantage consommées dans la restauration collective. Les plus simples sont les pommes de terre épluchées et précuites à la vapeur et conditionnées sous vide, qui appartiennent à la catégorie des produits frais, dits de cinquième gamme. On trouve également dans le commerce des pommes de terre en conserve (boites ou bocaux), parfois mélangées avec des carottes ou des petits pois.
Les chips sont un cas particulier, puisque ce produit se consomme directement, sans aucune préparation de type culinaire, et le plus souvent hors repas.

## Avant la cuisson

### Choix des variétés

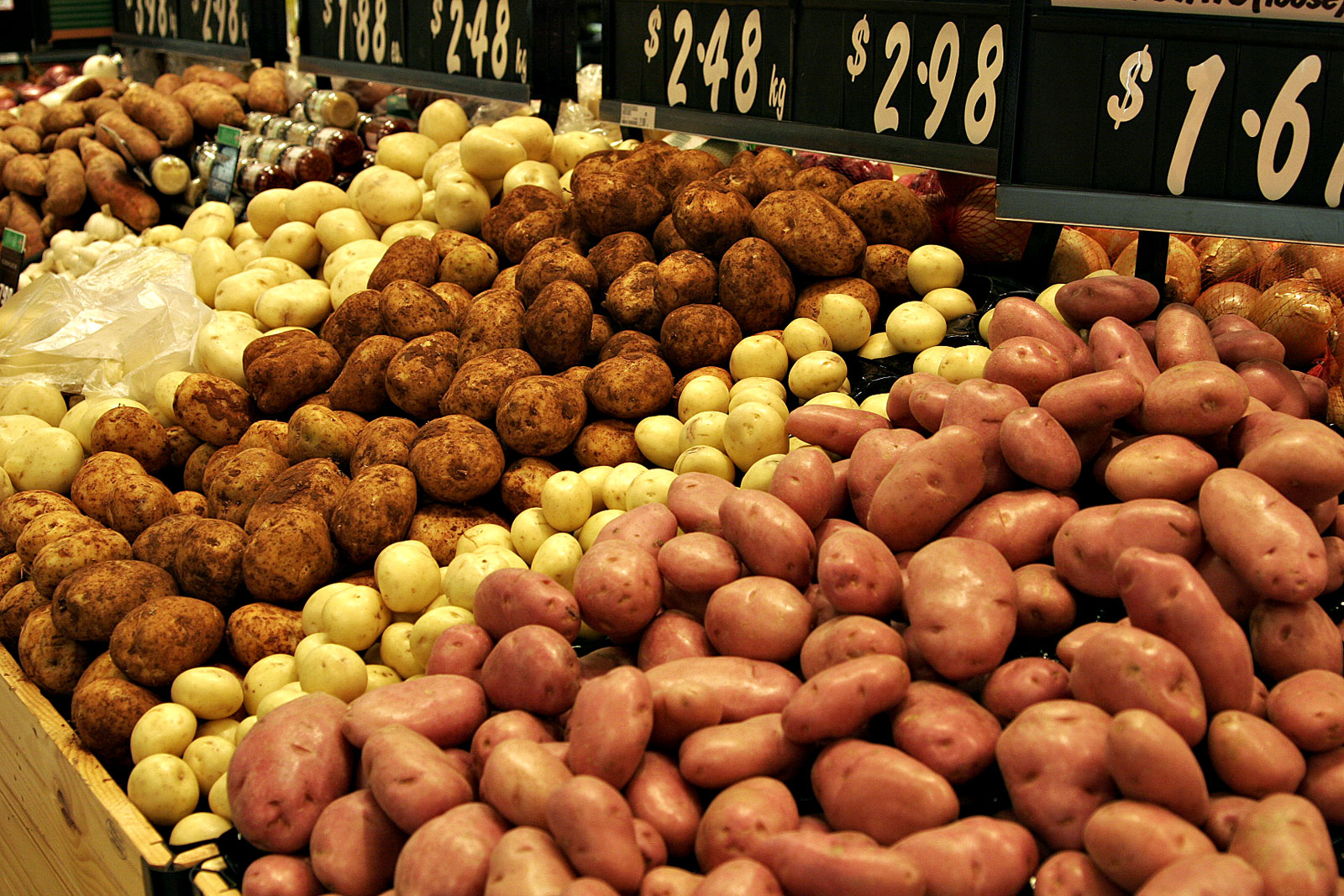
Choix de variétés sur un marché.

En fonction du mets à préparer, du type de cuisson et du marché, le cuisinier choisit telle ou telle pomme de terre parmi les milliers de variétés qui existent. Il se fie d’abord à la qualité de la chair, les pommes de terre à chair ferme convenant mieux à telle préparation, les farineuses à telle autre.
Pour les préparations où le légume doit être réduit en bouillie, comme pour la purée, ou dissous comme dans le potage, le choix se porte sur des variétés farineuses : ’Arnica’, ’Binova’, ’Catarina’, ’Claudia’, ’Daroli’, ’Early rose’, ’Eba’, ’Eersteling’, ’Estima’, ’Hansa’, ’Keltia’, ’Ker pondy’, ’Prima’, ’Trophée’, etc.
Pour les préparations où le légume, entier ou tranché, doit tenir sa forme, on utilise les variétés à chair ferme : ’Aura’, ’Belle de Fontenay’, ’BF 15’, ’Charlotte’, ’Exquisa’, ’Franceline’, ’Linzer delikatess’, ’Ratte’, ’Rosa’, ’Roseval’, ’Rosine’, ’Sieglinde’, ’Stella’, ’Valdor’, ’Viola’, etc.
Ces recommandations classiques n’empêchent pas les chefs de s’en affranchir parfois. Ainsi, Joël Robuchon prépare aussi sa célèbre purée avec des pommes de terre de la variété Ratte.
Certaines variétés, comme la ’Bintje’, la ’Nicola’ ou la ’Yukon Gold’, se prêtent aux divers modes de préparation ; la ’Bintje’, qui sert d’étalon aux gouteurs, ne se délite pas lorsqu’elle pèse moins de 150 grammes. C’est l’une des variétés les plus utilisées pour la frite, notamment en Belgique. Cependant, les industriels de la frite précuite surgelée recourent à des variétés plus récentes, en particulier pour leurs qualités agronomiques (meilleure résistance aux maladies). Ainsi, Aviko, premier producteur néerlandais de frites surgelées, emploie principalement la variété ’Agria’. En Amérique du Nord, c’est la variété ’Russet Burbank’, longtemps imposée par le groupe McDonald's à ses fournisseurs qui est classiquement utilisée pour les frites, accompagnée depuis 1983 par la ’Shepody’, variété plus récente, créée au Canada spécialement pour la frite. Le choix du connaisseur est aussi fonction de la saison, car certaines espèces sont hâtives et d’autres tardives.

### Épluchage

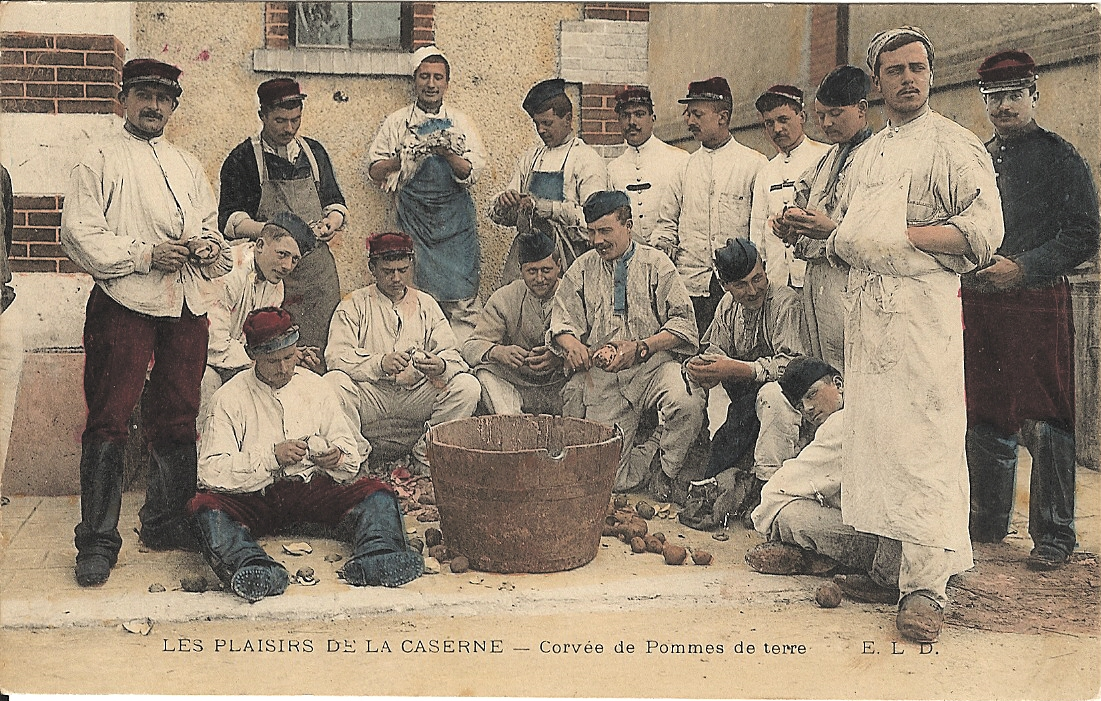
La corvée de patates.

#### Épluchage manuel
L’épluchage de la pomme de terre est traditionnel pour la préparation d’une très grande quantité de recettes. Pour les uns (notamment les soldats au régiment), il représente la corvée, pour les autres la satisfaction de réussir l’épluchage par un mouvement de spirale du couteau autour du tubercule. Les variétés modernes, qui produisent des tubercules très lisses, aux yeux très superficiels, ont heureusement facilité cette tâche car l’épluchage fin est difficile et, même avec un bon tour de main, le couteau emporte généralement avec la peau un copeau de chair. Créés dans un esprit d’économie, des outils spéciaux ont pallié le problème et l'emploi de lames en acier inoxydable évite de se noircir les mains.

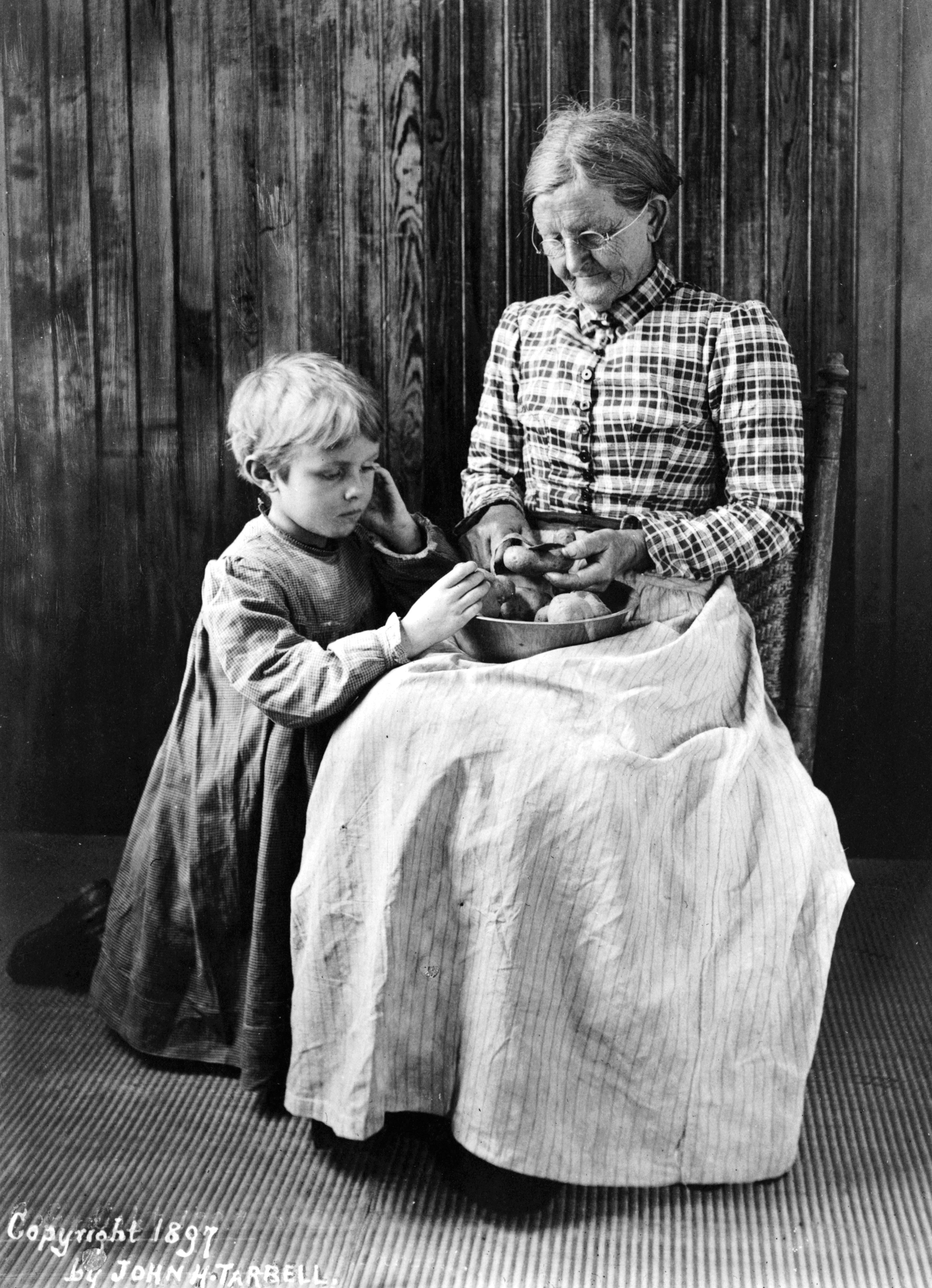
Enfant regardant une femme éplucher des pommes de terre.

L’épluchage permet de supprimer les parties encore vertes du tubercule, d’éliminer la solanine présente dans la peau, qui peut provoquer des intoxications, et d’ôter, en creusant parfois profondément dans la chair, les « yeux » qui sont à la naissance des germes. Il doit se faire juste avant la cuisson, car la pomme de terre pelée et laissée à l’air s’oxyde ; plongée en attente dans l’eau, elle y perd ses minéraux et vitamines, et se couvre d’une sorte de duvet microbien.
Dans les collectivités et chez les familles nombreuses, on a utilisé des éplucheuses mécaniques électriques. Il est courant au XXIe siècle d’acheter les pommes de terre déjà épluchées et conditionnées en boite de conserve ou emballées sous vide.

#### Épluchage industriel
Des techniques efficaces ont été mises au point par l’industrie pour peler de grandes quantités de tubercules en limitant les pertes et les déchets qu’il faut ensuite recycler, généralement dans l’alimentation animale. Ces techniques sont l’épluchage (ou pelage) par abrasion (celle qui produit le plus de pertes), à la soude (épluchage chimique par trempage dans un bain d’hydroxyde de sodium à température élevée, suivi d’un rinçage), ou à la vapeur (un bain de vapeur à haute pression décolle la peau des tubercules, qui est ensuite aspirée). Cette dernière méthode minimise les pertes en vitamines.

#### Épluchures
Généralement traitées comme un déchet, les épluchures de pommes de terre peuvent aussi se cuisiner, en période de disette ou dans une optique de cuisine de restes. Outre les cas où les tubercules sont cuits et servis avec leur peau, par exemple les pommes de terre nouvelles, on peut aussi faire des amuse-gueule pour l’apéritif, sous forme de chips d’épluchures de pomme de terre, ou encore des beignets, en trempant au préalable dans une pâte à beignet les épluchures prélevées sur des pommes de terre cuites à l’eau. Avec une pomme au four coupée en deux et débarrassée de sa chair à la petite cuiller, on peut préparer des sortes de nids, qui peuvent être farcis avec d’autres ingrédients, par exemple un œuf poché dans le cas des œufs Toupinel.

### Taille
La pomme de terre peut être cuite entière, ou taillée en morceaux, en rouelles, en lamelles fines (pour les chips), en parallélépipèdes, en sphères ; en la tournant ou en la cannelant, on en améliore la présentation. Selon le choix, on utilise de préférence un matériel approprié : si le couteau de cuisine peut suffire, la mandoline, le canneleur, la cuillère à pommes parisienne et le coupe-frites facilitent le travail.
Le matériel utilisé pour la mise en forme des frites a fortement évolué depuis le XIXe siècle. Il se faisait au départ avec un simple couteau à manche de bois et lame d’acier qui s’oxydait rapidement. L’utilisation de l’acier inoxydable et du plastique a facilité l’entretien de l’objet ; le coupe-frite mécanique ou électrique a ensuite réduit le temps de la taille et permis le calibrage du mets.

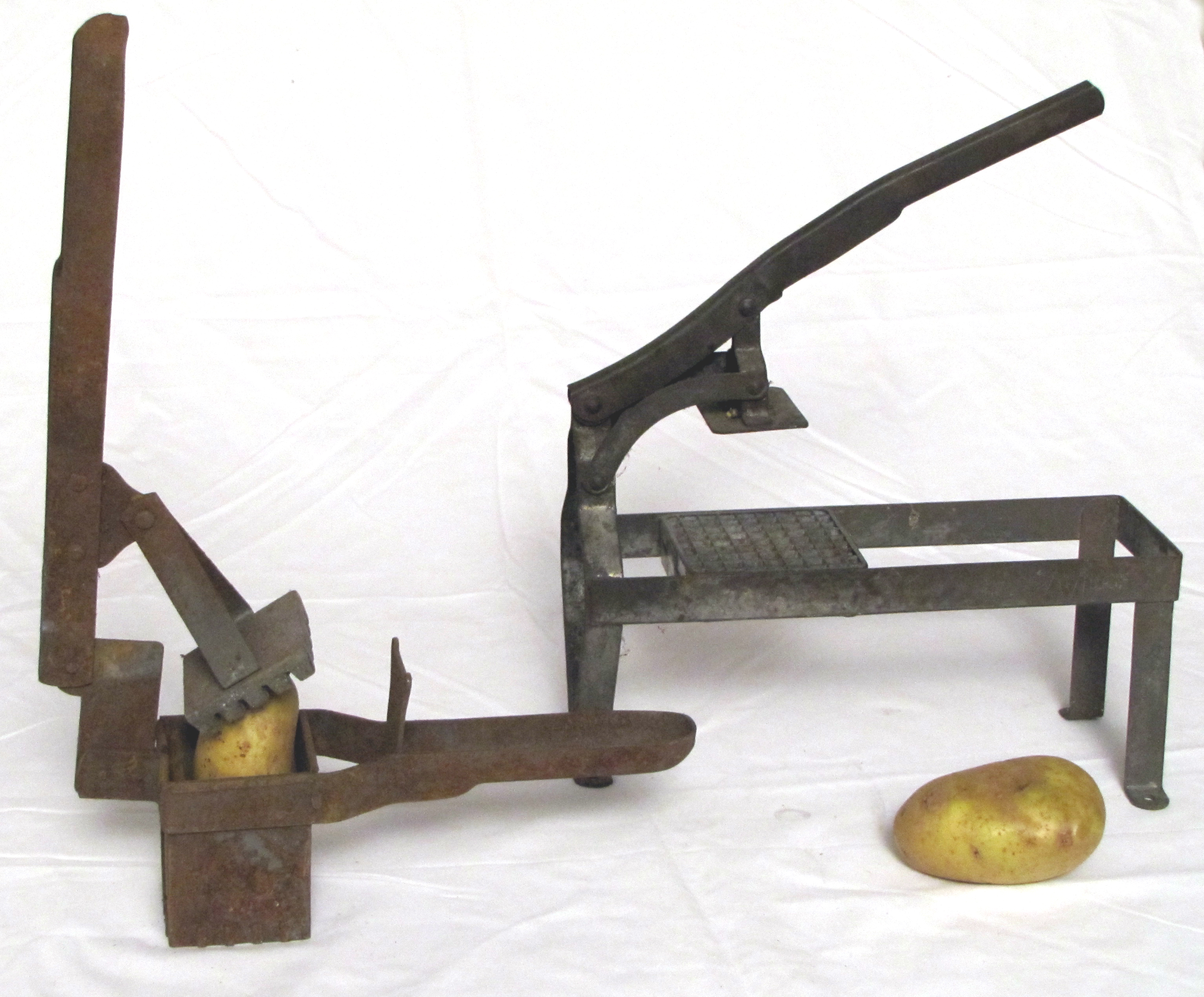
Coupe-frites en fer[D 4].
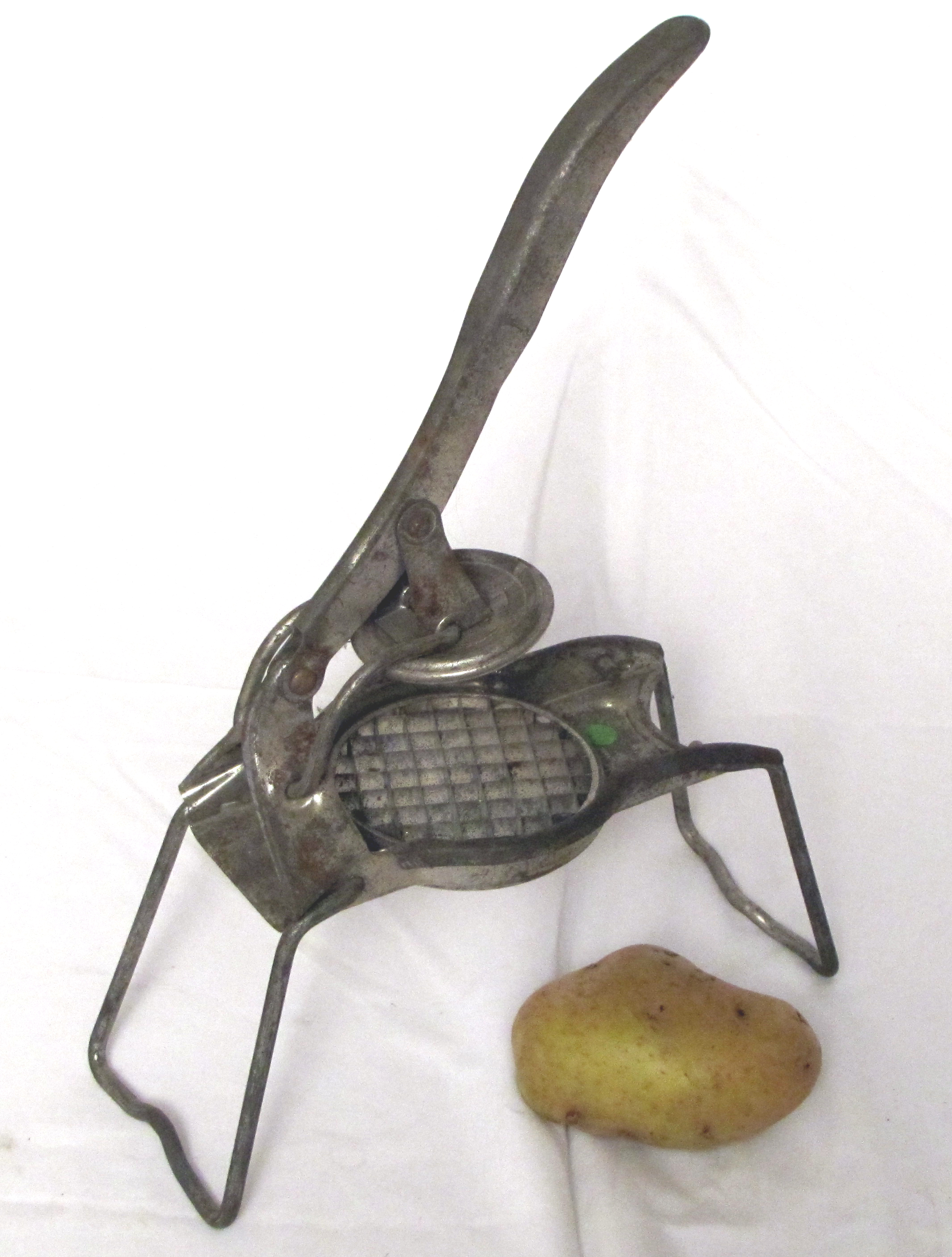
Modèle domestique[D 5].
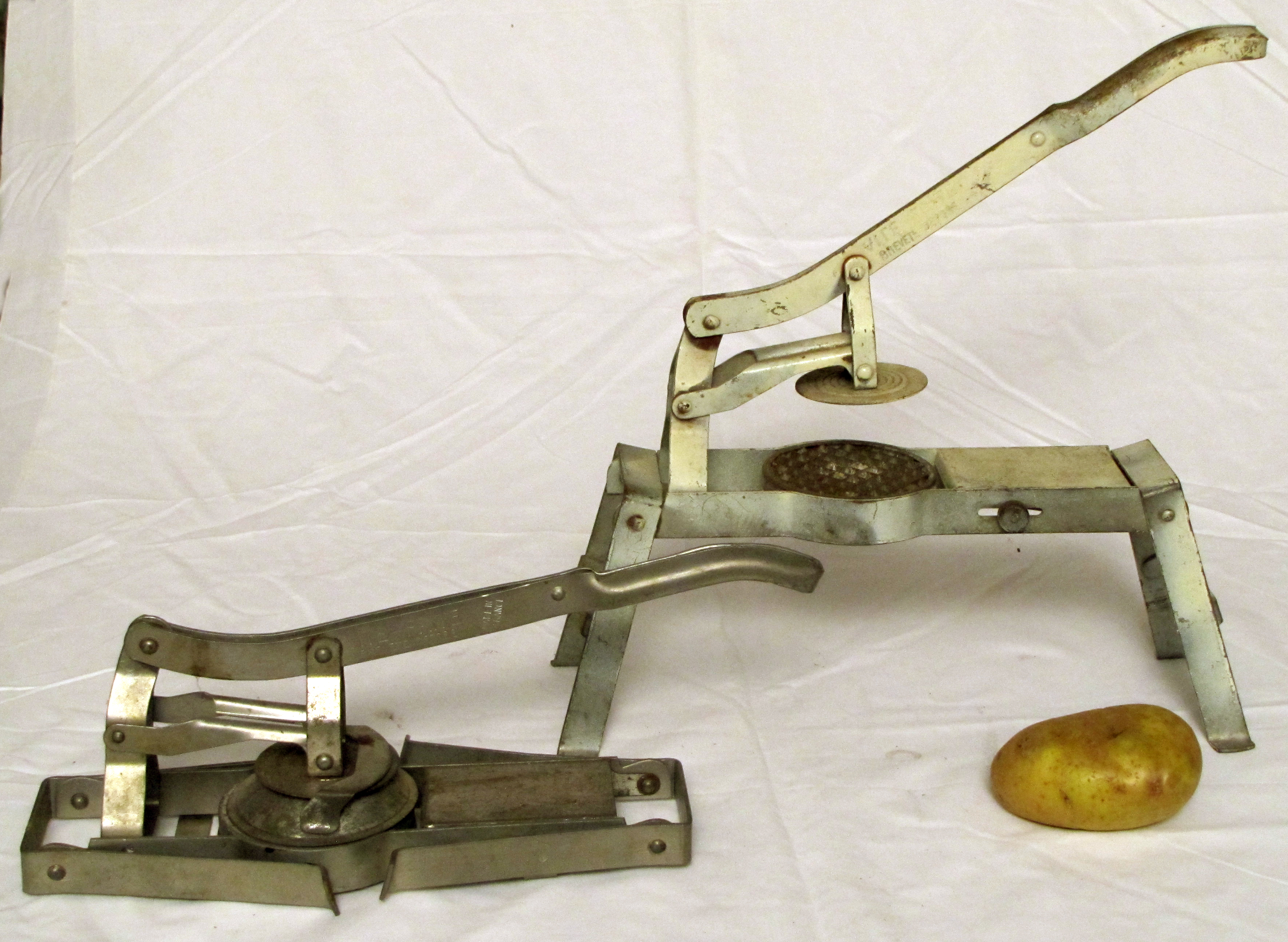
Vite-frite déplié et replié[D 6].
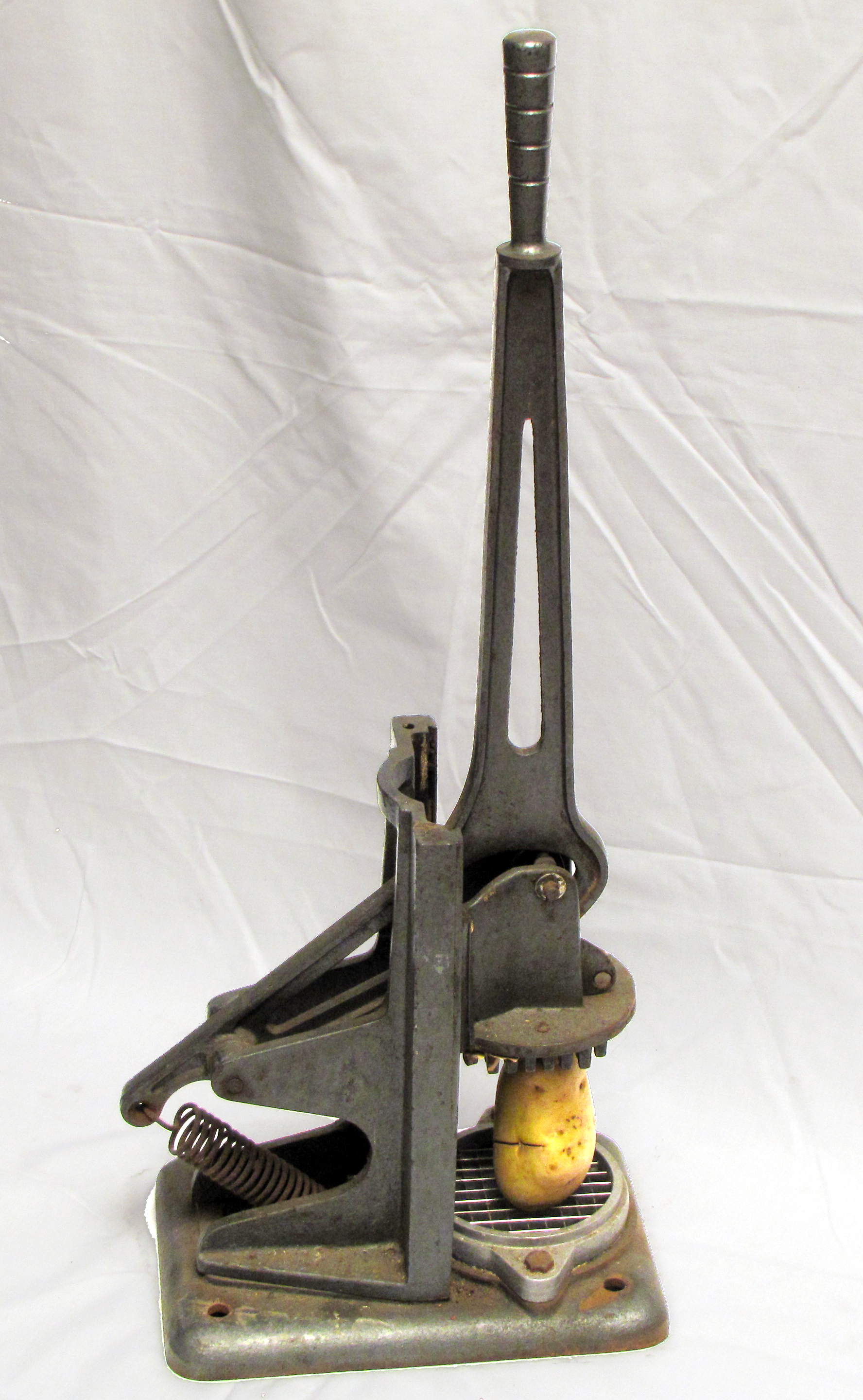
Fonte et acier[D 7].
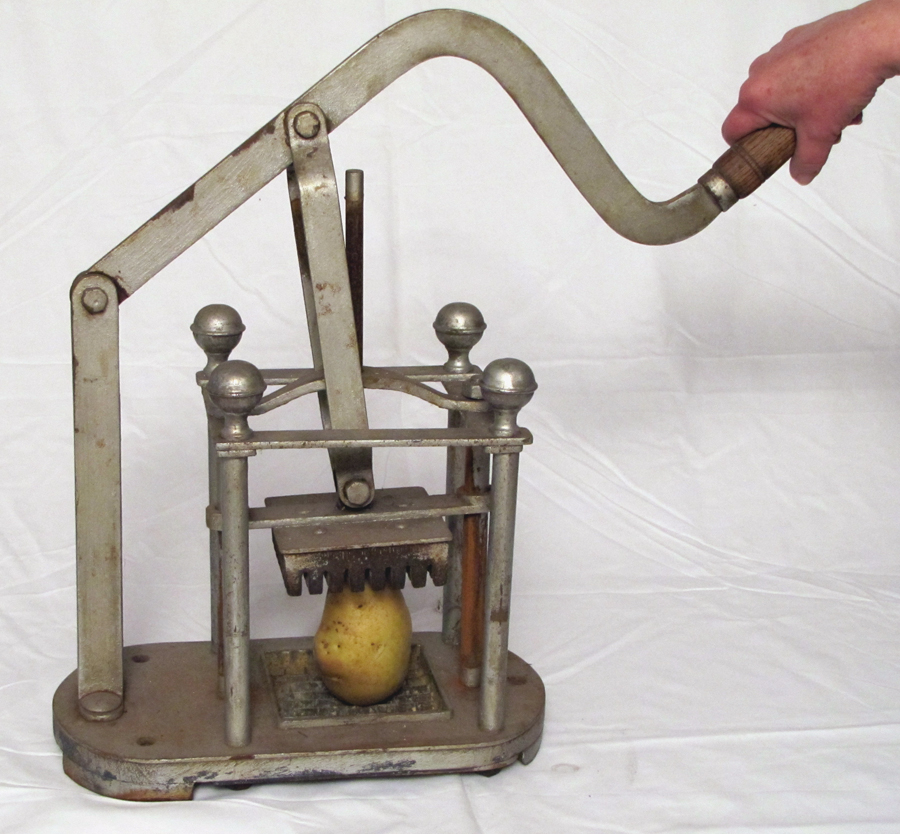
Pour friteries ou collectivités[D 8].
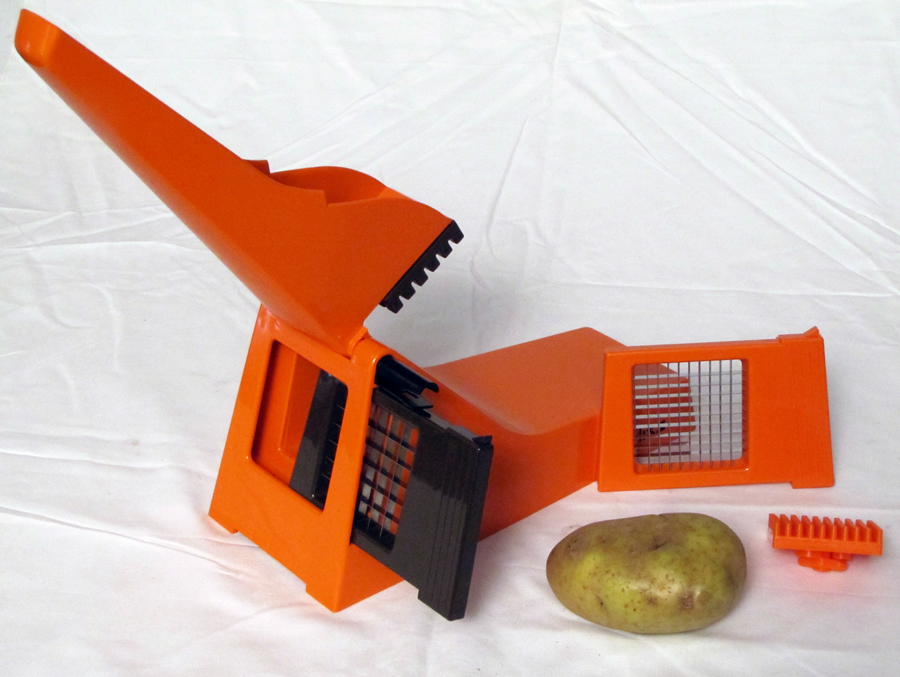
2 calibrages, années 1960[D 9].
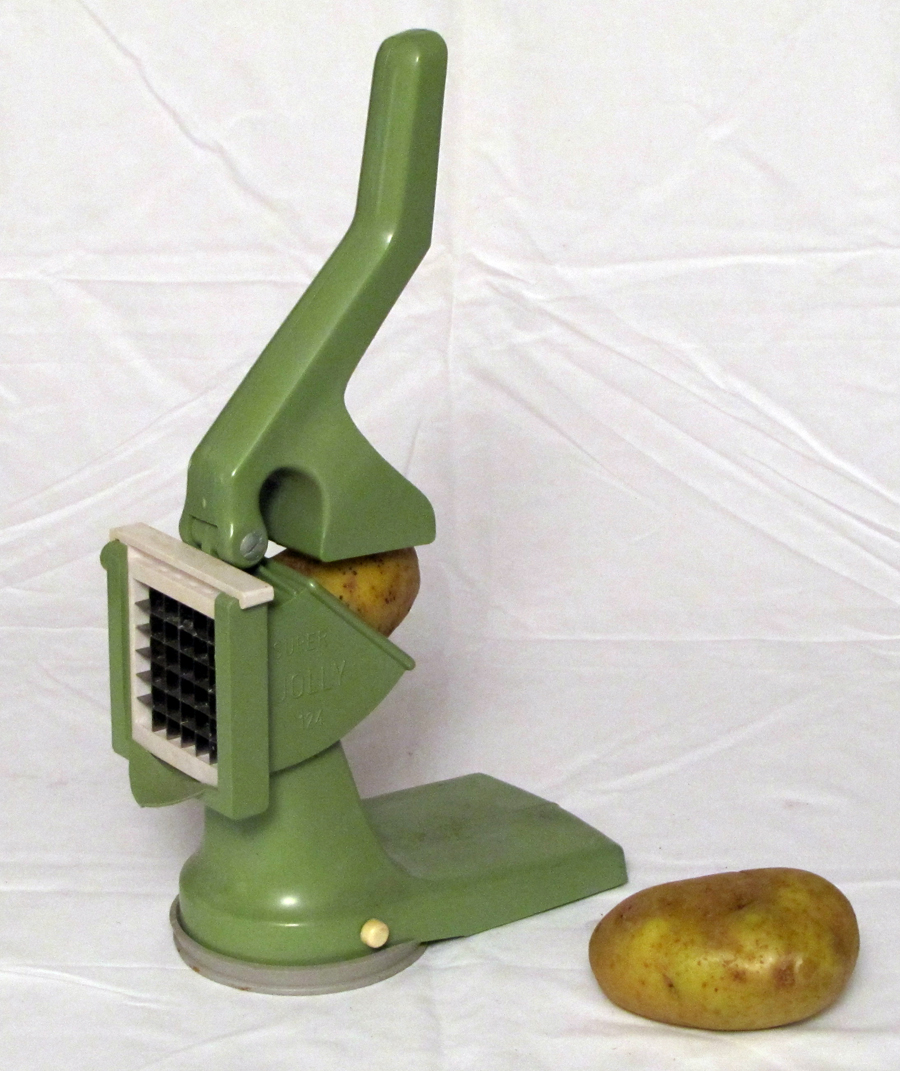
À ventouse pour adhérer à la table[D 10].
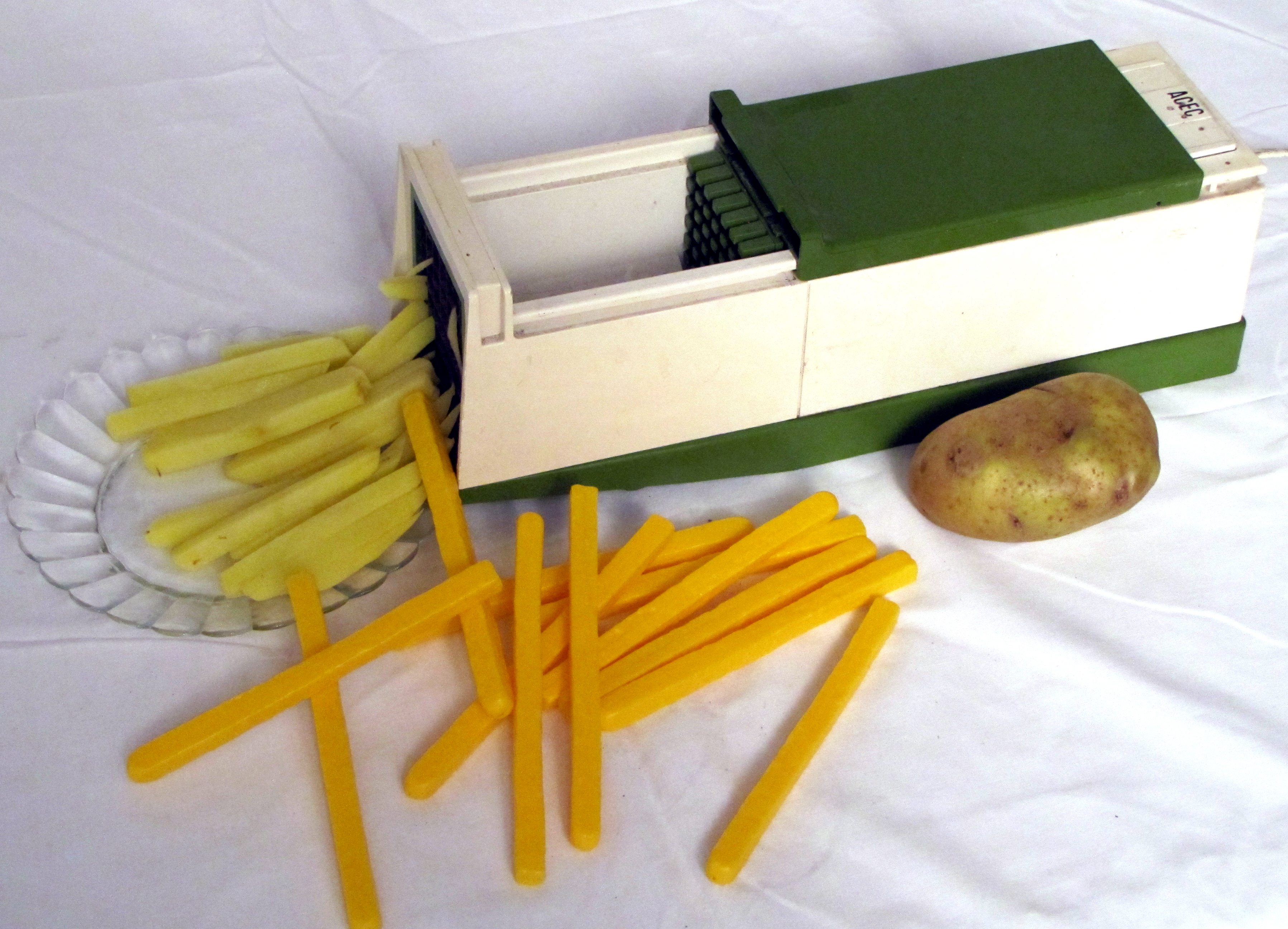
Électrique, sans interrupteur apparent[D 11].

## Modes de cuisson
Dans la plante de pomme de terre, qui appartient au genre Solanum, seul le tubercule est comestible, car les feuilles sont toxiques, à la différence de la patate douce, du genre Ipomoea, dont on mange tubercule et feuilles.
Le tubercule de pomme de terre peut se manger cru, mais il est généralement consommé cuit. Cru, il est âcre. Utilisé dans la marine pour ses propriétés antiscorbutiques, il semble avoir été peu apprécié par les consommateurs ; en témoigne le commandant Kane, en 1863 :

« À diner comme à déjeuner apparait notre hygiénique pomme de terre crue ; comme tous les médicaments, ce mets n’est pas aussi appétissant qu’on pourrait le désirer. Je la râpe bien soigneusement, je n’en prends que les parties les plus saines, j’y mets de l’huile en quantité, et pourtant, malgré l’art que je déploie, il me faut toute mon éloquence pour persuader à mon monde de fermer les yeux et d’avaler mon ragout. Neuf de mes convives sont complètement récalcitrants ; […] j’ai beau montrer à l’un d’eux ses gencives, hier molles et enflammées, aujourd’hui fraiches et fermes, grâce à un cataplasme de pomme de terre : rien n’y fait, ils repoussent avec opiniâtreté mon admirable mélange. »

La cuisson se fait à sec, à l’eau ou à la vapeur, et à la graisse. La pomme de terre intervient aussi comme ingrédient dans diverses préparations.

### Cuisine à sec

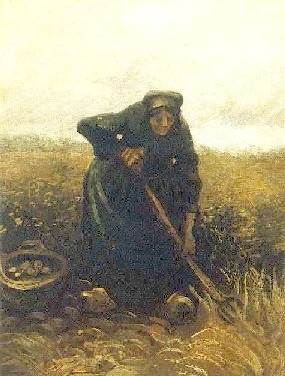
Femme récoltant les pommes de terre, Vincent van Gogh (1885).

En 1750, Étienne-François Geoffroy donne diverses informations sur la cuisine de la pomme de terre : « Les Indiens, au rapport d’Acosta, se servent de sa racine en guise de pain, ils la font cuire, et l’assaisonnent de différentes façons ; et lorsqu’ils la veulent conserver du temps, ils la font sécher au soleil, et la coupent ensuite par tranches. On s’en sert en ce pays ci [en France] à la manière de truffes ; on fait cuire cette racine sous la cendre ; on en ôte ensuite la peau, et on l’assaisonne avec du poivre pour la rendre plus piquante et plus agréable : cette nourriture est assez bonne, et approche de celle du panais et de la châtaigne ; cependant elle est très venteuse, et ne convient pas aux mauvais estomacs. »
En 1770, Pierre-Joseph Buc’hoz écrit que « les pauvres en mangent par nécessité et les riches par gout ; on les prépare de différentes façons ; les habitants des campagnes ne les mangent souvent que cuites dans l’eau ou dans les cendres chaudes ».
La cuisson à sec peut être considérée comme la première, puisque dès après la dure journée de récolte ou de glanage, le tubercule était directement consommé à même le champ, cuit en robe, non épluché, dans la cendre de ses propres fanes. La coutume voulait, chez les Wallons d’Ardenne, Famenne et Gaume, que le paysan remercie ses aidants, en fin de récolte, par la cûh’née, repas de pommes de terre cuites à sec, ; elle s’est perpétuée dans certaines régions de Wallonie, par l’organisation de banquets où le mets principal est la pètêye crompîre (pomme de terre « pétée », dont la peau a produit un bruit sec sous l’action de la chaleur), assaisonnée de sel et de poivre, accompagnée de beurre, d'ognons tranchés en rondelles et de harengs marinés, de bière ou de pèkèt.
Nichée directement dans la cendre chaude, entourée et recouverte de braises (et non placée directement dans celles-ci), pendant quelque 45 minutes, la pomme de terre voit sa peau rôtir et croustiller, et sa chair révéler tout son parfum ; le degré de cuisson se vérifie en piquant dans la pulpe avec un objet fin et pointu, comme une aiguille à tricoter.

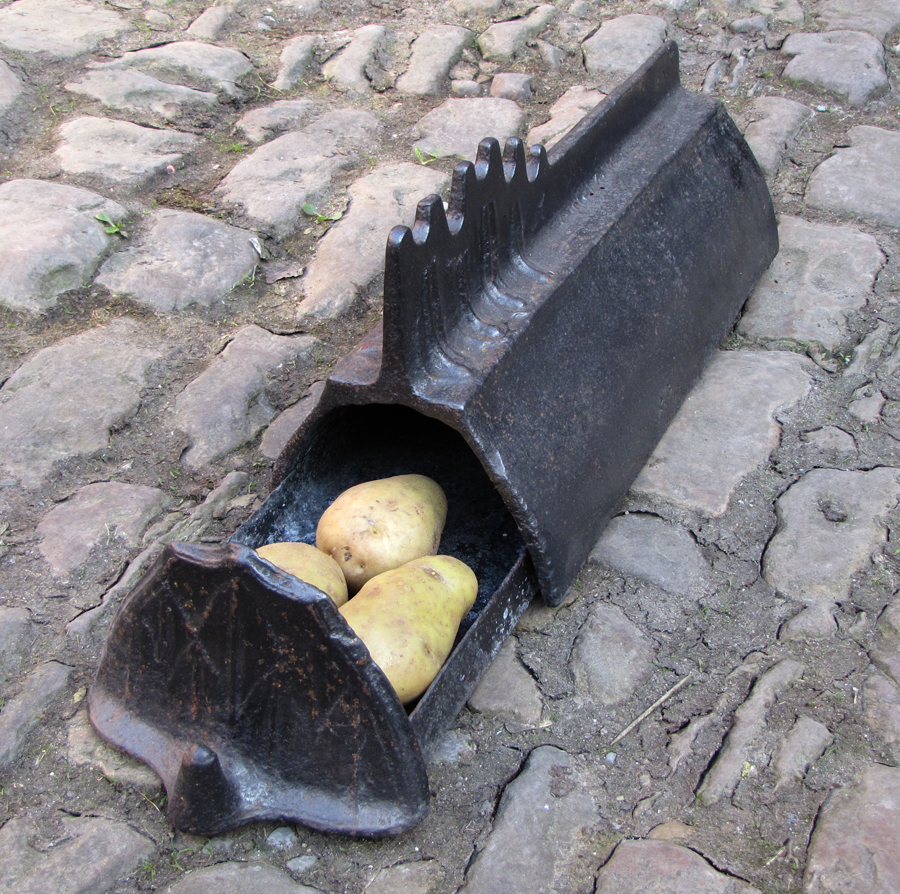
Chenet à tiroir pour cuire à sec pommes de terre ou châtaignes, XIXe siècle, Musée de la Gourmandise.

Il arrivait qu’on la place dans un chaudron à trois pieds, rempli de cendre, et placé lui-même dans les braises, comme le raconte Colette. En Gaume, la roustiquette se préparait dans une marmite de fonte, mise au feu sans aucune matière grasse, brulant les tubercules du fond qui parfumaient les autres.
Dans les villages de Wallonie, les pommes de terre étaient mises à cuire sur la buse du fourneau qui servait de gril et, en province de Liège, la politesse voulait qu’on en offre à chaque visiteur par la formule Prindez ’ne crompîre so l’ rusté.

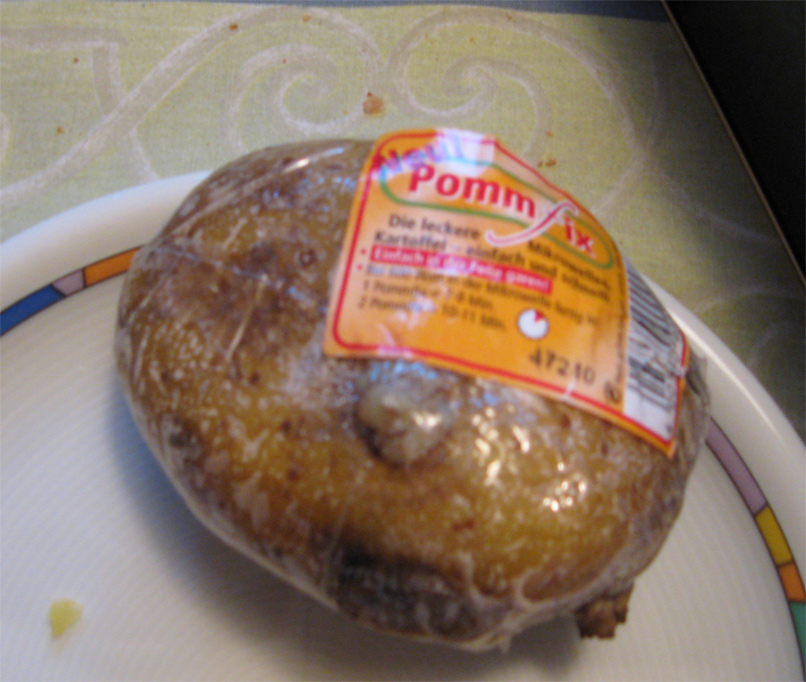
Pomme de terre emballée sous plastique pour cuisson au micro-onde.

On peut aussi utiliser un diable, sorte de double casserole en terre cuite que l’on tourne et retourne au-dessus du feu ou encore, simplement, on les fait cuire dans un chenet à tiroir qui les isole de la cendre, ou au four, ou dans un trou creusé dans le sol et recouvert de pierres portées au rouge par un feu de bois, comme pour le curanto chilien.
La feuille d’aluminium, qui enveloppe le tubercule, remplace souvent ces pratiques ancestrales à partir du XXe siècle, et certains restaurateurs précuisent le légume au micro-onde, avant d’en achever la cuisson dans l’âtre ou sur un réchaud de charbons ardents. À domicile, le tubercule peut être cuit à sec, piqué de quelques trous, au four à micro-ondes en 4 à 6 minutes (dans le cas d’une puissance de 750 W), mais ne présente pas l’arôme typique de la cuisson dans les cendres.
La lenteur de la cuisson traditionnelle permet d’utiliser une variété ferme comme une farineuse ; la pomme doit être assez grosse et plutôt allongée.
Cuite à sec, la pomme de terre peut être servie dans un plat garni d’une serviette repliée sur elle, avec sel, poivre, beurre frais ou salé, ou avec de la crème fraiche, assaisonnée d’épices et de ciboulette. Servie déjà éclatée et garnie d’un morceau de beurre, elle s’appelle « pomme nénuphar ».

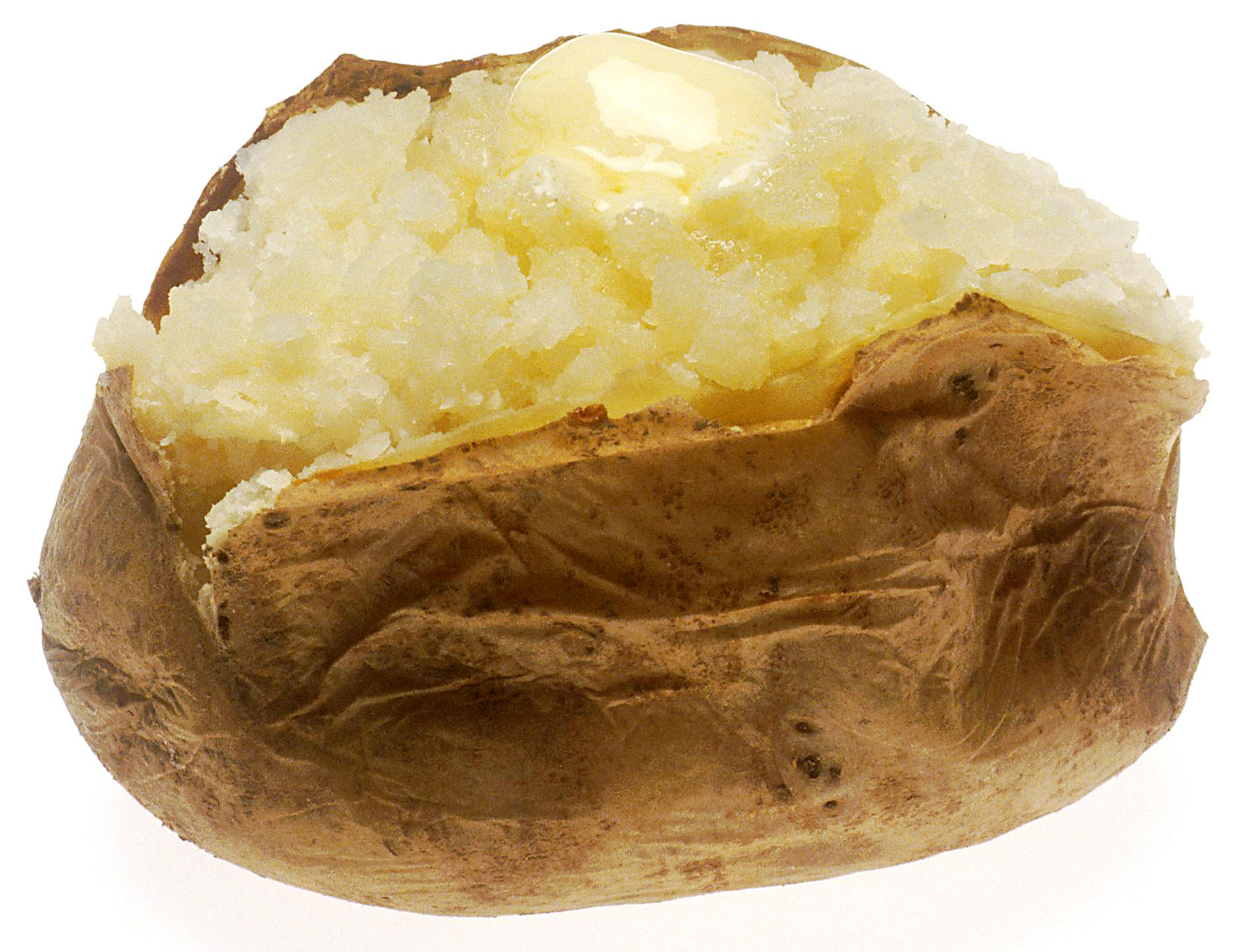
Pomme de terre cuite à sec surmontée d’un morceau de beurre, dite « pomme nénuphar ».

Coupée en deux, évidée de sa pulpe que l’on travaille avec d’autres ingrédients avant de replacer ce mélange dans la pelure, c’est une « pomme de terre fourrée », qui est souvent gratinée. Du choix des ingrédients dépend l’appellation : « à l’ancienne » (beurre, jaunes d'œuf et gruyère), « à l’ardennaise » (dés de jambon, hachis de champignons revenus au beurre, jaunes d’œuf et fines herbes), « à la bruxelloise » (moutarde, sel, poivre et noix de muscade, le mélange surmontant des rondelles de boudin noir), « à la canadienne » (miettes de bacon rissolé, hachis d’ognon, sel, poivre, graines de céleri, piment vert émincé, sucre et vinaigre), « à la fermière » (hachis de restes de pot-au-feu et fromage), « à la hongroise » (hachis d’ognons revenus au beurre, paprika, saupoudrage de chapelure), « à la parisienne » (échalotes hachées et fondues au vinaigre, beurre, sel, poivre et sauce tomate en accompagnement). Le kumpir est une pomme de terre fourrée, habituelle dans la restauration rapide turque.
La pulpe seule, travaillée avec beurre, sel et poivre, façonnée en petites galettes qu’on dore à la poêle, dans du beurre ou de la graisse d’oie, donne les « pommes Macaire » ; liée avec beurre, béchamel et fromage râpé, sel et poivre, jusqu’à former une pâte qu’on fait cuire à la poêle dans un mélange d’huile et de beurre, elle donne des subrics de pomme de terre (sorte de croquettes).

### Cuisine à l’eau

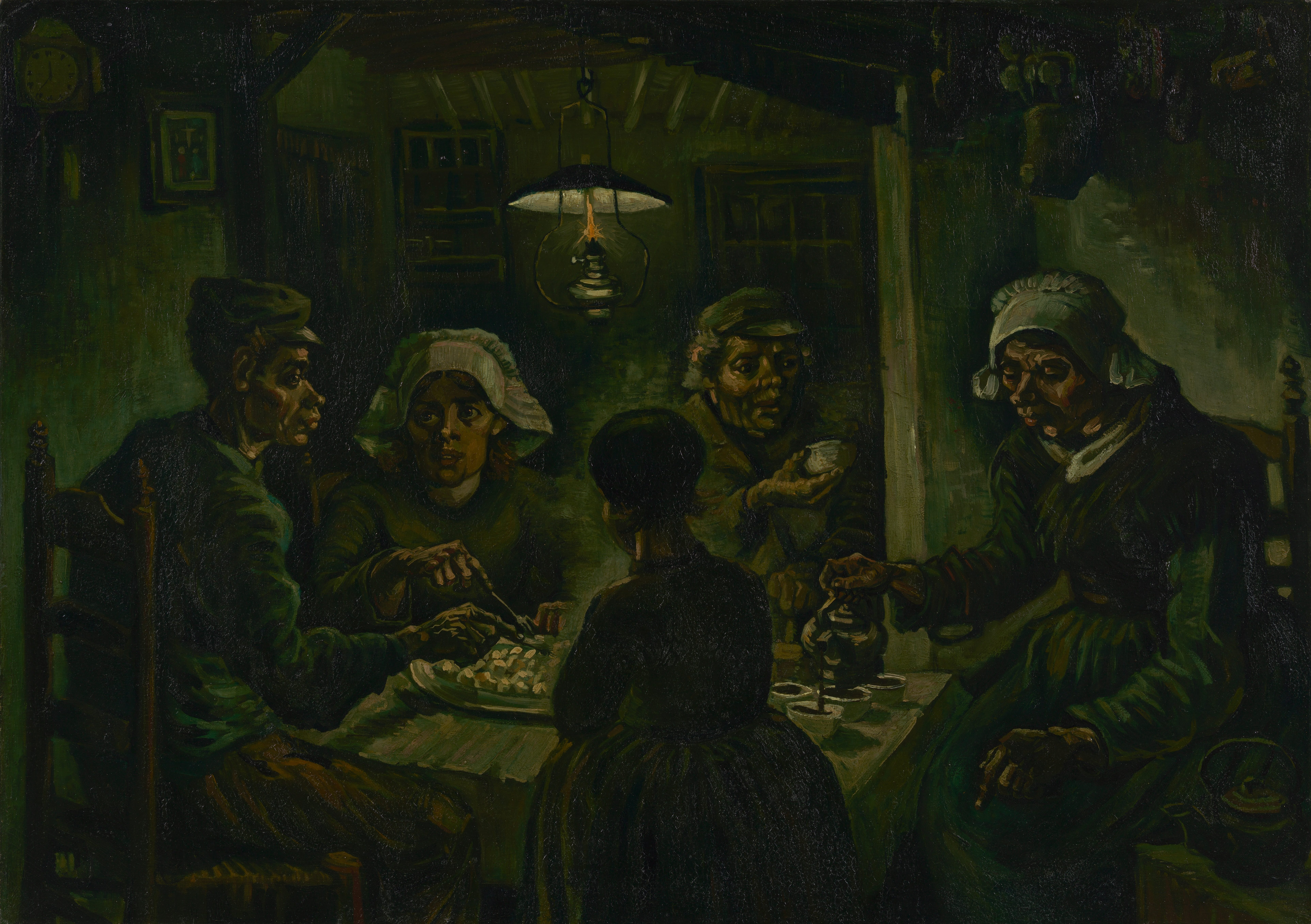
Vincent van Gogh, Les Mangeurs de pommes de terre (1885).

Pour ce mode de cuisson, et dans le cas d’une présentation en morceaux, les variétés fermes sont préférées. Le tubercule se cuit à l’eau dans sa peau ou épluché.
Dans sa peau, il devient la pomme de terre en robe des champs. Plongé dans un minimum d’eau bouillante, il est salé durant la cuisson, de préférence avec du gros sel, et le parfum du mets diffère de la pomme de terre cuite sous la cendre. La vitamine C est davantage préservée. On épluche le légume à table en le tenant d’une main à la pointe de la fourchette puis, comme l’écrit Francis Ponge :

« Entre le gras du pouce et la pointe du couteau tenu par les autres doigts de la même main, l’on saisit — après l’avoir incisé — par l’une de ses lèvres ce rêche et fin papier que l’on tire à soi pour le détacher de la chair appétissante du tubercule. L’opération facile laisse, quand on a réussi à la parfaire sans s’y reprendre à trop de fois, une impression de satisfaction indicible. Le léger bruit que font les tissus en se décollant est doux à l’oreille, et la découverte de la pulpe comestible réjouissante. Il semble, à reconnaître la perfection du fruit nu, sa différence, sa ressemblance, sa surprise — et la facilité de l’opération — que l’on ait accompli là quelque chose de juste, dès longtemps prévu et souhaité par la nature, que l’on a eu toutefois le mérite d’exaucer. »

 La pomme de terre en robe des champs accompagne traditionnellement l’aïoli garni et la raclette.

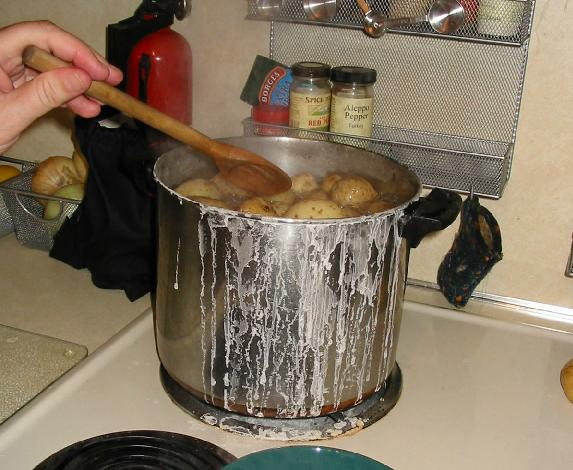
Salage des pommes de terre cuites à l’eau.

Les pommes de terre nouvelles (primeurs) peuvent aussi être cuites dans leur robe, et certains les dégustent ensuite non épluchées, nappées de beurre et saupoudrées de persil, ou sautées à la poêle.
Cuite épluchée, voire tournée ou cannelée, la pomme de terre, égouttée et remise quelques instants sur un feu vif tandis qu’on la secoue légèrement, est présentée à table « nature », « à l’anglaise » (cuite dans une eau non salée), arrosée de beurre fondu et persillée, ou coupée en rondelles, dans la sauce de son choix (béarnaise, béchamel, tomate, etc.).
Accompagnant viandes, poissons, choucroute garnie, elle est aussi à la base de nombreuses recettes plus élaborées.

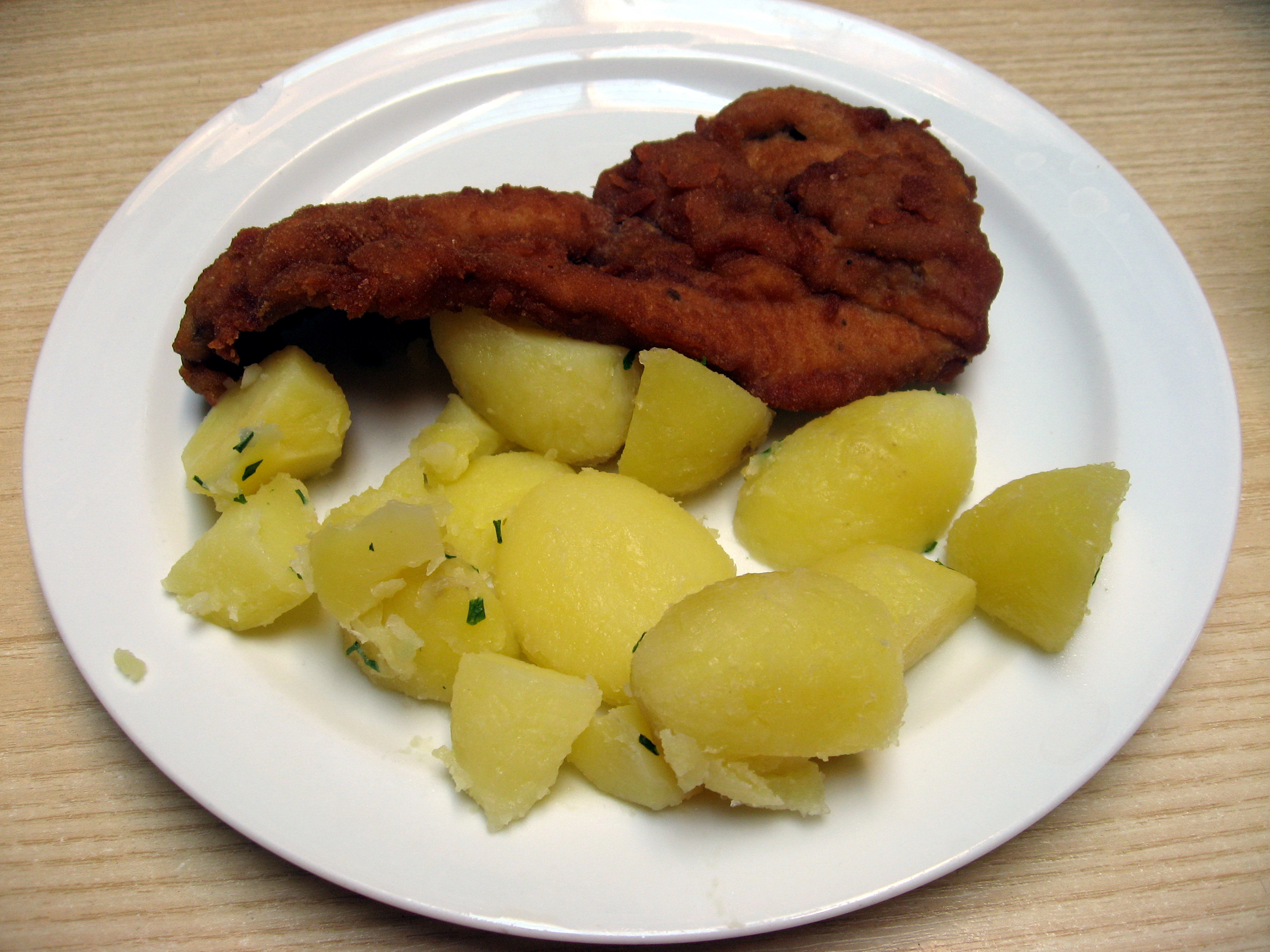
Avec une escalope à la viennoise[D 12].
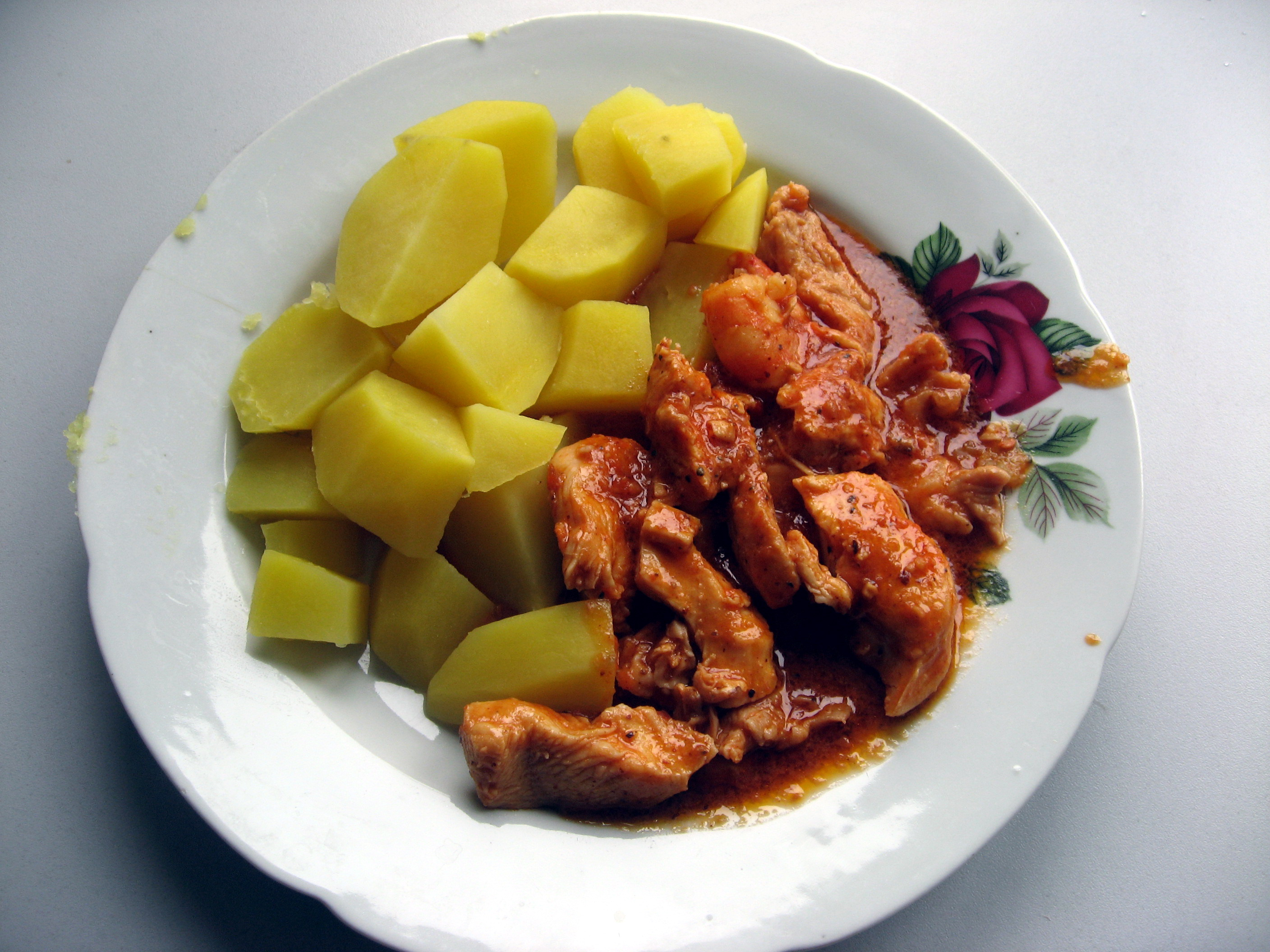
Avec du poulet en sauce[D 13].
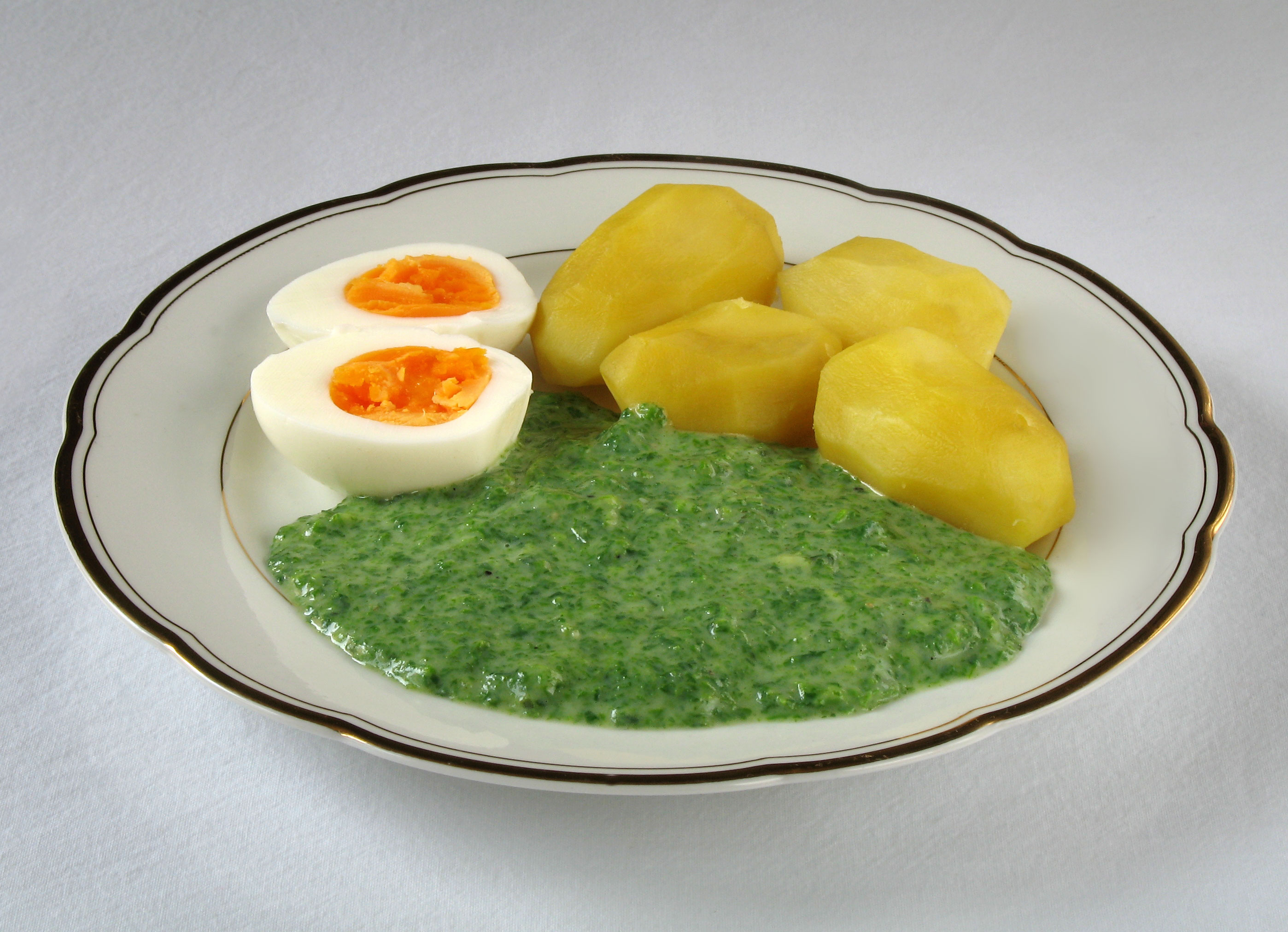
Avec des œufs et des épinards à la crème[D 14].
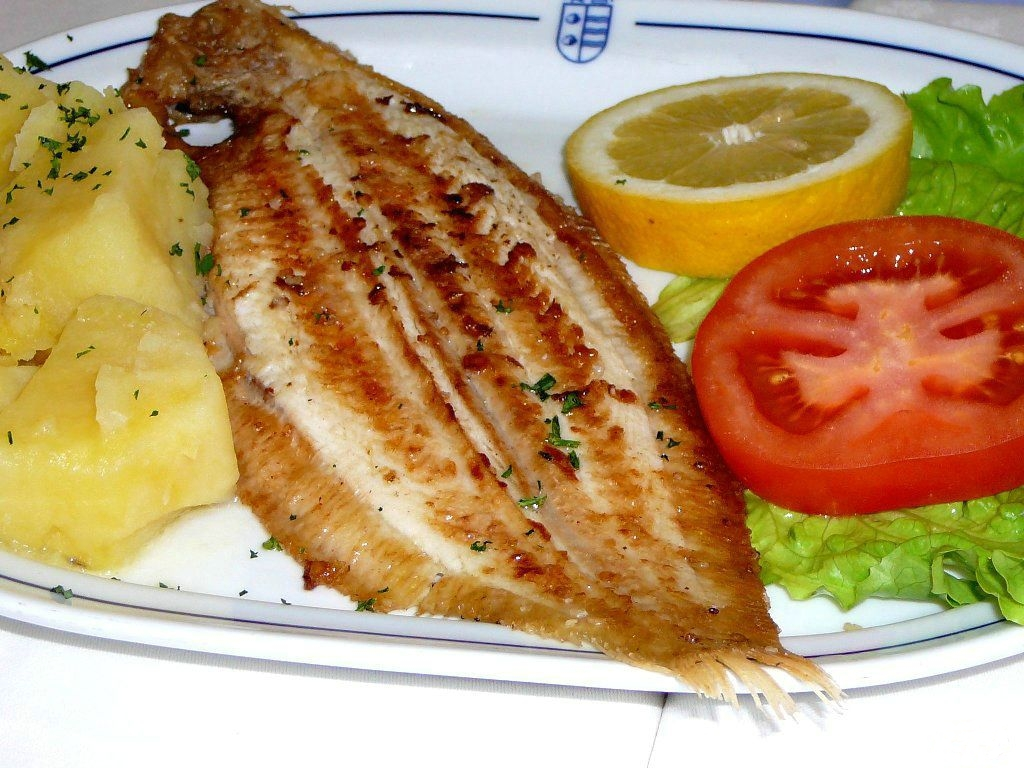
Avec du poisson et des crudités[D 15].

#### À l’eau ou à la vapeur
La cuisson à la vapeur préserve les qualités nutritives et organoleptiques de l’aliment.
L’Encyclopédie méthodique conseillait déjà la cuisson à la vapeur en 1789 : « Lorſqu’elles ſont bouillies au bain-marie, c’eſt-à-dire, dans la vapeur d’eau bouillante, elles deviennent plus délicates encore ; elles ſont moins ſujettes à être aqueuſes […]. » On note le même conseil dans un journal, quatre ans plus tard : « La pratique trop aisée de cuire les pommes de terre à grande eau et dans un pot à découvert, devroit être proscrite, parce qu’elle nuit à leur qualité. […] On pourroit mieux faire encore en se servant d’un panier d’osier garni de deux anses pour enlever les pommes de terre à volonté. Ce panier entreroit dans le chaudron à quelque distance du fond sans toucher à l’eau ; une claie ou un grillage placé au milieu du chaudron, muni d’un couvercle propre à retenir et à fouler les vapeurs de l’eau et à conserver sa chaleur, rempliroit absolument le même but. »
Un cuisinier de Napoléon, en campagne, les plaçait dans un récipient, sur un lit de broussailles, avec une très petite quantité d’eau. Anselme Payen et Alphonse Chevallier citent la cuisson des pommes de terre dans une braisière, marmite de fonte où le légume est placé à sec et que le couvercle, appelé cloche, recouvre complètement ; la braisière est placée dans les braises incandescentes ; l’élévation de la température dans la marmite cause l’exsudation des pommes de terre et la production d’une vapeur. À défaut de posséder ce type de récipient, on peut placer les pommes de terre dans une cocotte en fonte, les mouiller d’un verre d’eau et les couvrir soigneusement d’un linge chiffonné et bien mouillé.

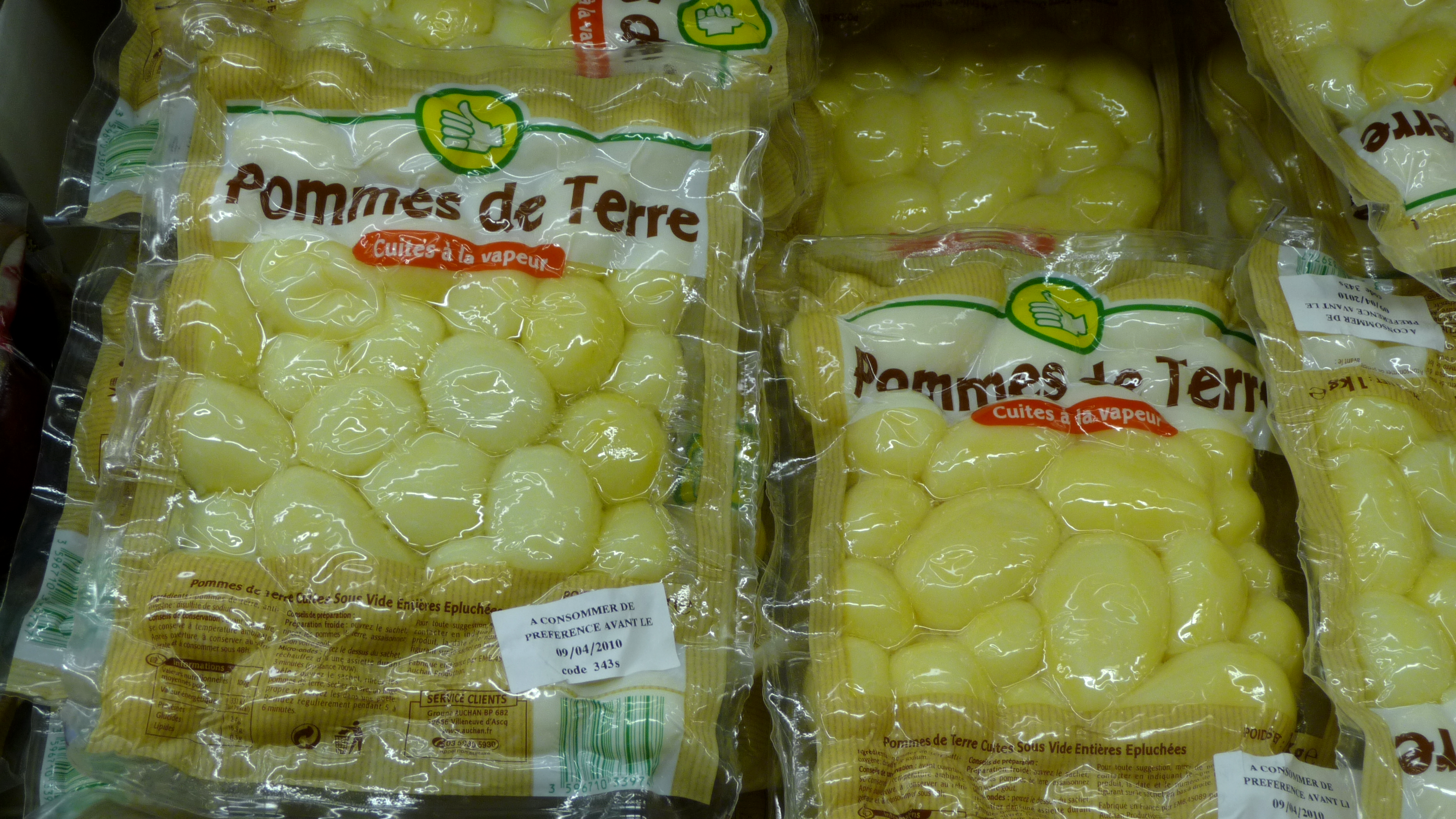
Pommes de terre cuites à la vapeur et emballées sous vide (5e gamme).

Le cuit vapeur électrique ou l’autocuiseur sont fréquemment utilisés à partir de la seconde moitié du XXe siècle. L’autocuiseur permet de réduire à une douzaine de minutes le temps de cuisson habituel de 20 minutes à l’eau bouillante, temps qui peut être légèrement augmenté lors d’une cuisson à la vapeur, car la chaleur spécifique de celle-ci est plus faible que celle de l’eau liquide, et l’aliment met donc plus de temps à s’échauffer.
Le contrôle de la cuisson se fait traditionnellement en piquant la pomme de terre avec la lame d’un couteau ; il s’avère plus aisé lorsque les tubercules ont été calibrés par une taille à sept faces, et présentent tous la même dimension. Les standards sont de 6 cm de long pour un poids d'environ 35 g pour la pomme château, 6 cm de long pour un poids de 50 g pour la pomme vapeur et la pomme à l’anglaise, et 90 g pour la pomme fondante. Le calibrage offre aussi l’avantage d’une présentation plus esthétique des pommes entières ; il est utilisé par l’industrie agroalimentaire.

##### Au four à micro-ondes
L’appareil diminue encore le temps de cuisson ; il permet la cuisson à l’eau et, pour les micro-ondes les plus perfectionnés, à la vapeur.
Pour la cuisson à l’eau, les pommes de terre sont rangées dans un plat avec un fond d’eau, et un film plastique percé de trous recouvre le tout. Il faut compter 7 à 8 minutes pour cuire 500 g de pommes de terre à 750 watts et un temps de repos de 3 à 4 minutes. Pour la cuisson à la vapeur, on utilise un récipient transparent au micro-ondes, composé d’un fond contenant 50 ml d’eau, d’une passoire où sont déposés les aliments et d’un couvercle. Le temps de cuisson est de 4 à 5 minutes pour 500 g de légumes, avec un temps de repos de 3 à 4 minutes.

#### Purée
Directement dérivée de la cuisine à l’eau ou à la vapeur, la purée de pommes de terre est de préférence réalisée à partir de pommes de terre farineuses, qui s’écrasent plus aisément sous le pilon de bois, alors qu’égouttées elles ont été replacées « dans leur récipient de cuisson tenu au chaud sur une casserole d’eau bouillante ». Ce pilon a été remplacé par des presse-purée métalliques, composés d’un manche et d’une plaque métallique plus ou moins perforée, ou en forme de pince, et même par le passe-vite, utilisé tant pour écraser la pomme de terre que pour passer les soupes ou les légumes et les fruits qui doivent être réduits en purée ou en compote.

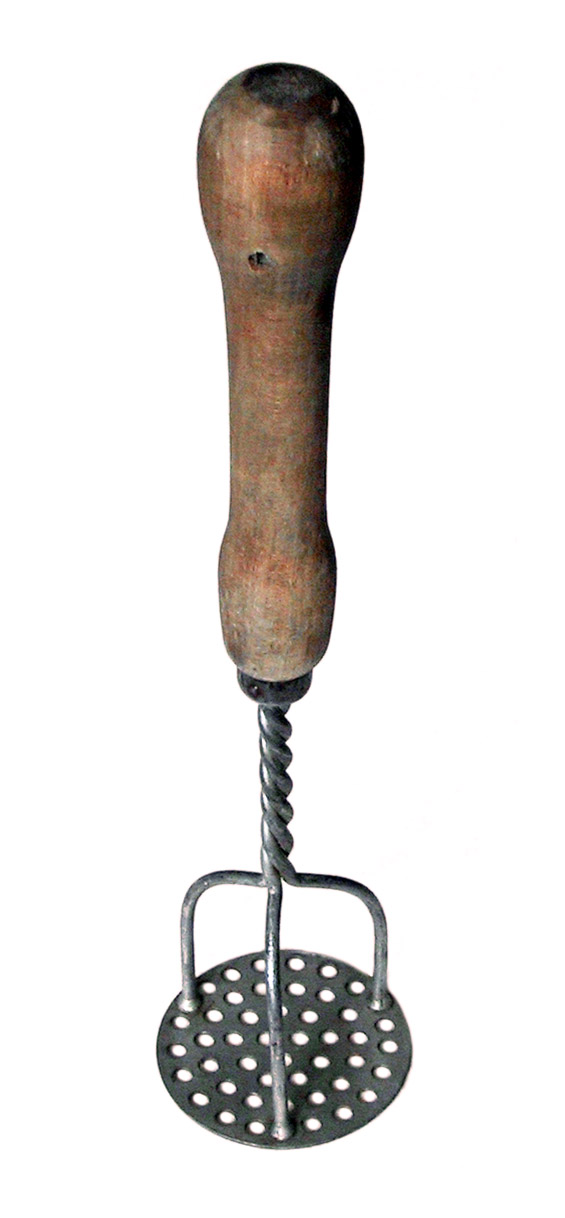
À manche en bois assurant une bonne prise en main[D 16].
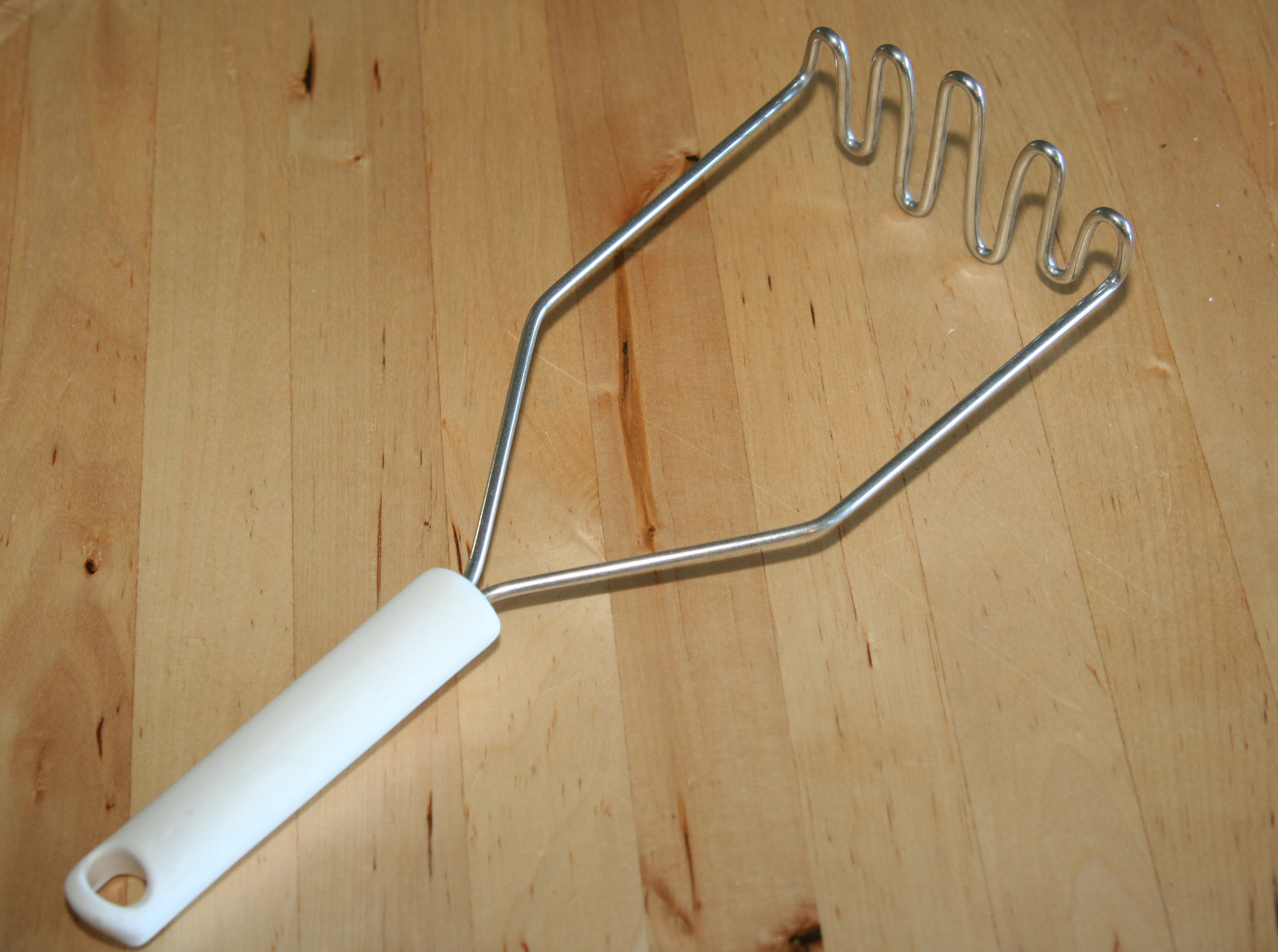
À manche aplati moins aisé à maintenir[D 17].
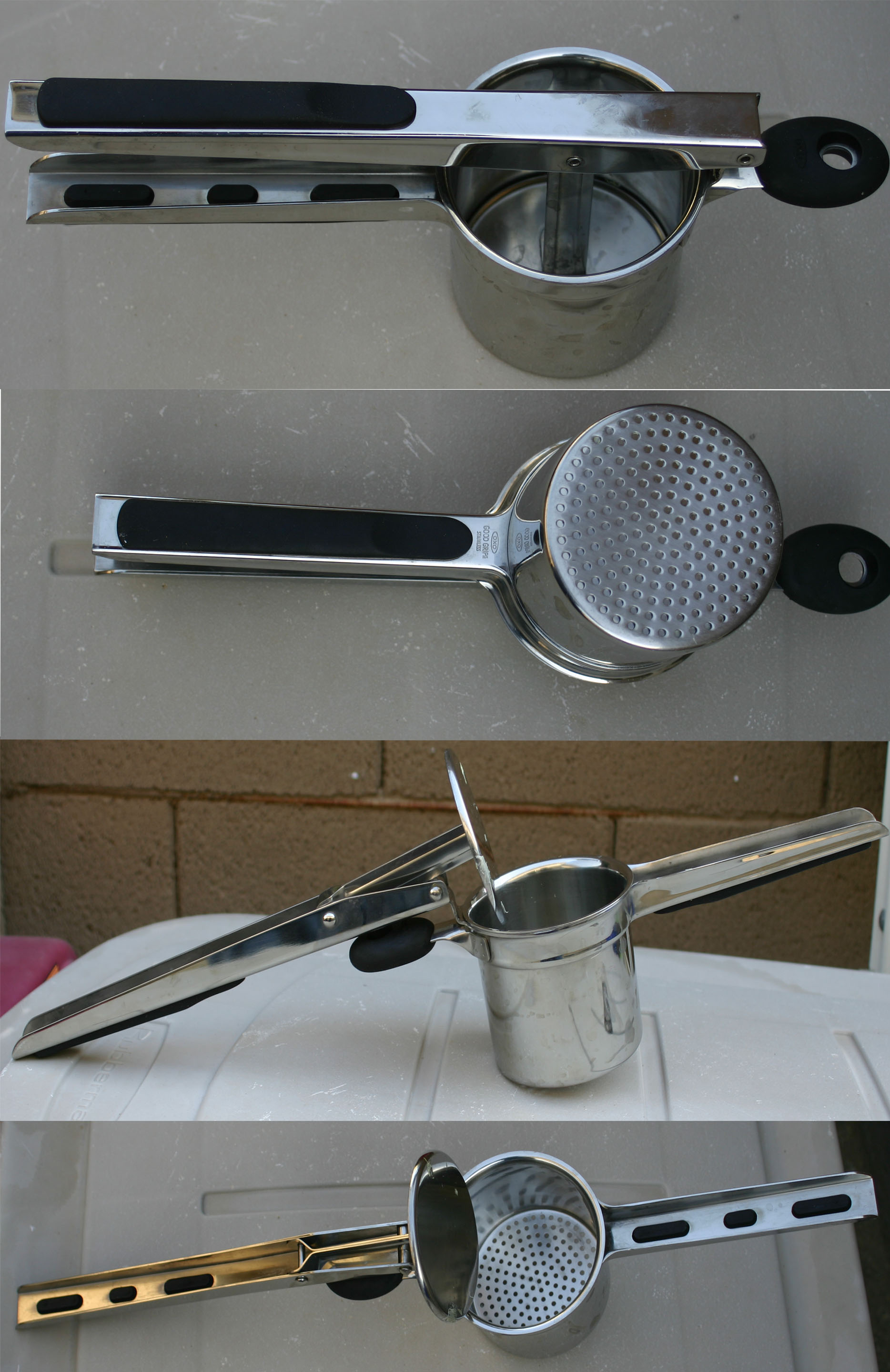
Système articulé en forme de pince[D 18].
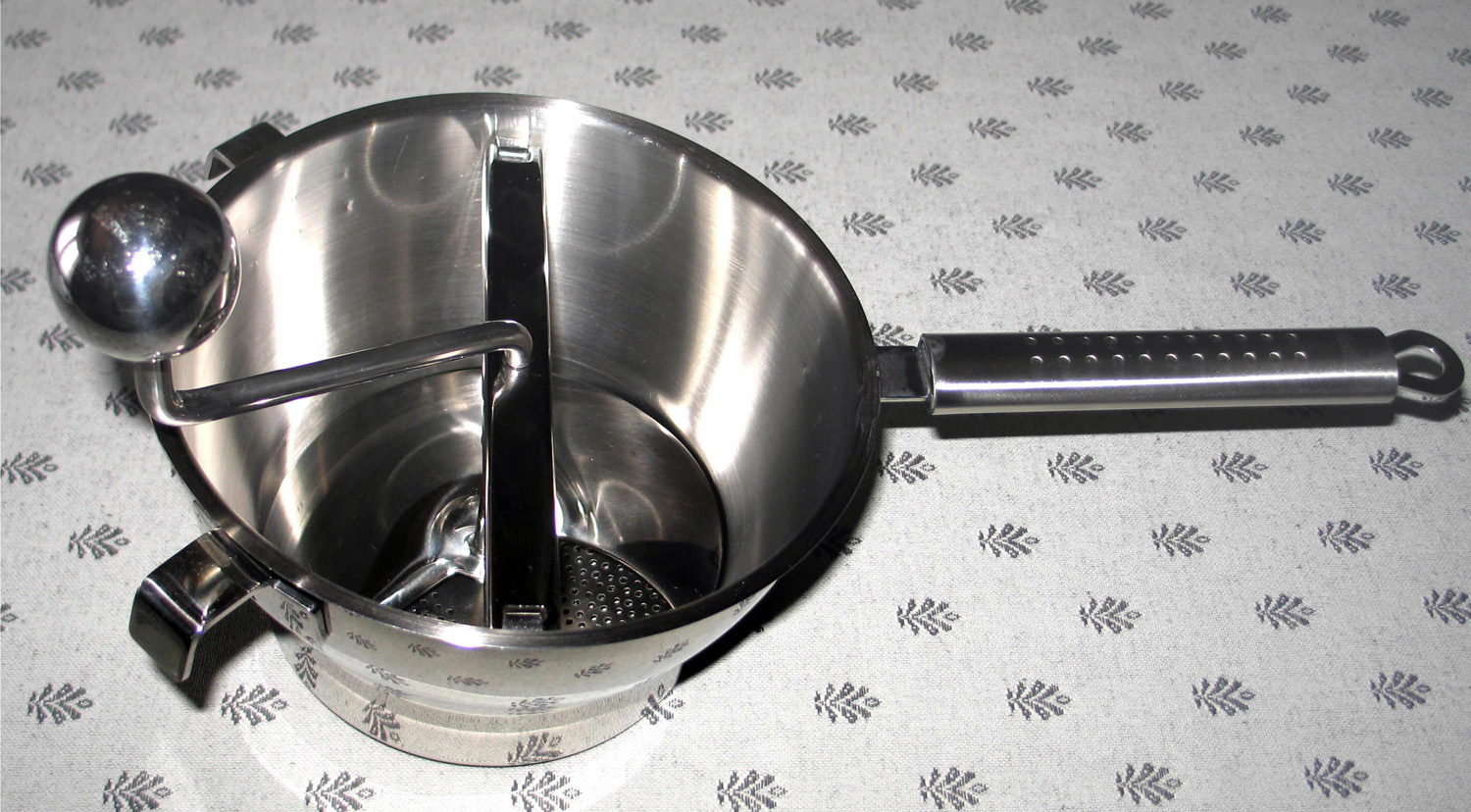
Système à manivelle et rotation[D 19].

L’effort physique imposé par le pilonnage est important et se prolonge par le travail de la purée au fouet, pour la saler uniformément et la rendre mousseuse et légère par l’incorporation de lait, de beurre, et éventuellement d’un jaune d’œuf et de son blanc battu en neige ferme.
La purée ainsi obtenue doit être servie immédiatement mais peut aussi, avec des consistances variables, constituer la base d’autres mets. Par exemple, les :
- bangers and mash anglais et irlandais ;
- colcannon irlandais ;
- hachis parmentier (appelé parfois « philosophe » à Bruxelles[56]) ;
- pâté chinois, au Québec : couches de viande hachée, de maïs en grain et de purée ;
- pommes dauphine ;
- soufflé de pommes de terre : addition de jaunes d’œufs, de crème, parfois de fromage, et passage au four ;
- stamppot des Pays-Bas ;
- stoemp : mélange de purées de pomme de terre et d’un autre légume, en accompagnement de boudins poêlés, de lard ou de saucisse frits, ou d’œufs sur le plat.

De nombreuses marques proposent de la purée instantanée, plus aisée à réaliser en quelques instants à peine, mais qui satisfont rarement le gastronome et ne conviennent pas pour des préparations complexes.

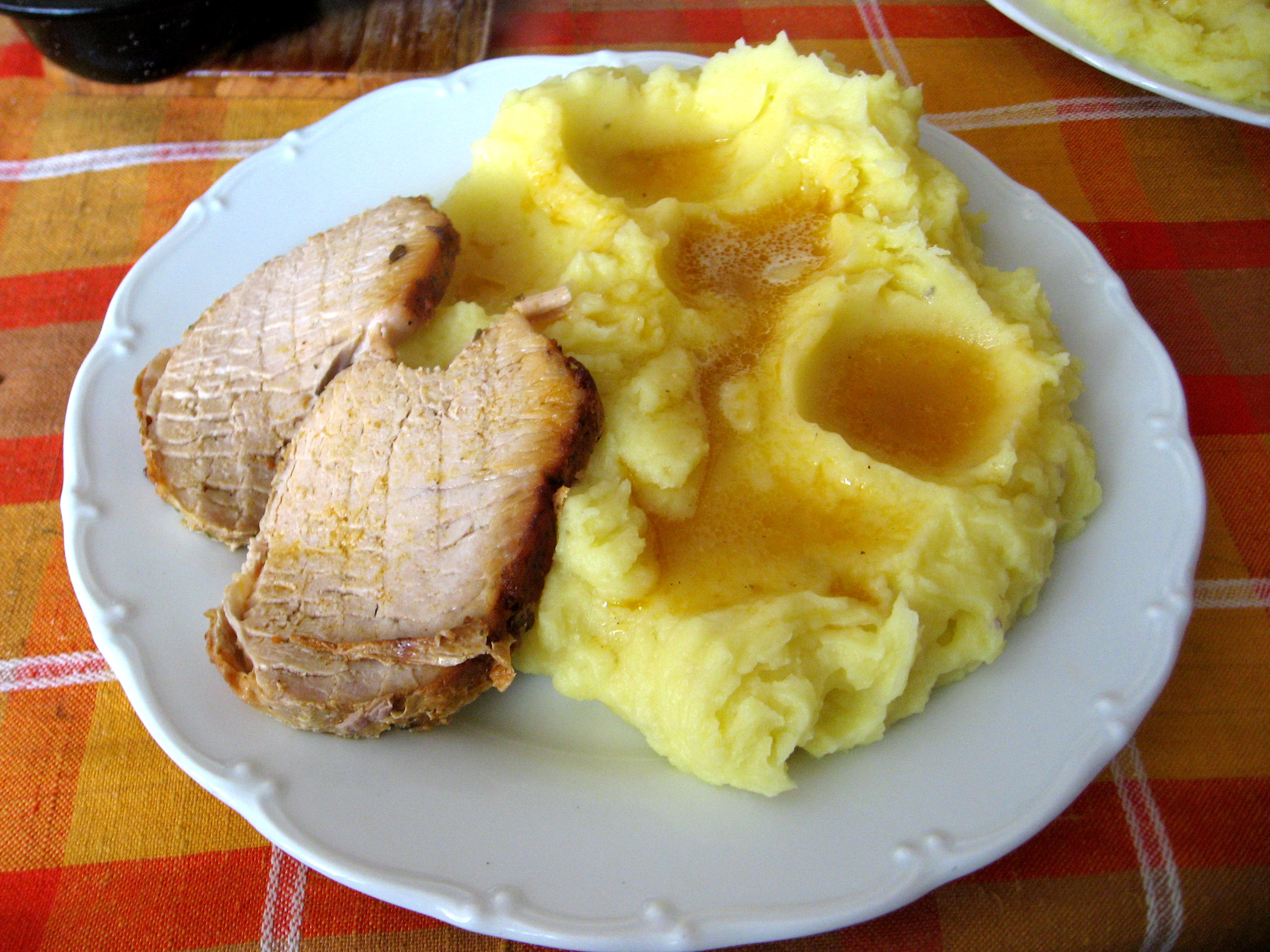
Accompagnement de rôti de porc[D 20].
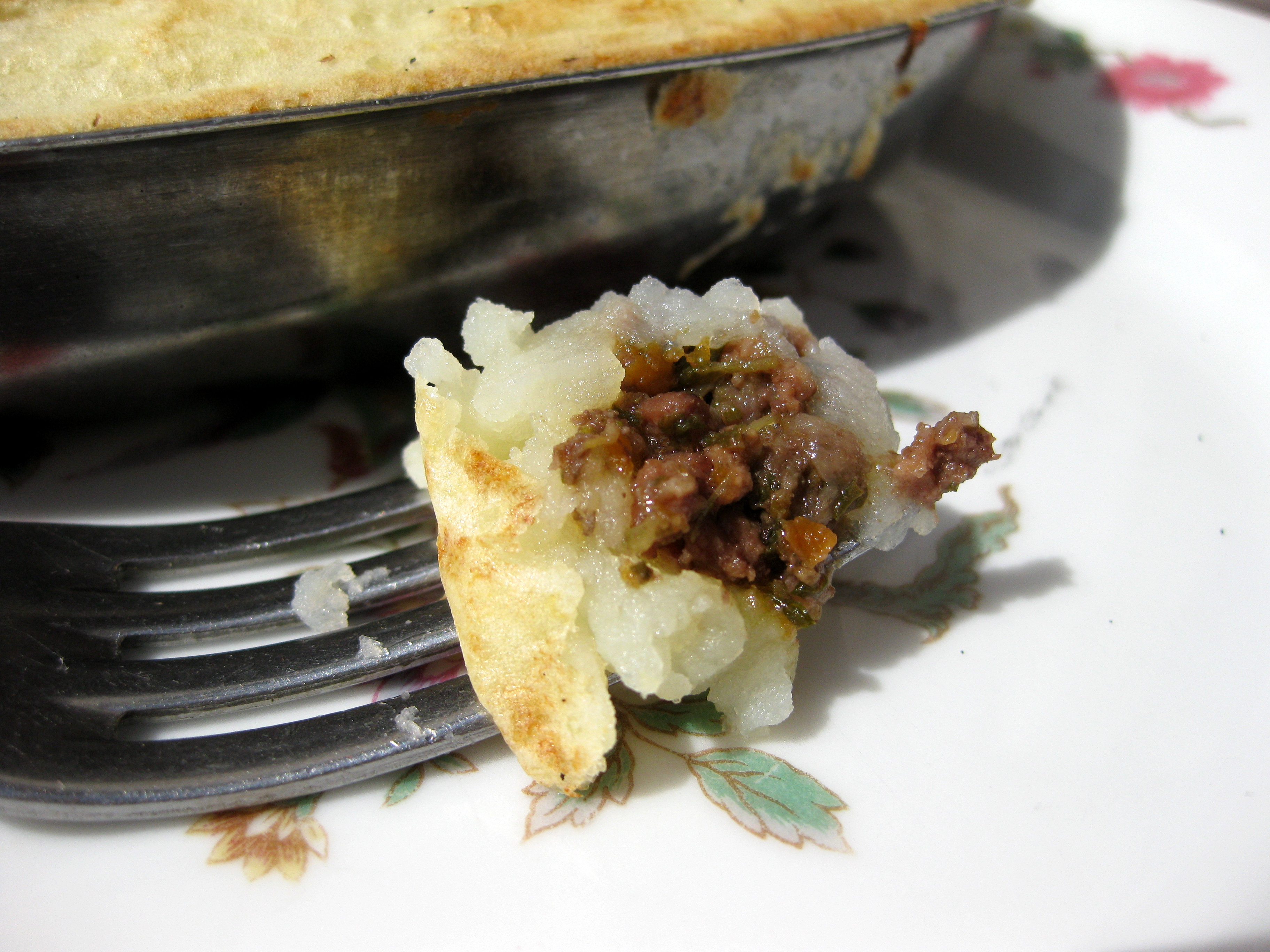
Hachis parmentier[D 21].
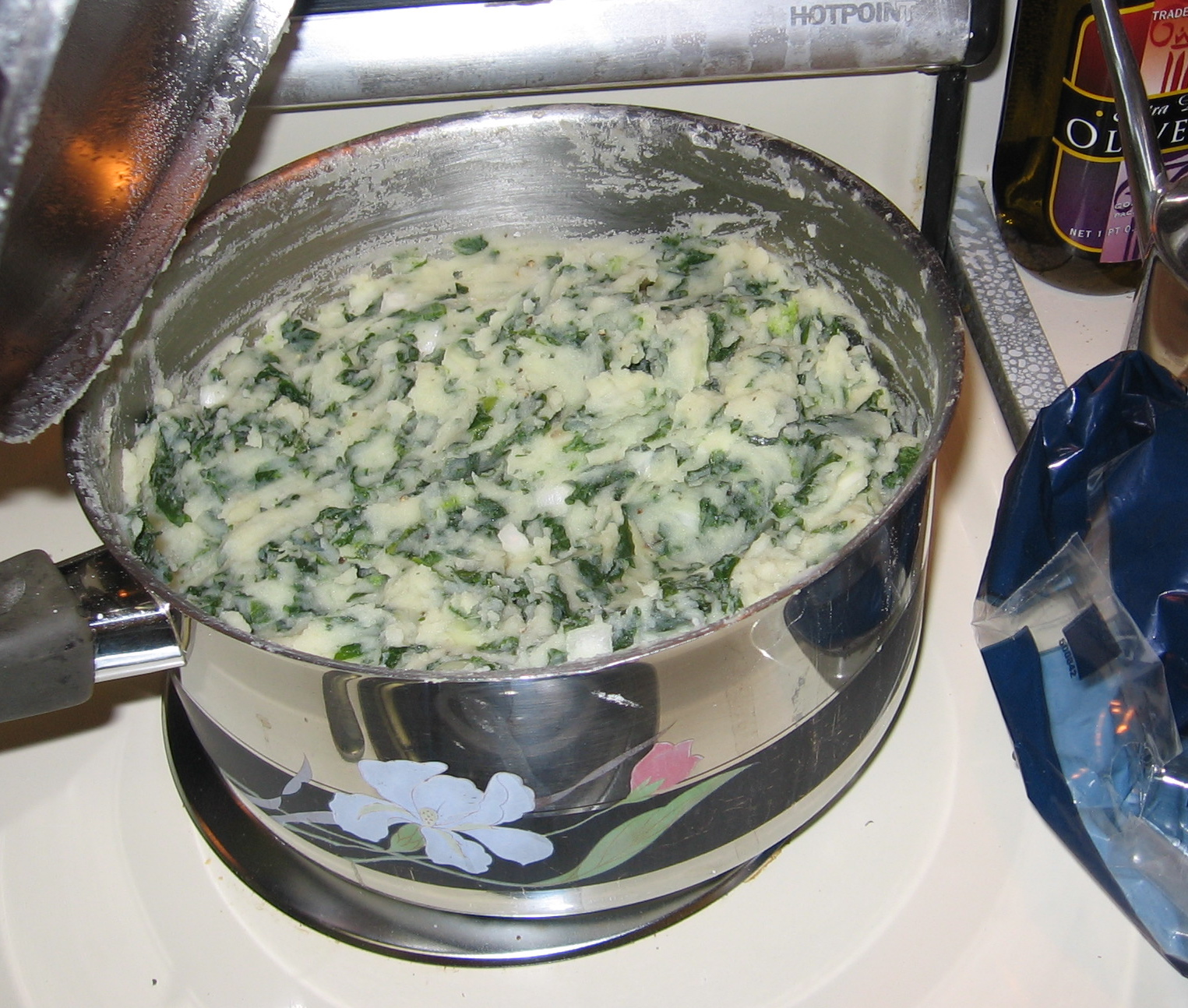
Colcannon au chou frisé[D 22].
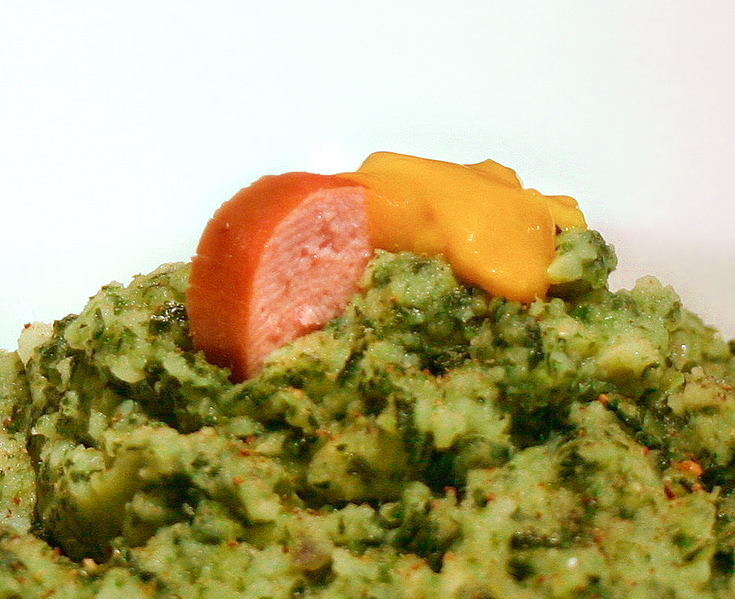
Stamppot surmonté de saucisse et moutarde[D 23].

#### Soupe, potée etpotaye
La pomme de terre farineuse offre son liant à la soupe, et la quantité utilisée épaissit plus ou moins le liquide, qu’il soit passé ou non. Le tubercule se mariant avec tous les autres légumes, les viandes et les poissons, les mélanges et recettes sont extrêmement nombreux et savoureux.
Chaque pays, chaque contrée, chaque culture, chaque ménagère décline sa spécialité, qu’on la mange au déjeuner, au diner ou au souper : les Slaves mettent de la pomme de terre dans le bortsch, les Normands aiment la soupe à la graisse. Les campagnards préparent la soupe au lard ; la soupe composée de poireaux et pomme de terre, légumes bon marché, est généralement appréciée partout. Les Écossais sont attachés à la cock-a-leekie, les Portugais à la soupe d’anguilles. Les Belges préparent la soupe aux moules, ou celle aux chicons, ou encore celle aux choux de Bruxelles ; les habitants de Nouvelle-Angleterre cuisinent la clam chowder.
Faite à partir de l’eau de cuisson des pommes de terre ou non, la soupe utilise le tubercule en complément des plantes sauvages comestibles que sont l’ortie, la scabieuse, la mâche, etc., mais la pomme de terre fait aussi un potage du reste d’un court-bouillon de poisson ou de viande.

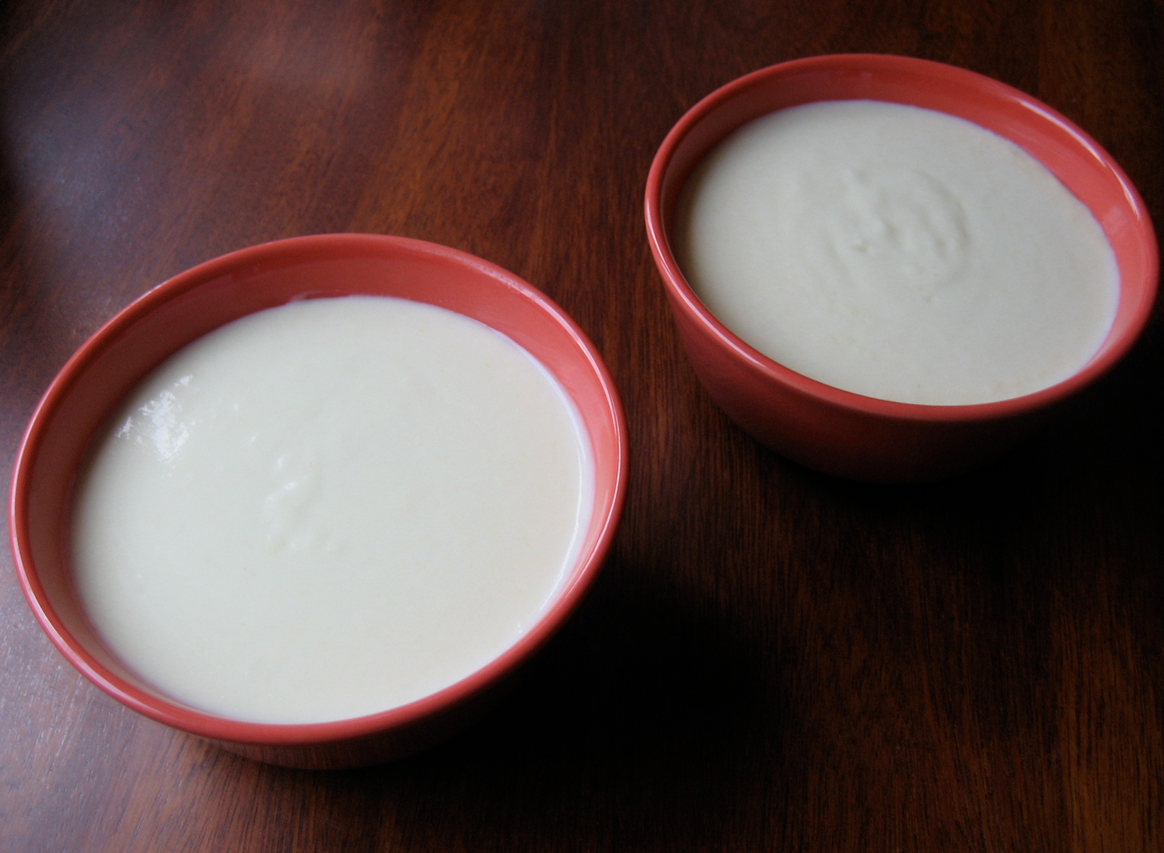
France[D 24].
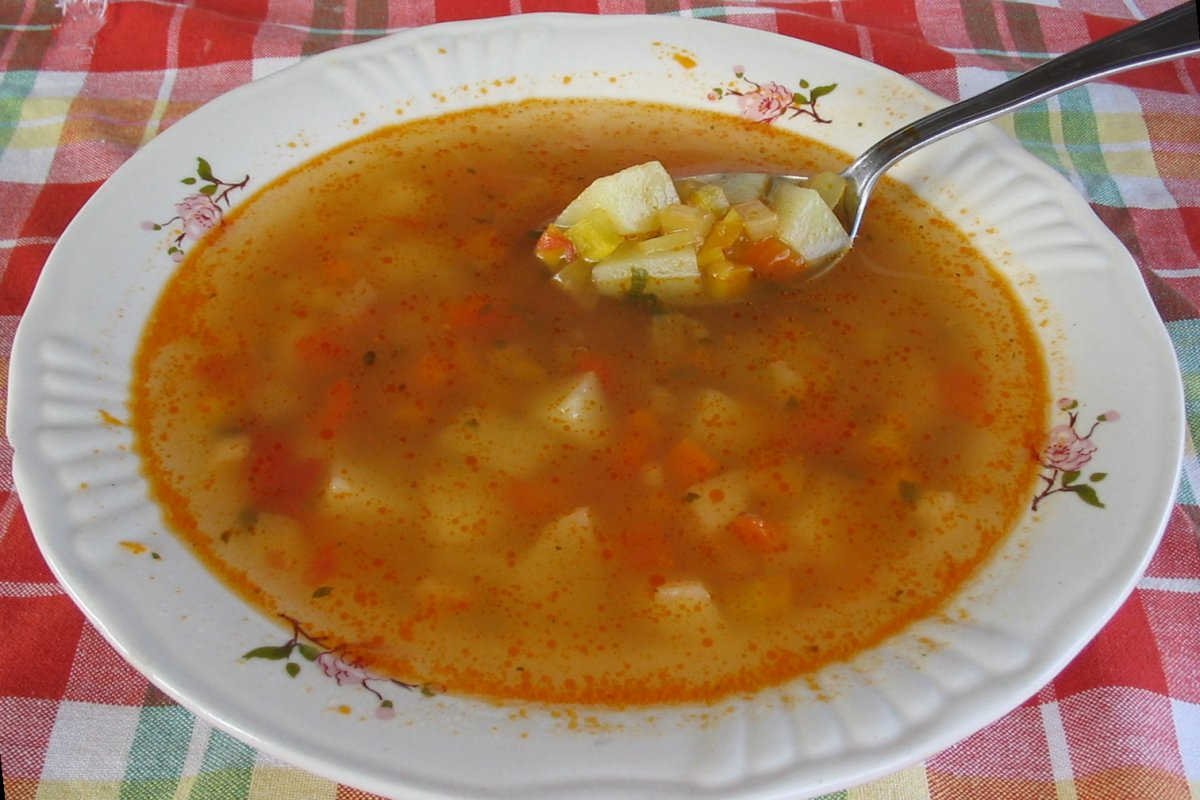
Roumanie[D 25].
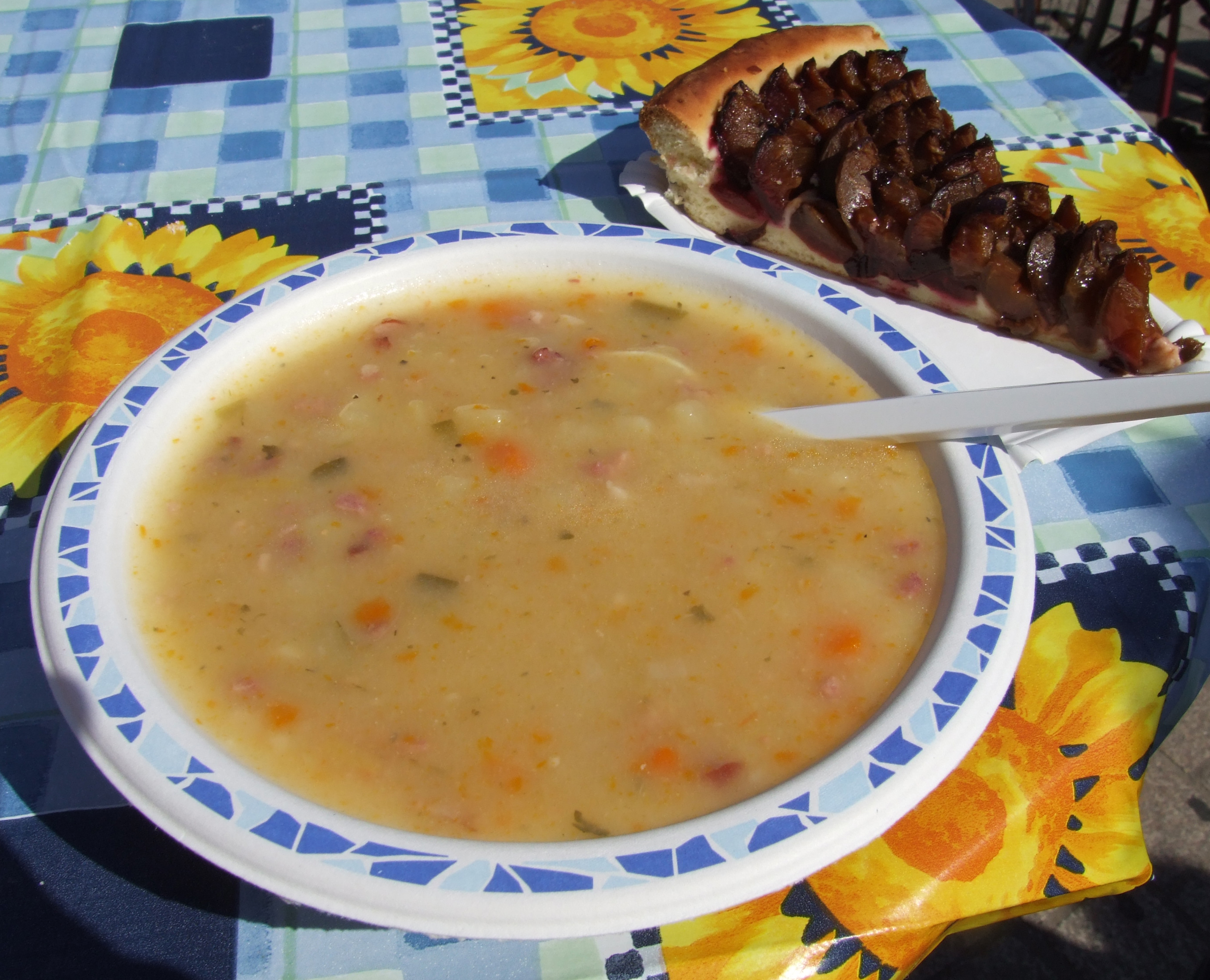
Allemagne[D 26].
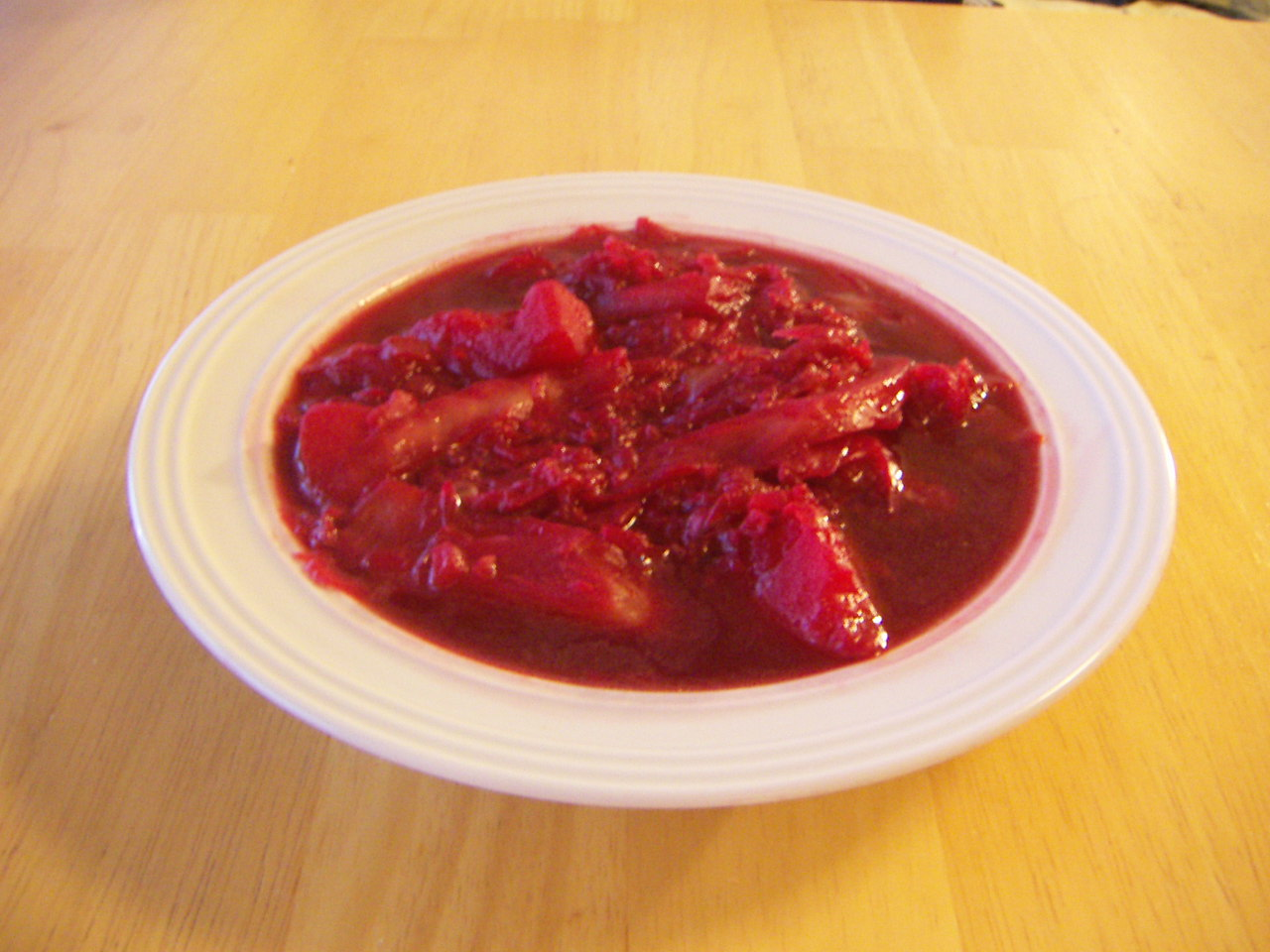
Pays slaves[D 27].

Certaines soupes sont considérées comme le mets principal, voire unique du repas, comme la ajiaco colombienne. Apparentées aux soupes, les potées et potayes comportent très souvent des pommes de terre.

### Cuisson à la graisse

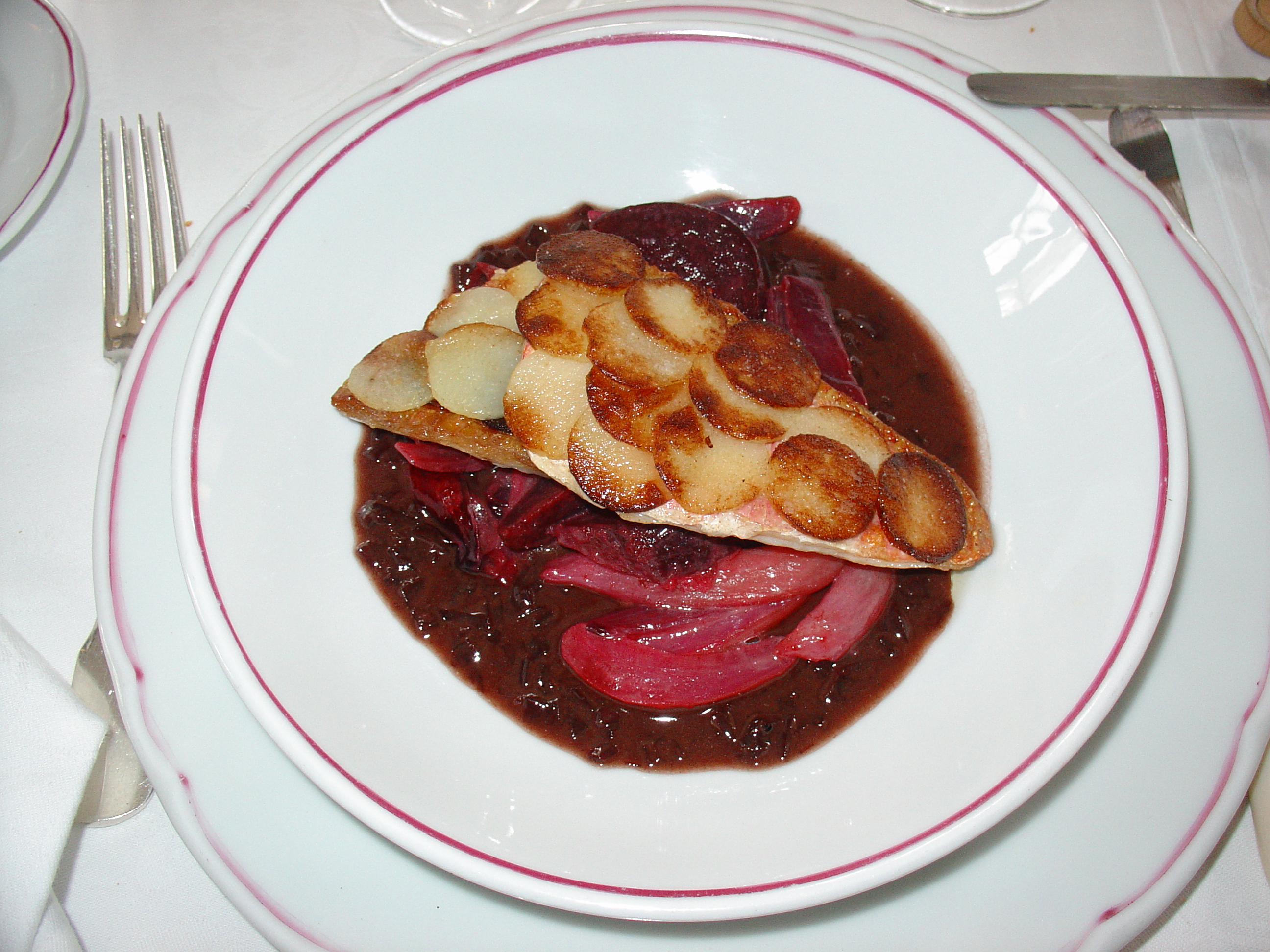
Rouget barbet en écailles de pommes de terre. Cuisson à l’unilatéral.

Beurre, huile, saindoux, graisse de canard ou d’oie, fond des lèchefrites, gras figé du bouillon précieusement recueilli, blanc de bœuf, toute matière grasse convient pour frire la pomme de terre et chacune lui apporte une saveur particulière.
Le légume, cru au départ, et frit dans la graisse d’une poêle ou d’une sauteuse, est dit rissolé ; déjà cuit à l’eau ou à la vapeur, il est dit sauté. Dans les deux cas, il est choisi parmi les variétés fermes et l’ustensile de cuisson ne doit pas avoir de parois hautes qui, condensant les vapeurs de cuisson, empêcheraient les morceaux de pommes de terre de devenir croustillants.
Plongée dans la graisse d’une friteuse, la pomme de terre de gros calibre, débitée en bâtonnets, sphères ou lamelles, est dite frite, mais la friture permet aussi de réaliser des mets à base de purée : les croquettes, beignets et palets.

#### À la poêle ou en sauteuse
Pour rissoler la pomme de terre, il faut un ustensile assez large pour accueillir dans la matière grasse bien chaude, en une seule couche, les morceaux de tubercules préalablement épluchés, lavés et essuyés. La cuisson se fait à découvert, sur feu doux, en secouant de temps à autre les morceaux pour qu’ils dorent uniformément ; le salage ne se fait qu’à la fin. Dans la région de Huy en Belgique, les petites pommes de terre, parbouillies, puis épluchées et rissolées, se nomment pårbolèts.
Pour sauter les pommes de terre, on tranche en rondelles le légume cuit de préférence dans sa peau, puis pelé. Les rouelles encore chaudes vont absorber plus de graisse que celles déjà refroidies. La méthode de cuisson est la même que pour les pommes rissolées mais dure moitié moins de temps, et on fait sauter le légume dans le récipient à la place de le secouer.
À Sarlat (et dans le Sud-Ouest en général), on prépare les « pommes sarladaises » : elles sont cuites à la graisse d'oie (ou de canard) avec une « persillade » (ail et persil), voire des champignons (cèpes ou truffes). En Provence, elles sont sautées dans l’huile d’olive et mélangées, au moment du service, à un hachis d’ail et de persil. À Lyon, cuites en robe et tranchées, elles sont sautées avec des ognons émincés et fondants. Au Danemark, les pommes primeurs sont sautées dans un caramel clair ; en Allemagne, les pommes de terre sautées, mélangées à des œufs, ognons, poireaux ou ciboulette, et morceaux de bacon ou jambon, forment le Bauernfrühstück.
- Sautées[D 28].
- Caramélisées[D 29].

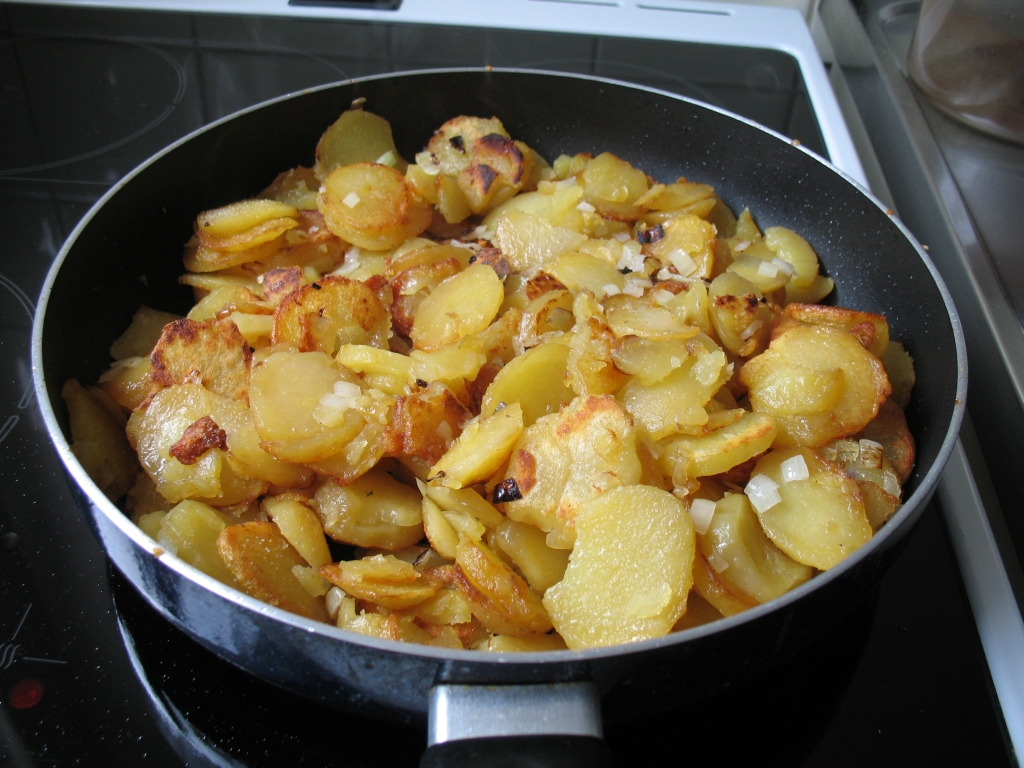
Sautées.
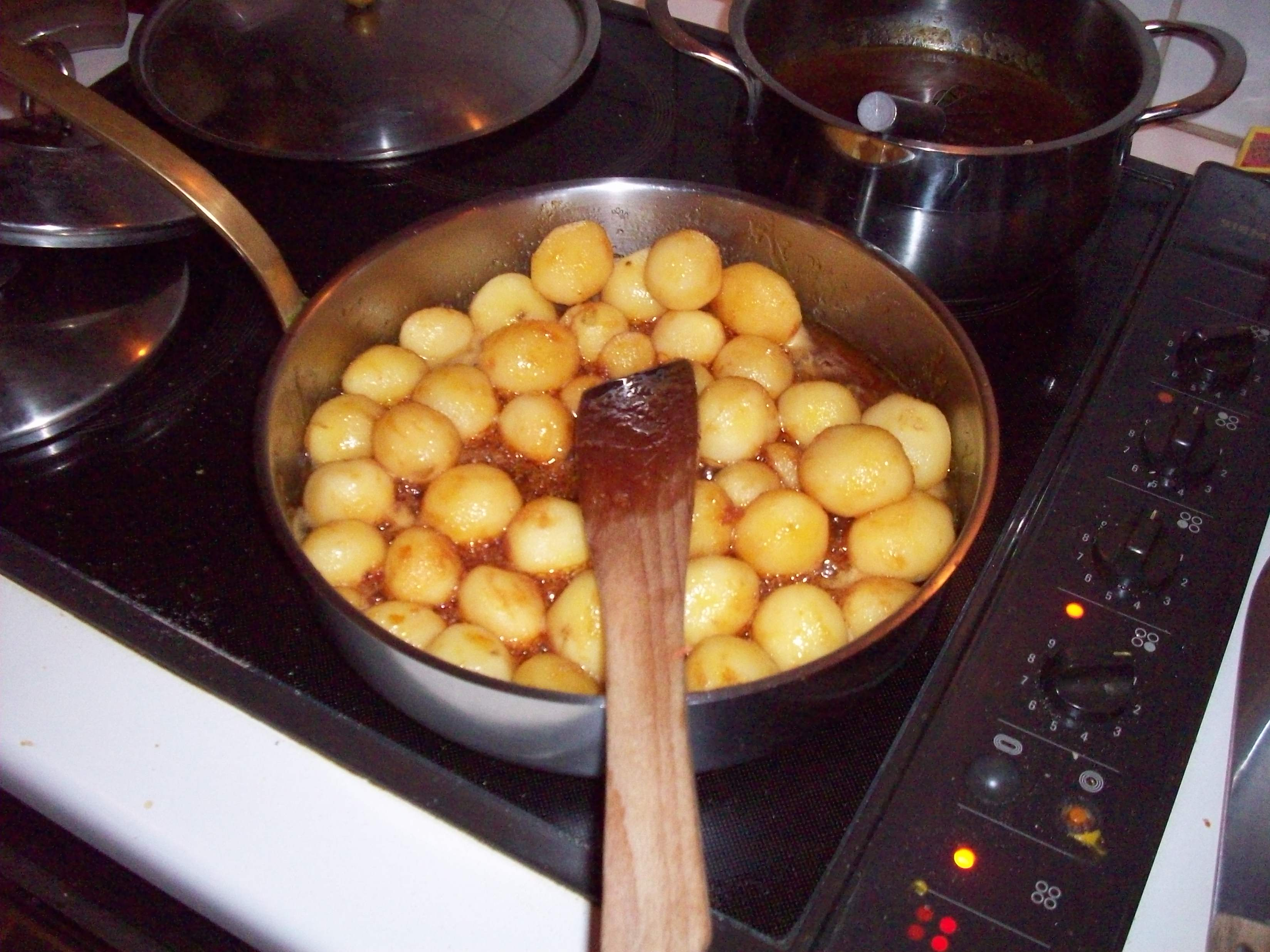
Caramélisées.
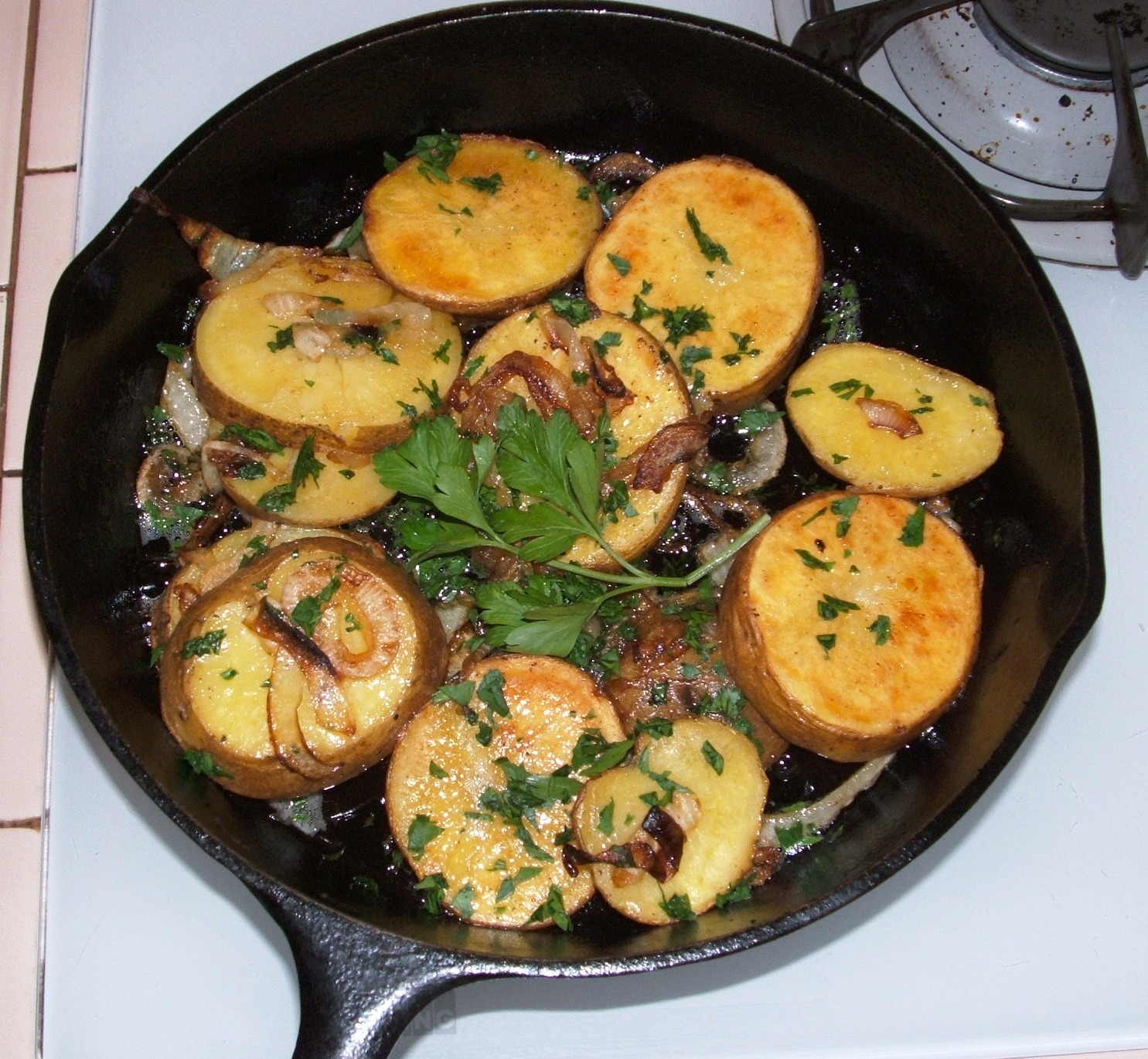
À la lyonnaise[D 30].
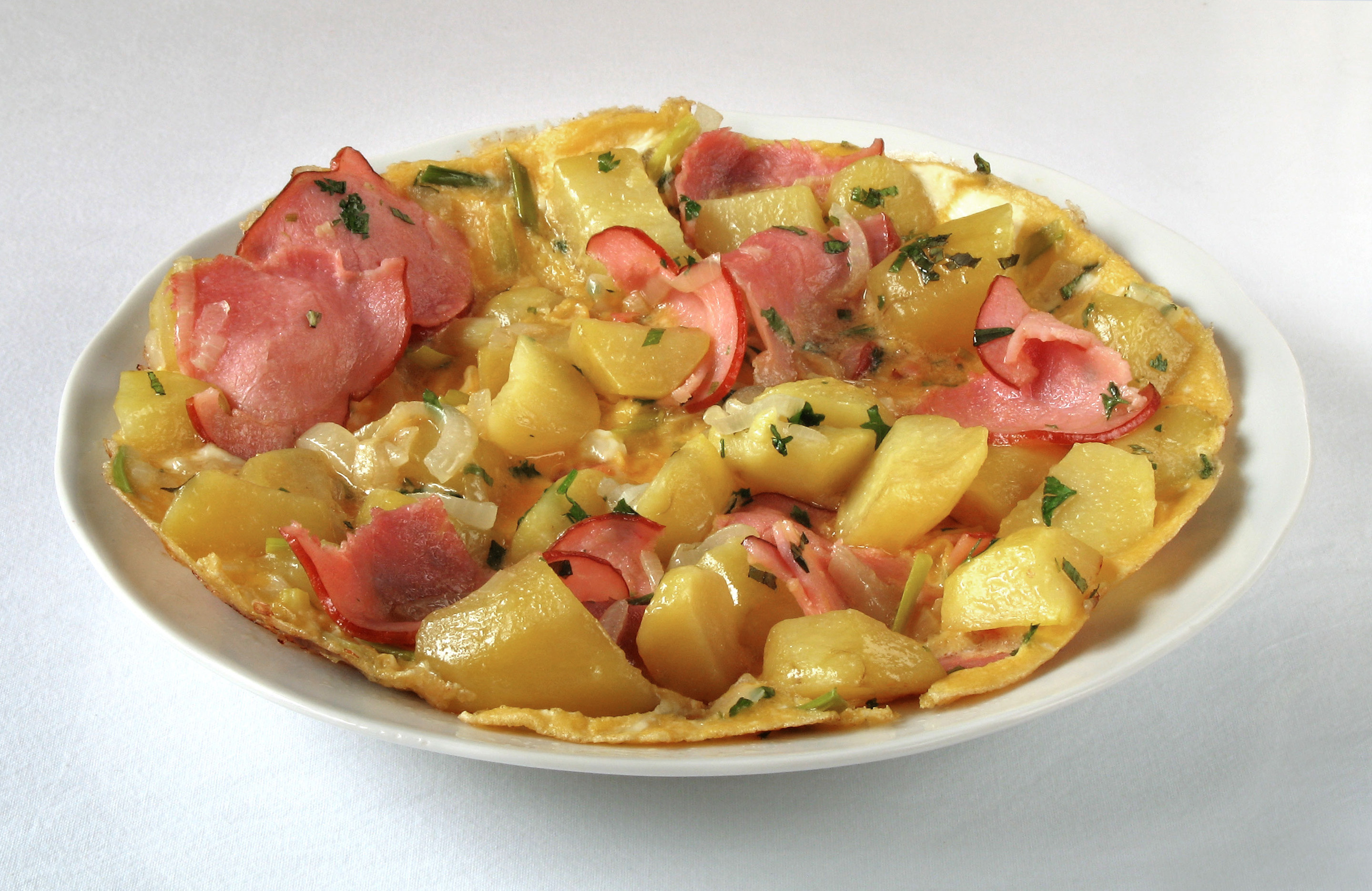
Bauernfrühstück.

- Bauernfrühstück[D 31].

Les galettes de pommes de terre sont aussi cuites dans la graisse, et on les retrouve dans de nombreuses cultures ; en sont exemples le lakte juif, le Grumbeerekiechle alsacien, le gamjajeon coréen, le placki polonais et le rösti suisse ; le pierogi est une sorte de petit chausson, souvent fourré à la pomme de terre, bouilli puis frit à la poêle.

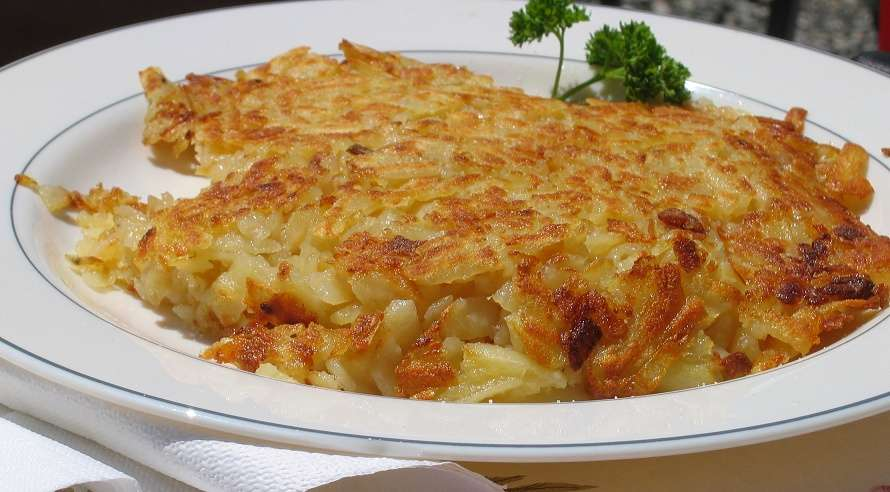
Rösti suisse[D 32].
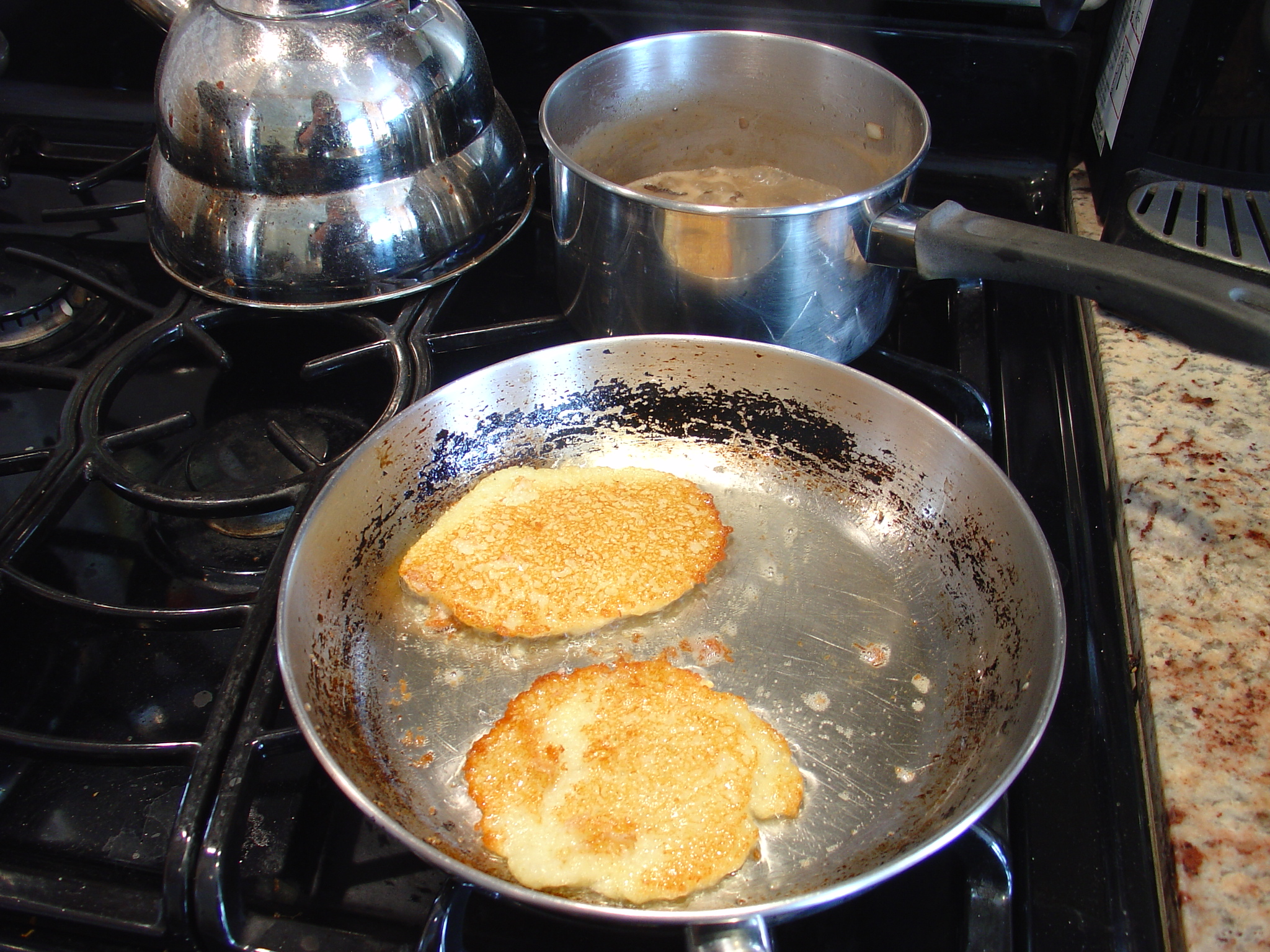
Placki polonais[D 33].
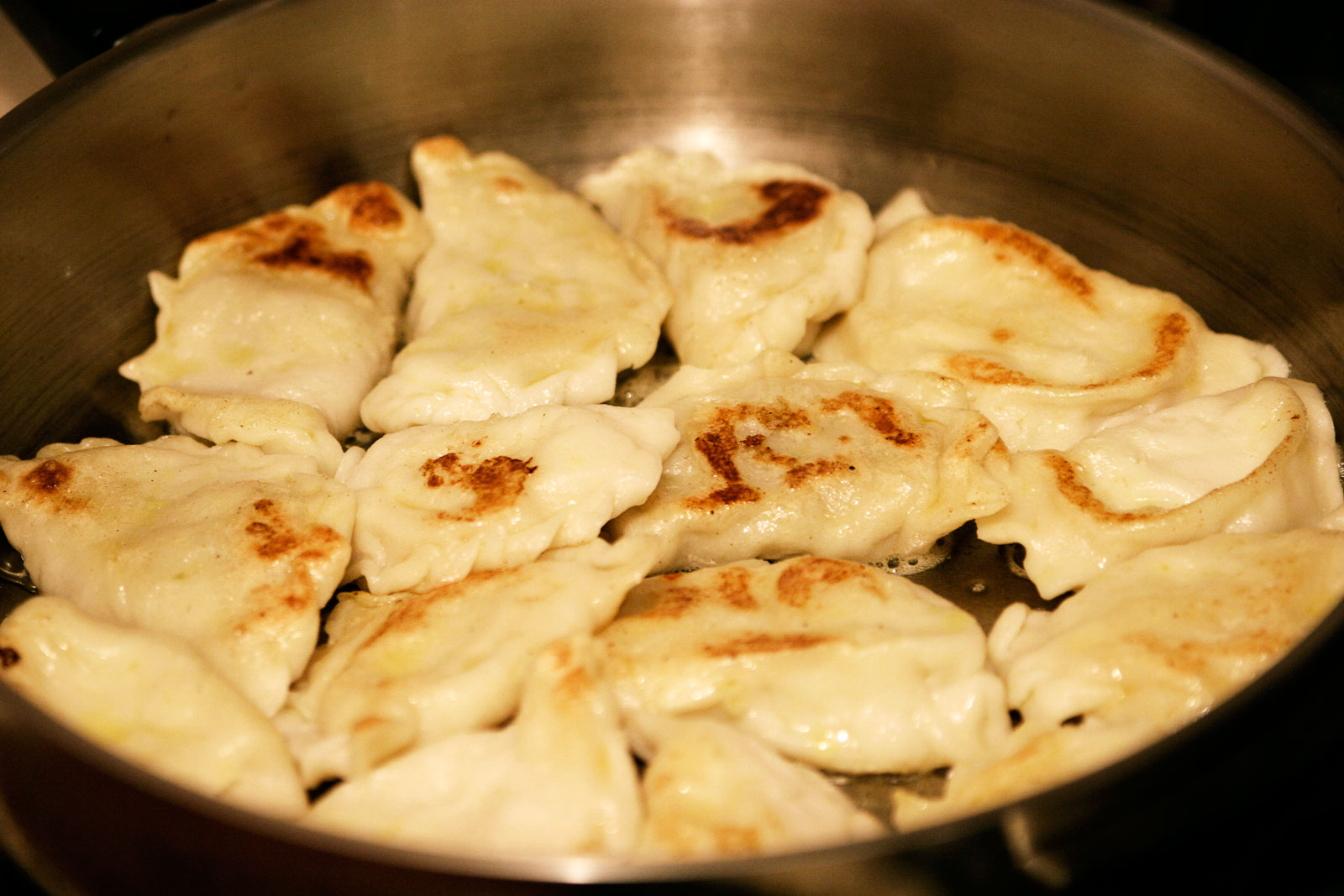
Pierogi polonais[D 34].
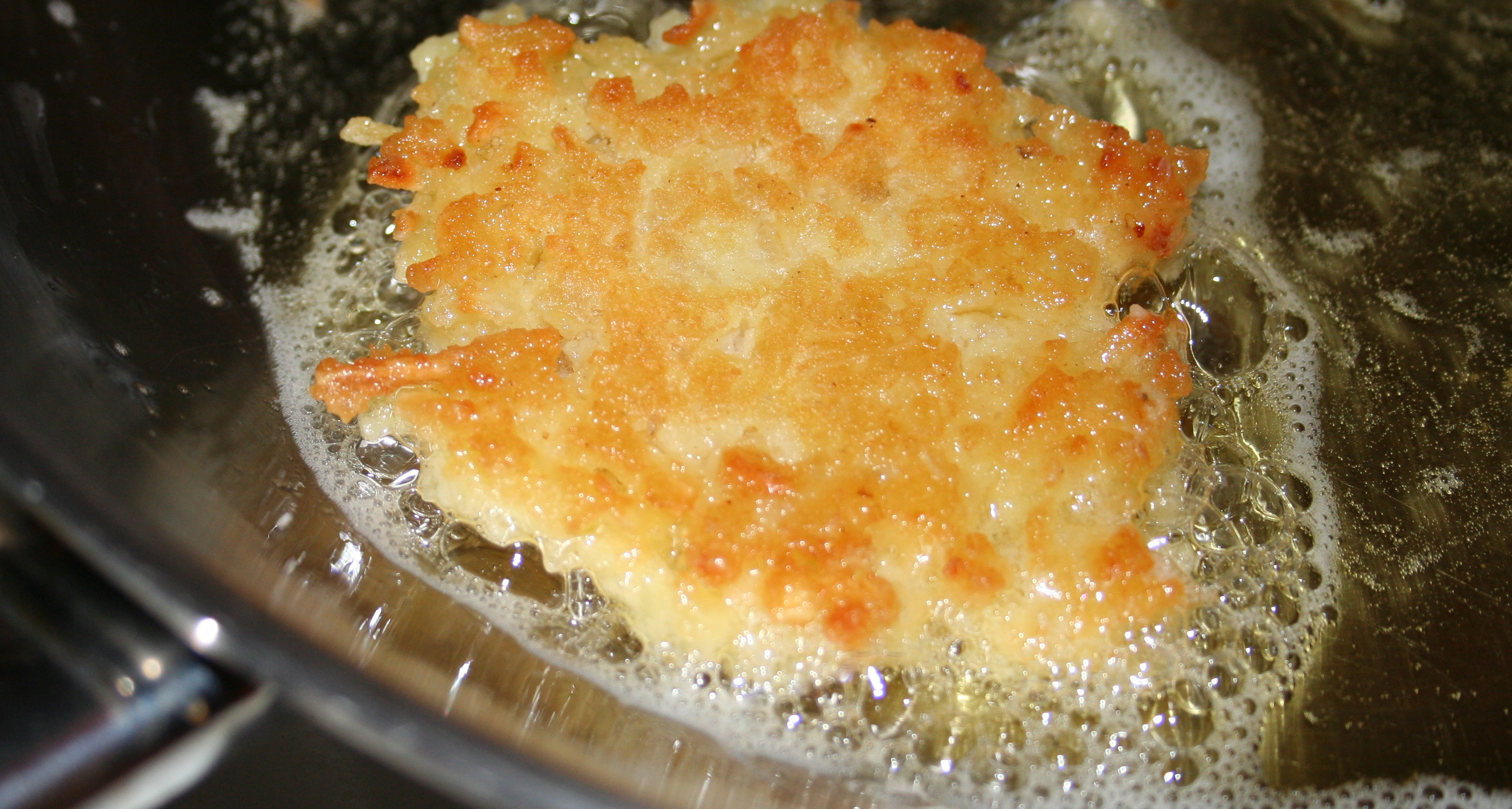
Latkes juifs[D 35].

#### Au wok
En Chine, la pomme de terre (土豆, pinyin tǔdòu), apportée par les Européens au XVIIe siècle, se trouve couramment sur les marchés aux légumes et sa production a triplé depuis les années 1960. Traditionnellement, elle est coupée en lamelles et cuite comme les autres légumes, fricassée quelques minutes sur un feu très vif, dans la poêle à fond sphérique, avec un peu de viande pour donner du gout. Elle reste donc croquante bien que cuite.

#### En friteuse
« Tout le mérite d’une bonne friture provient de la “surprise” ; c’est ainsi qu’on appelle l’invasion du liquide bouillant qui carbonise ou roussit, à l’instant mème de l’immersion, la surface extérieure du corps qui lui est soumis. Au moyen de la “surprise”, il se forme une espèce de voûte qui contient l’objet, empêche la graisse de le pénétrer, et concentre les sucs, qui subissent ainsi une coction intérieure qui donne à l’aliment tout le goût dont il est susceptible. Pour que la “surprise” ait lieu, il faut que le liquide brûlant ait acquis assez de chaleur pour que son action soit brusque et instantanée ; mais il n’arrive à ce point qu’après avoir été exposé assez longtemps à un feu vif et flamboyant.

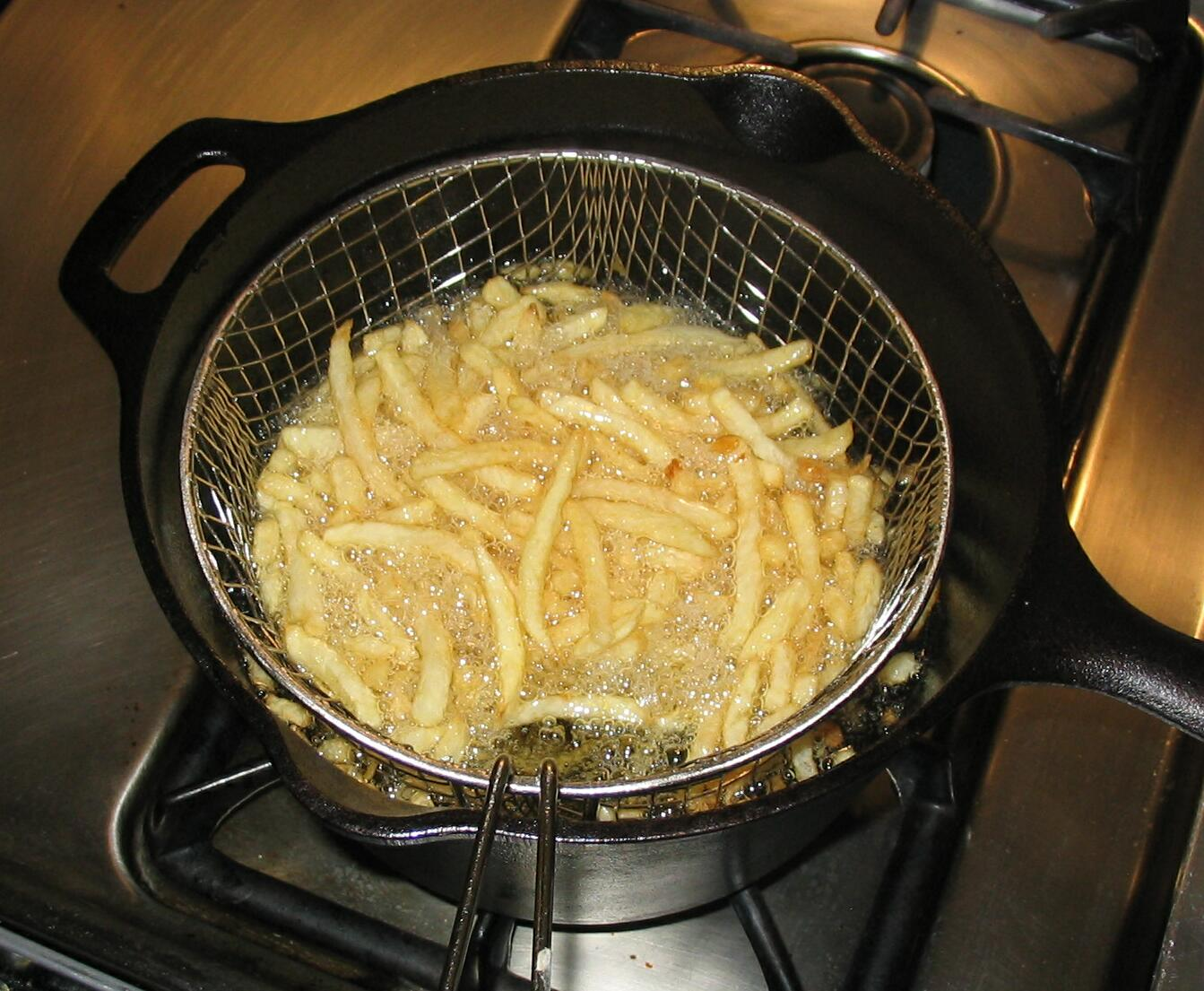
Friteuse formée d’une casserole en fonte munie d’un panier métallique.

On connaît par le moyen suivant que la friture est chaude au degré désiré : vous couperez un morceau de pain en forme de mouillette, et vous le tremperez dans la poêle pendant cinq à six secondes ; si vous le retirez ferme et coloré, opérez immédiatement l’immersion, sinon il faut pousser le feu et recommencer l’essai. »

Jusqu’à l’apparition de la friteuse électrique munie d’un thermostat pour la pleine friture, le crouton de pain était effectivement le meilleur moyen de déterminer la température idéale de la friture (matière grasse) pour la friture (action de frire) de la friture (aliment). Le second intérêt était d’éviter la surchauffe de la matière grasse et sa conséquence : l'explosion par vaporisation (boil over), avec ses risques de brulures graves et même d’incendie. Le seul moyen efficace d’éteindre les flammes d’une friture est de la recouvrir d’un tissu mouillé et essoré.

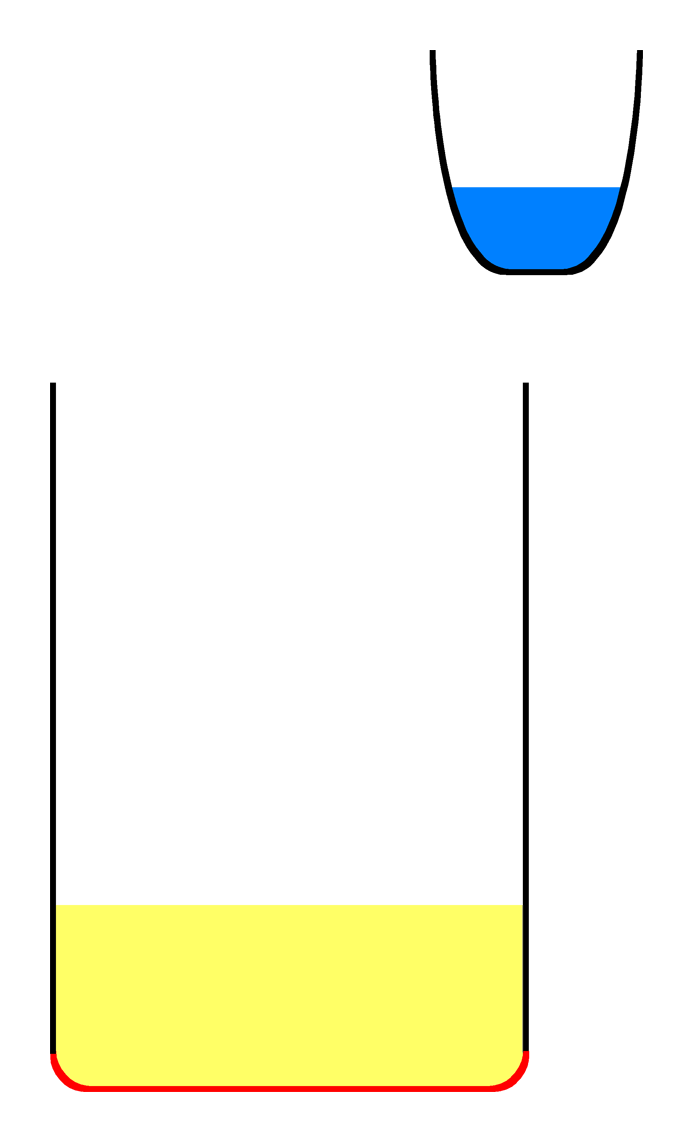
1. La matière grasse, surchauffée, s’enflamme spontanément[D 36].
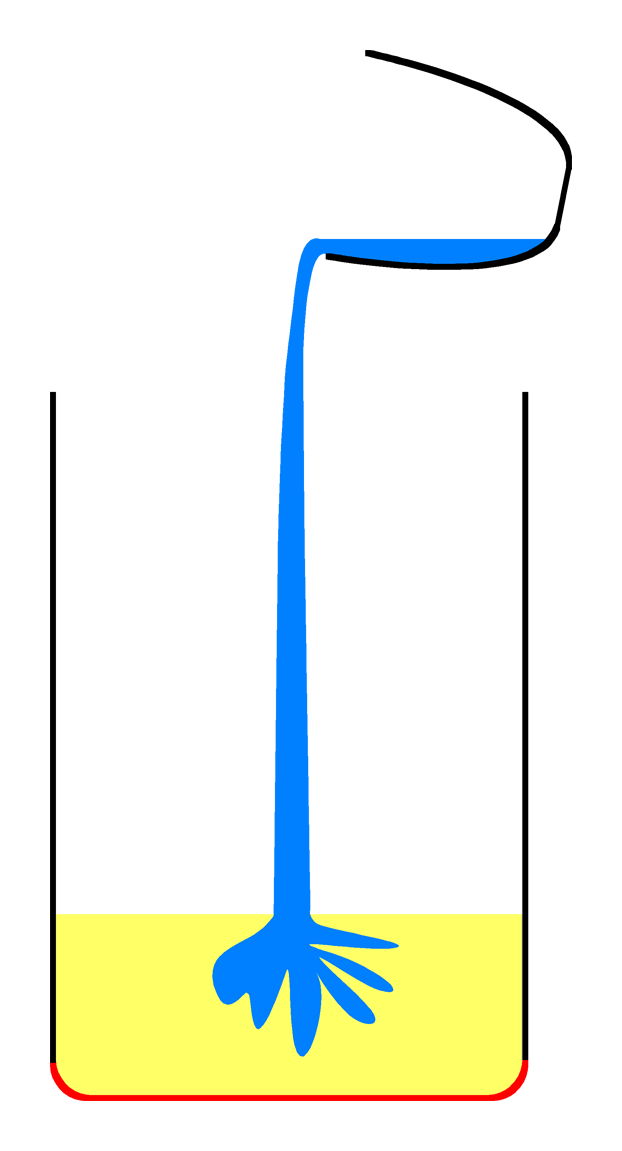
2. Si on y verse de l’eau dans l’espoir de l’éteindre, l’eau, plus dense que la graisse de friture[D 37]...
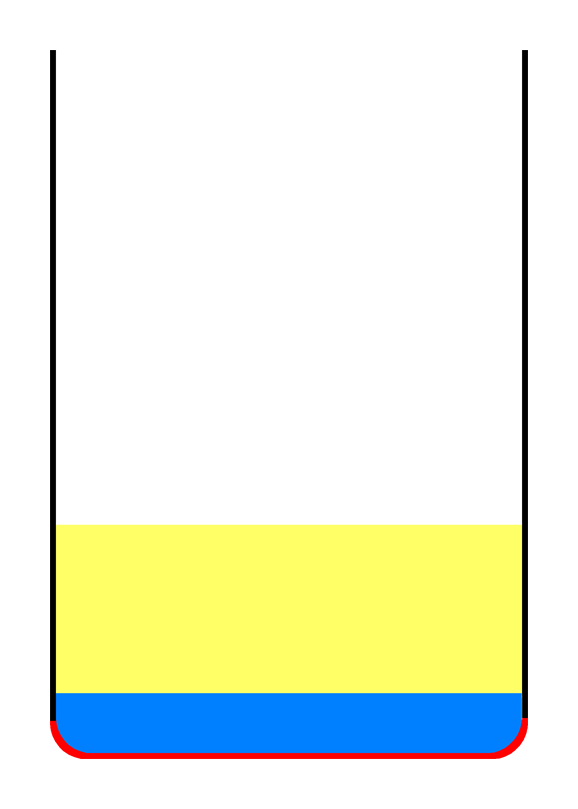
3.... atteint le fond de la casserole et, chauffée au-delà de son point d’ébullition, se vaporise instantanément[D 38].
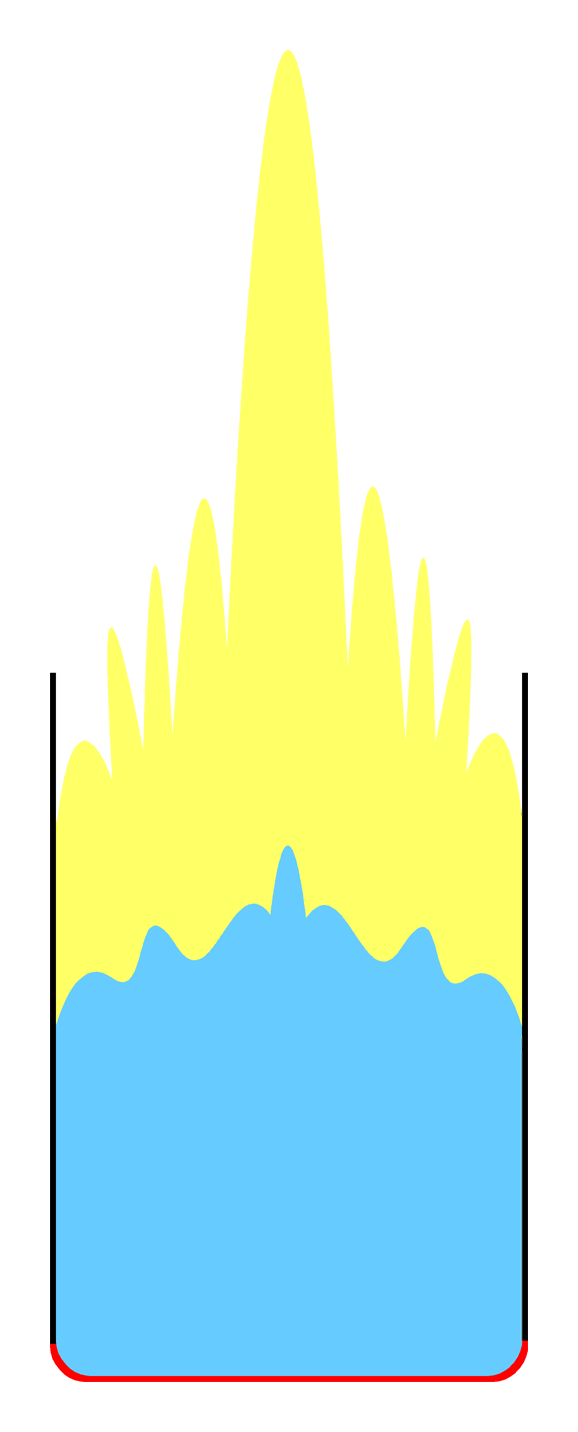
4. La vapeur d’eau éjecte la graisse en feu hors de la friteuse[D 39].

Un chef cuisinier se désole, dans les années 1930, d’avoir vu des cuisiniers utiliser de la graisse non épurée, qui avait précédemment servi à faire du pané, d’autres utiliser une graisse sentant le brulé, d’autres encore employer de la graisse de mouton, qui donne un gout de suif. De fait, certaines règles sont à respecter pour obtenir une friture de qualité.
- Pommes frites[D 40].
- Beignets[D 41].
- Croquettes[D 42].
- Chips de vitelotte noire[D 43].

Que l’on veuille frire :

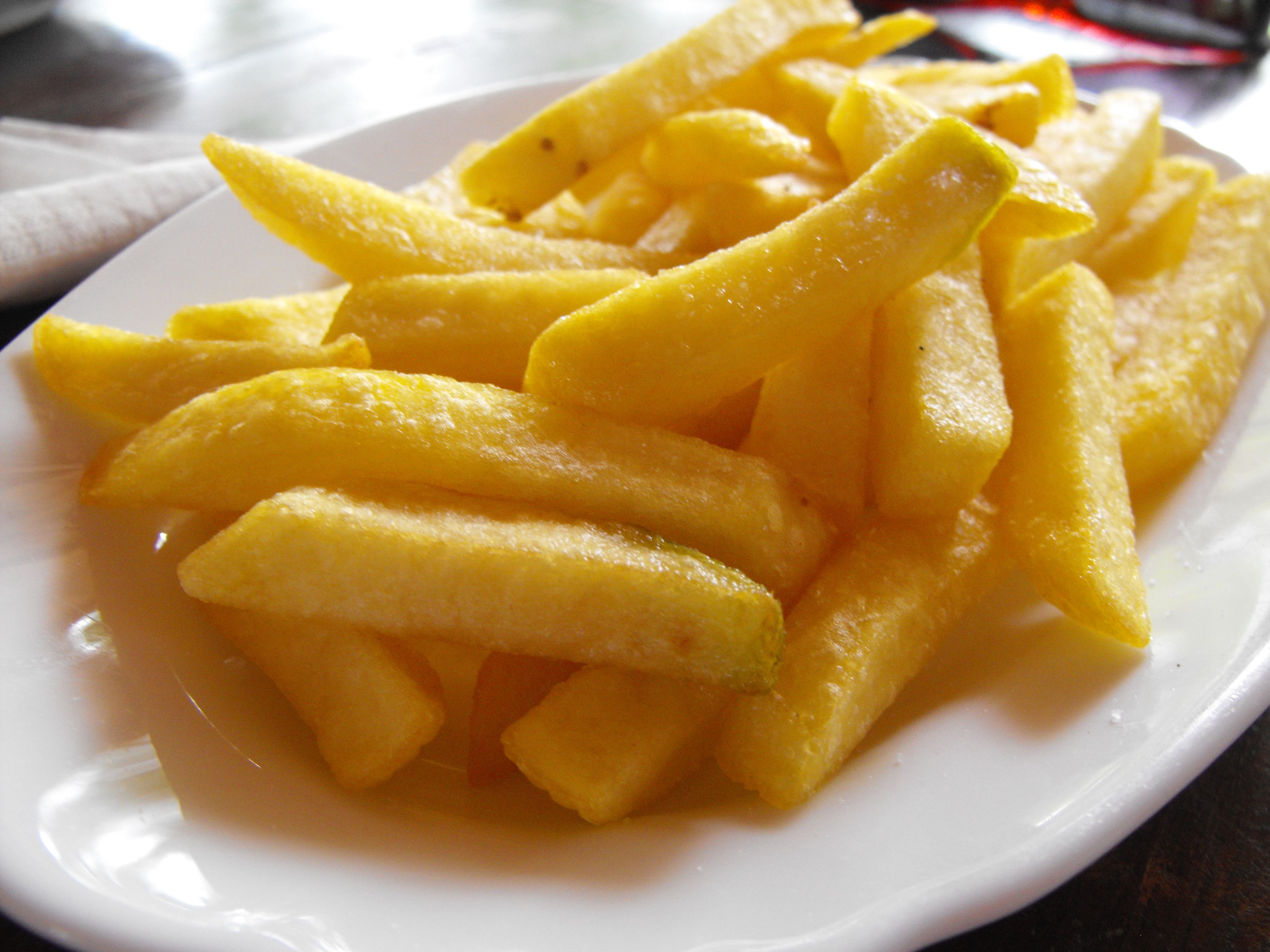
des pommes de terre taillées en bâtonnets pour faire des frites dites « buches » (section carrée de 2 cm), « Pont-neuf » (section carrée de 1 cm), « allumettes » (section de 0,5 cm), « paille » (section de 0,25 cm), « cheveu d’or » (taillées encore plus finement) ou en nid (pommes paille dressées en nid dans un moule-panier et frites à nouveau)[58] ;
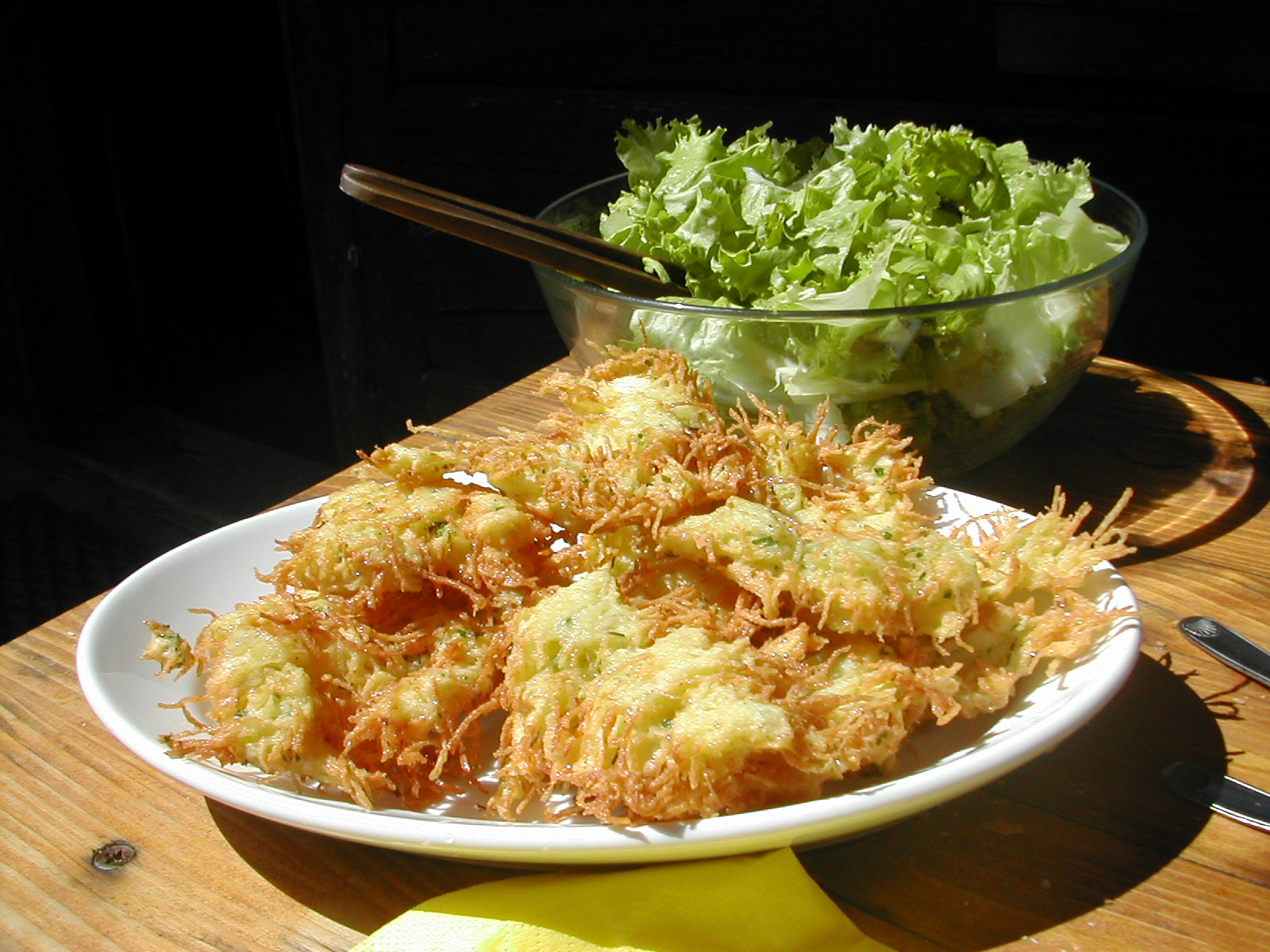
Beignets.
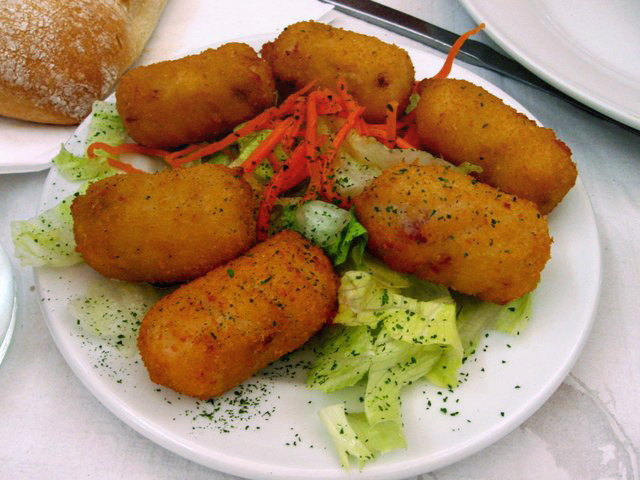
Croquettes.
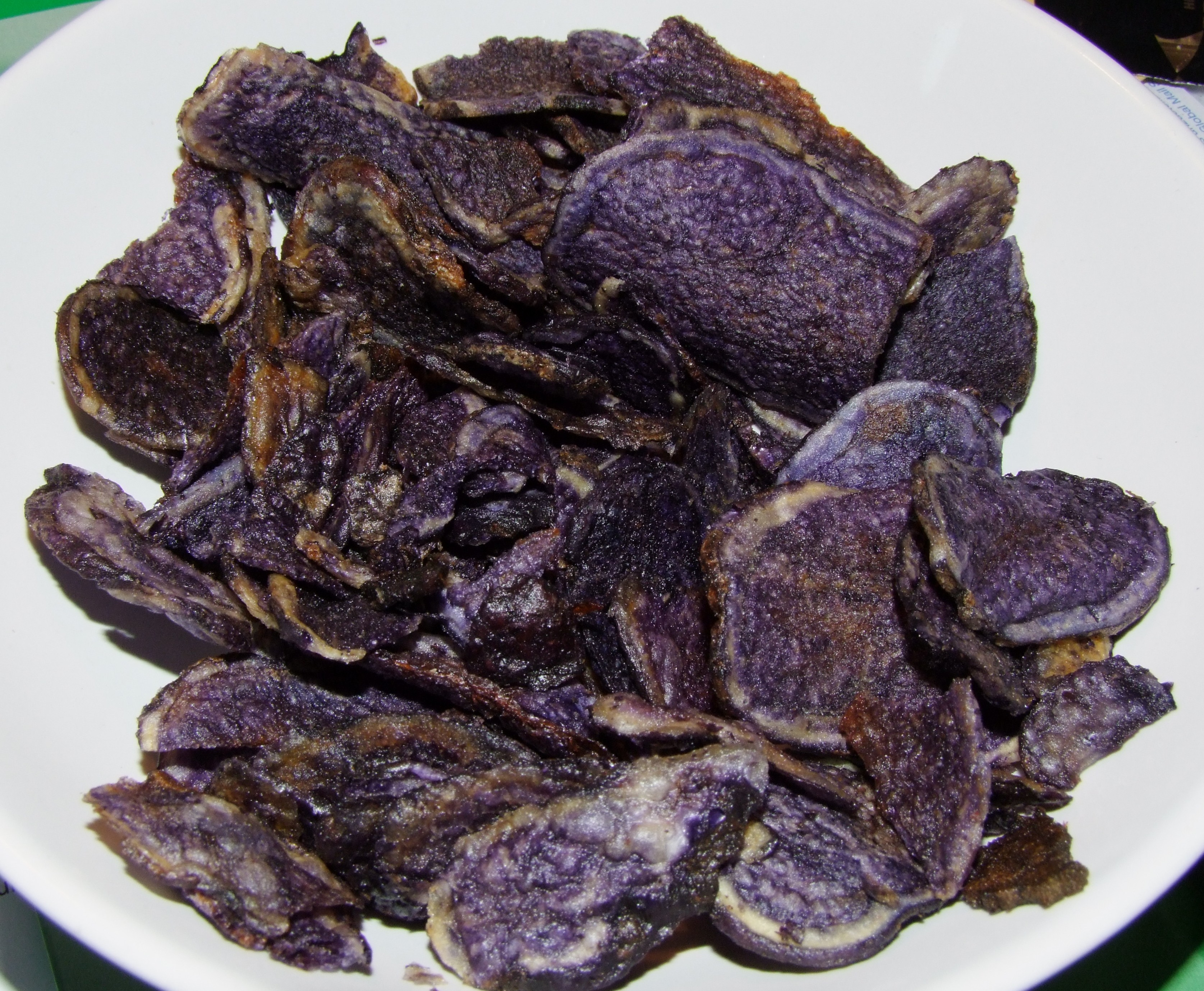
des pommes de terre taillées en tranches de 0,25 cm d’épaisseur, pour en faire des pommes soufflées, ou de l’épaisseur d’une feuille de papier pour obtenir des chips ;
- des pommes de terre taillées en sphère avec une cuillère spéciale, pour frire des « pommes parisiennes » ou « noisettes » ;
- de la purée de pomme de terre additionnée d’ingrédients divers pour confectionner les pommes dauphine ou les « duchesse » ;
- ou d’autres préparations qui donnent les tourtons, les beignets de pommes de terre ou la poutine ;

le choix de la pomme de terre et celui de la matière grasse sont de première importance.
Quant à l’âge du tubercule, il faut éviter les vieilles pommes de terre qui donneront un gout sucré aux mets et préférer les gros spécimens riches en fécule.
Pour ce qui est la matière grasse, le gout en décide : les uns préfèrent les huiles végétales, les autres des graisses animales.
Toutes les graisses deviennent toxiques, soit par surchauffe, soit par vieillissement. Les meilleures sont celles d’arachide et d’olive, mais celle-ci donne une saveur très particulière. Dans les graisses animales, on déconseille le saindoux qui s’enflamme plus vite que l’arachide ; par contre, la graisse de bœuf s’oxyde plus tard et résiste au chauffage, tout en donnant très bon gout. Alexandre Dumas la prônait déjà. Certains mélangent graisse de bœuf, de veau et saindoux, donnant bon gout mais posant des problèmes sur le plan diététique.
La matière grasse d’une friteuse classique doit être entièrement renouvelée après quinze utilisations, celle d’une friteuse électrique à filtre après vingt emplois, l’idéal étant de la filtrer, après chaque utilisation, pour en ôter les débris de cuisson qui seront brulés lors de l’usage suivant. L’humidité de la pomme de terre peut provoquer une effervescence et le débordement de la friteuse : il faut donc éponger soigneusement les morceaux, même après un simple découpage. Pour obtenir des fritures croustillantes, il faut que la graisse soit chaude et non tiède mais, lorsqu’elle est trop chaude, elle brunit le mets à l’extérieur sans qu’il ait eu le temps de cuire intérieurement. Sans thermostat, pour juger de la température idéale, on peut remplacer la mouillette de Brillat-Savarin par une frite crue qui doit immédiatement pétiller en surface. Le mets immergé dans la friture doit pouvoir s’y ébattre à l’aise ; il est donc inutile d’en faire frire trop à la fois. Au risque de voir déguster un aliment qui aurait le gout d’un autre, il faut utiliser des fritures différentes pour les préparations à base de pomme de terre, de viande et de poisson.
Les appareils de congélation et surgélation développés au XXe siècle, à usage domestique ou industriel, ont introduit l’utilisation de mets précuits, conservables durant plusieurs mois, qui réduisent le temps de travail du cuisinier à la seule friture. Nombre de particuliers et certains restaurants s’en servent. Les nombreuses friteries qui ne taillent plus leurs frites utilisent plutôt des frites crues, taillées en usine et emballées sous vide.
Les frites sont servies en accompagnement de très nombreux mets et sont traditionnelles, en brasserie, avec le steak et les moules ; achetées à la friterie, elles peuvent aussi se déguster comme mets unique.
Un musée est consacré à la frite et à la pomme de terre en général : le musée de la frite à Bruges, en Belgique.

### Autres préparations salées

#### Omelette

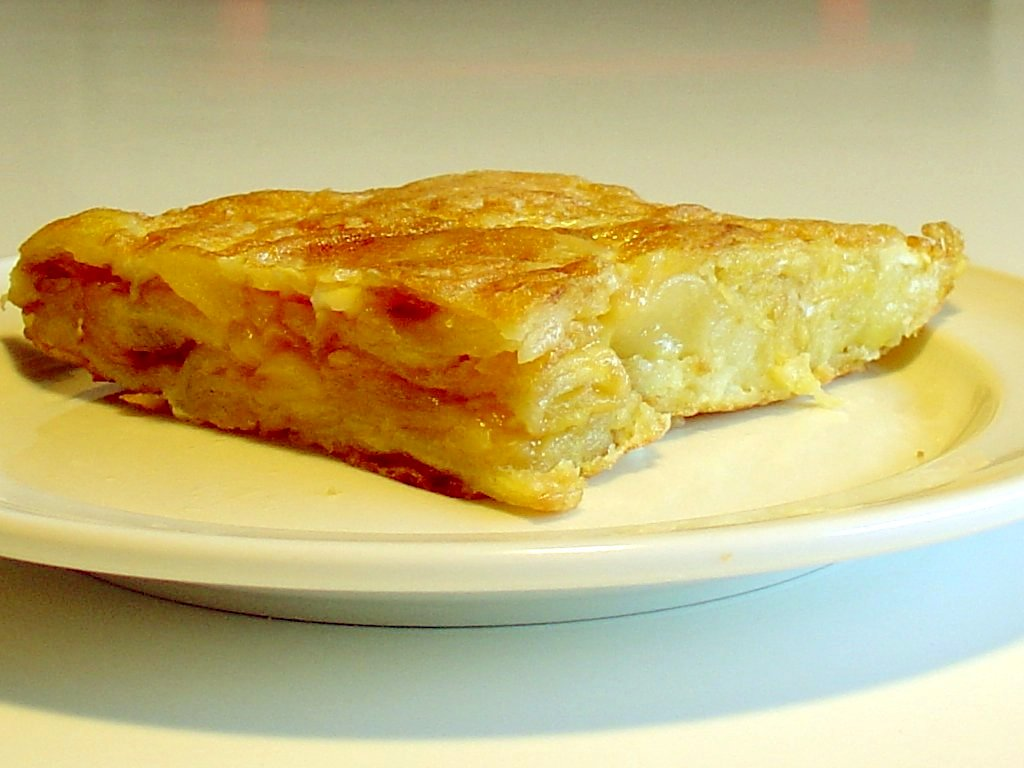
Tortilla de patatas.

La pomme de terre est souvent associée aux œufs, formant en omelette un mets nourrissant, mais considéré comme repas de pauvre.
Rissolée ou sautée, elle est l’un des ingrédients de l’omelette Parmentier, de l’omelette savoyarde (ajout de gruyère râpé), de l’omelette Demidoff (truffes coupées en dés), de l’omelette angevine (associée aux lardons), ou de l’omelette au four, cuite dans un plat et non à la poêle.
L’omelette peut aussi être préparée à partir de purée battue avec les œufs.
L’Espagne propose sa spécialité culinaire, la tortilla de patatas, et l’Italie, sa frittata.

#### Tourte

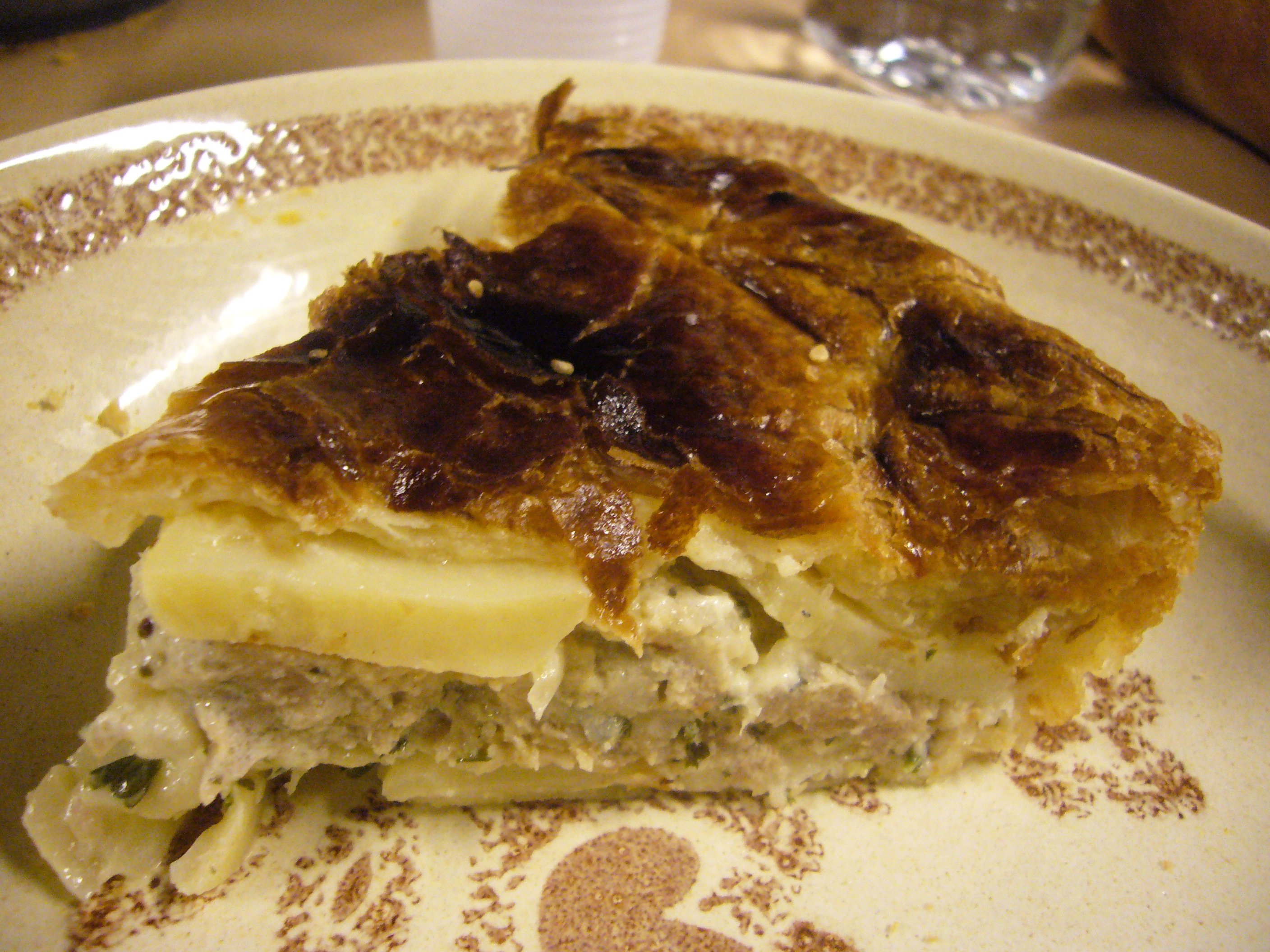
Pâté de pomme de terre.

Ingrédient parmi d’autres, la pomme de terre garnit pâte brisée, ou feuilletée, pour former des tourtes que l’on cuit au four, comme la tourte berrichonne, dite « truffiat », la tourtière limousine ou le pâté aux pommes de terre, où ognons, viande, crème peuvent lui être associés selon les régions.
Les Bulgares réalisent leur traditionnel patatnik à partir de pommes de terre râpées.

#### Gratin
Les pommes de terre en rouelles fines, disposées dans un plat frotté d’ail et de beurre, arrosées de lait très crémeux et passées au four, donnent le gratin dauphinois depuis le XVIIIe siècle.
Le Savoyard ajoute du fromage à pâte dure et remplace le lait par du bouillon dans son gratin ; le Landais utilise le fromage des Pyrénées[Lequel ?] et le jambon de Bayonne, tandis que l’Auvergnat graisse le plat au saindoux, dépose au fond du lard fumé en lardons et choisit le cantal comme fromage.
Le gratin de pommes de terre à la vaudoise est composé d'ognons, de crèmes, de fromage à pâte dure tel du gruyère, de vin blanc et d'eau dans un plat beurré.
Les rondelles dans un moule, en couches alternées avec des noisettes de beurre, forment les pommes Anna, créées par le cuisinier français Adolphe Dugléré, en 1870.
La péla au reblochon est plus récente ; la tartiflette, qui s’inspire d’elle mais est plus connue, ne date que des années 1980 et découle d’une opération de marketing,.

#### Salade
La salade de pommes de terre implique de préférence un tubercule ferme, cuit à l’eau ou à la vapeur, idéalement dans sa peau, puis rapidement épluché, et assaisonné à chaud ou tiède. En France, l’assaisonnement courant est une vinaigrette sans trop de vinaigre, ou additionnée de vin blanc, puis d’huile. Si l’on cuit la pomme de terre entière épluchée dans le vin, il suffit d’ajouter l’huile. Le tubercule, cuit dans un bouillon, supporte une vinaigrette légère.
L’assaisonnement à la mayonnaise est fréquent en Occident, mais il peut être aussi constitué d’une sauce crémeuse, comme pour la papa a la huancaina péruvienne.

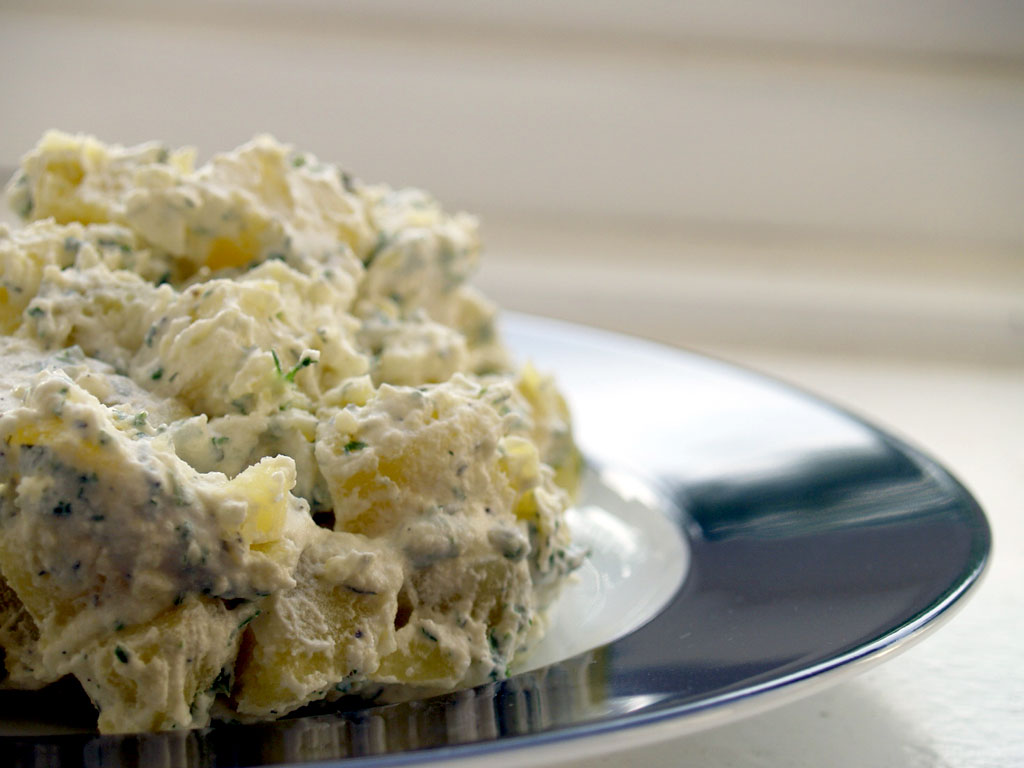
Salade de pommes de terre à la mayonnaise.

La pomme de terre en salade se marie à bien d’autres ingrédients. Celle dite « Francillon », d'Alexandre Dumas fils, comportait des moules, du céleri, des lames de truffes avec un assaisonnement d’huile, de vinaigre et de chablis.
La salade russe de Malmedy associe à la base de pommes de terre des œufs durs, de la mayonnaise, des harengs saurs et des filets de veau ou de porc cuits, le tout étant coupé en morceaux, des betteraves rouges au vinaigre, des pommes fermes, des amandes, noix et noisettes ; cette salade se prépare en grande quantité (10 kg, pour une famille de cinq à six personnes), pour la période du Carnaval et se conserve au frais pendant six à huit jours.
Une recherche réalisée à l’université Flinders suggère que l'amidon contenu dans les pommes de terre cuites et mangées froides peut réduire le risque de cancer associé à la consommation de viande rouge.

#### Ragout, mets unique

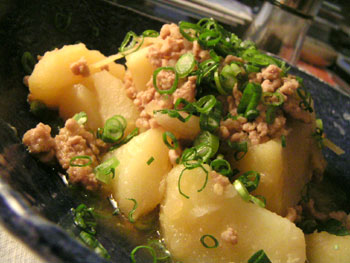
Nikujaga.

Pomme de terre et lard mijotés donnent un excellent ragout. Au lard, fumé ou non, taillé en lardons et frit, les Ardennais ajoutent une cuillerée de farine et mouillent de bouillon ou d’eau, ajoutant du vinaigre de pomme avant d’y placer les pommes de terre préalablement bouillies et de laisser cuire le tout ensemble. Les Gaumais ajoutent du café noir pour leur touffaye. Le coddle irlandais, plus élaboré, associe saucisson, bacon et ognon et bouillon de poulet.
Ces préparations constituent souvent le mets unique du repas. On note aussi, à ce titre, le baeckeoffe alsacien, le curanto chilote, le nikujaga japonais, le Irish stew et tous les ragouts de bœuf, mouton, volaille où ingrédients et pommes de terre cuisent ensemble, intimement, dans la sauce de la viande, mouillée parfois d’un peu d’eau, de vin ou d’une marinade.
La pomme de terre peut être cuite aussi intimement avec du poisson.

### Autres spécialités régionales
Outre certains mets cités ci-dessus qui constituent des spécialités régionales, on relève notamment :
- en Afrique : le fricassé est une spécialité tunisienne ; la maaqouda algérienne et marocaine est une sorte de beignet, ou de galette de purée de pomme de terre, parfois farcie de viande hachée ;
- en Amérique du Nord : les hash browns sont des pommes de terre rissolées, proposées dans la restauration, les funeral potatoes sont servies lors des repas de funérailles, chez les Mormons ; les pommes de terre au four sont souvent servies avec cheddar ou avec crème sure et ciboulette. Les smashed potatoes de Nouvelle-Angleterre sont une purée non totalement passée de pommes de terre en robe, tandis que les salt potatoes sont des petites pommes de terre nouvelles bouillies dans une eau saturée en sel, appréciées dans l’État de New York. Les Canadiens cuisinent des pommes de terre avec des châtaignes, du sirop d'érable et du mélange du trappeur. Les Acadiens ont leur poutine acadienne et les Juifs américains préparent les latkes (galettes frites) pour la fête de Hanoucca ;
- en Amérique latine : la papa rellena, le lomo saltado et le ocopa sont typiquement péruviens ;
- en Asie : le aloo gobi, le batata vada et le Mysore bonda (boulettes de purée enveloppées de farine de pois chiches et frites) sont indiens. Pomme de terre et carotte râpées, frites en galette à la poêle donnent le tudou bing (土豆饼) chinois ; les Sherpas remplacent souvent la tsampa par des mets de pommes de terre, dont la galette appelée gurr ;
- en Europe : sont très appréciés les crêpes boxty irlandaises, le scone de pommes de terre écossais, le fish and chips et le bubble and squeak anglais, le komle et le raspeball norvégiens, le hasselbackspotatis[63], le pitepalt et le raggmunkar suédois qui, rissolé au beurre, est servi en hiver avec du lard frit et des airelles, les kugel et kugelis des cuisines ashkénaze, lituanienne et biélorusse, le bryndzové halušky slovaque, les knödels d’Europe centrale, le Himmel und Erde et le Reibekuchen (galette frite) allemand, le farcement dans la vallée de l’Arve, la crêpe vonnassienne dans l’Ain, la crique ardéchoise, la truffade en Auvergne et le mounassou corrézien, les gnocchis italiens, les patates braves espagnoles, les pommes de terre ridées des Canaries. Les cadjolèyes gaumaises, cuites au four ou à l’eau, sont « épluchées de façon spéciale : une bande de pelure est enlevée, l’autre est laissée[19] » ;
- au Moyen-Orient : les batata harra sont libanaises.

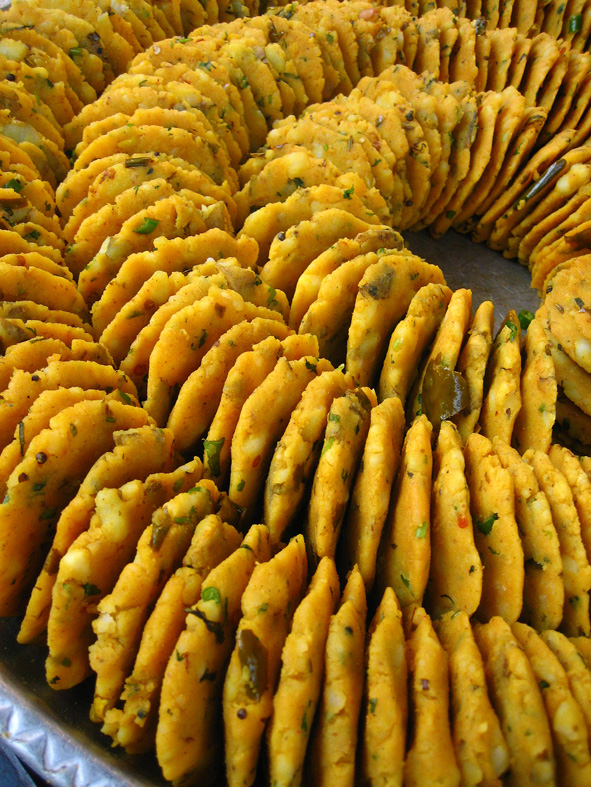
Batata vada indien[D 44].
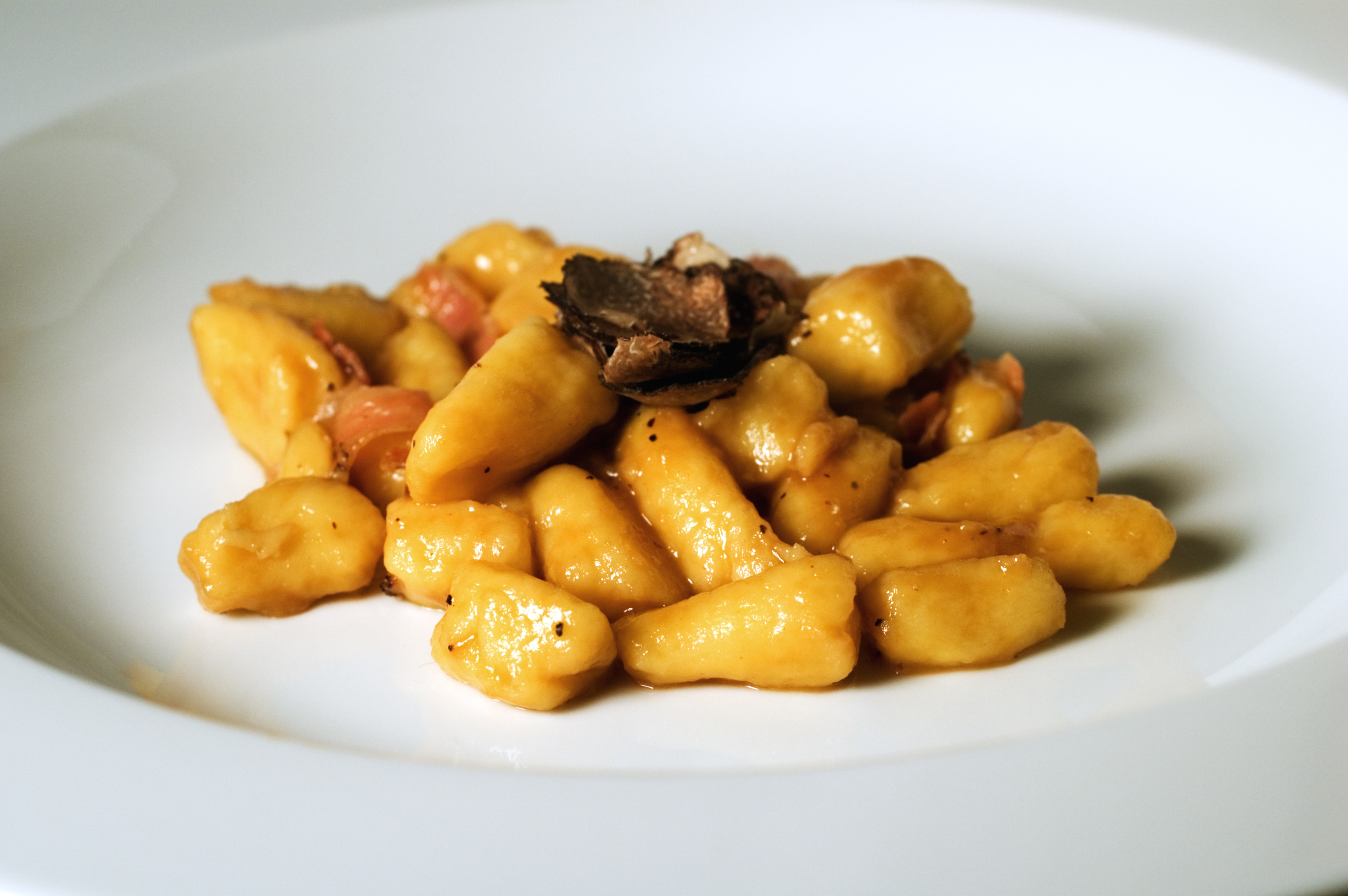
Gnocchis italiens[D 45].
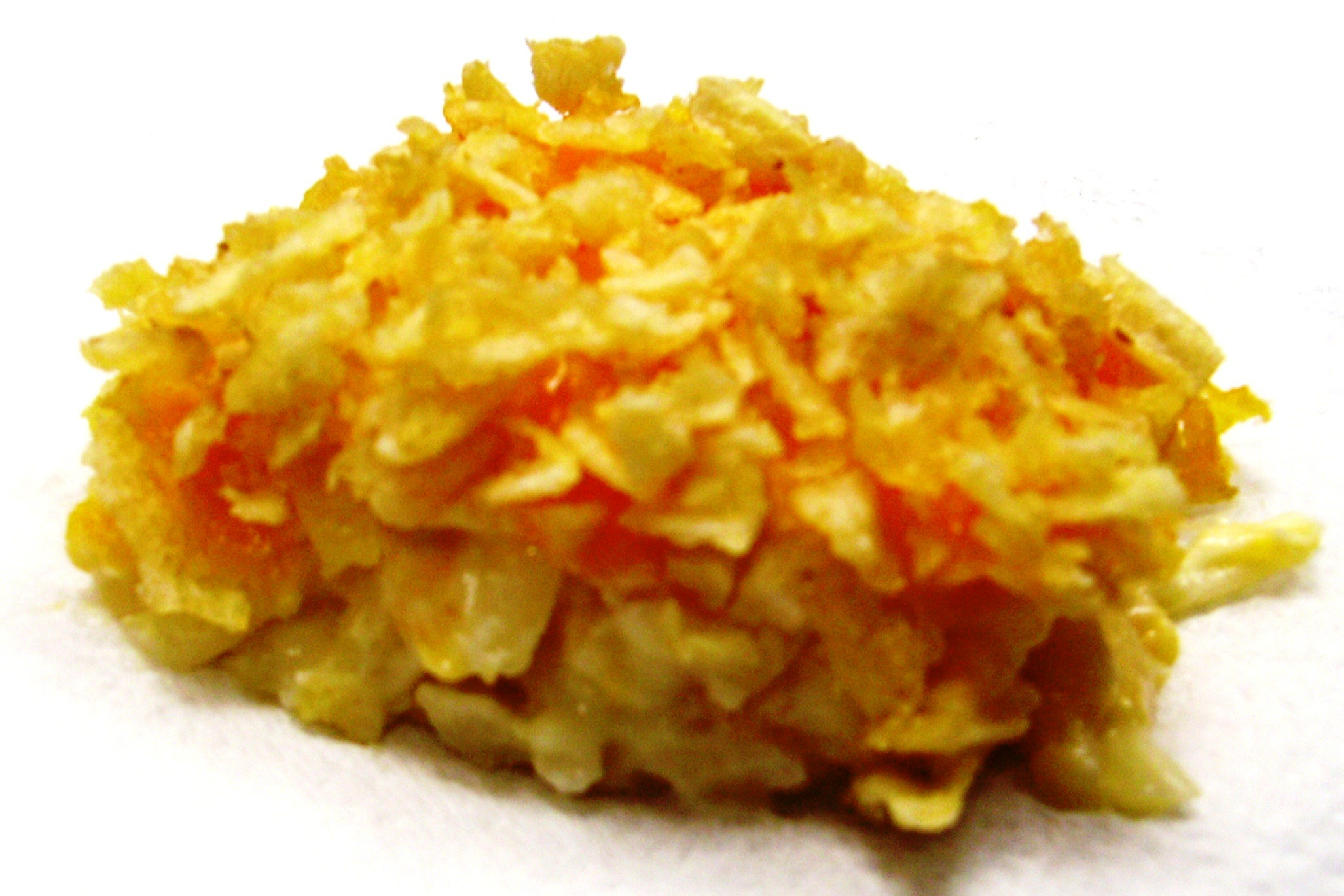
Funeral potatoes américaines[D 46].
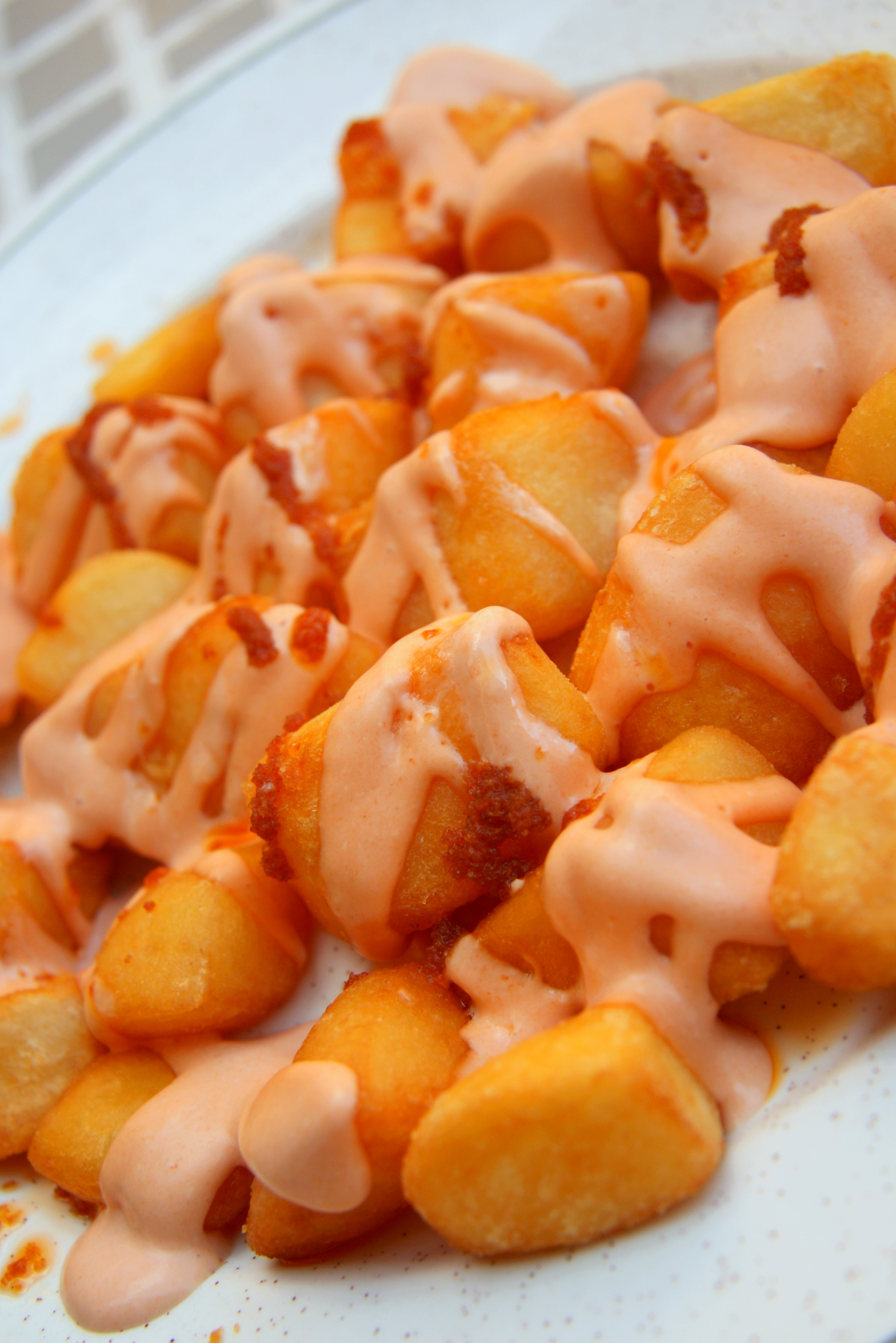
Patates braves espagnoles[D 47].

### Préparations sucrées

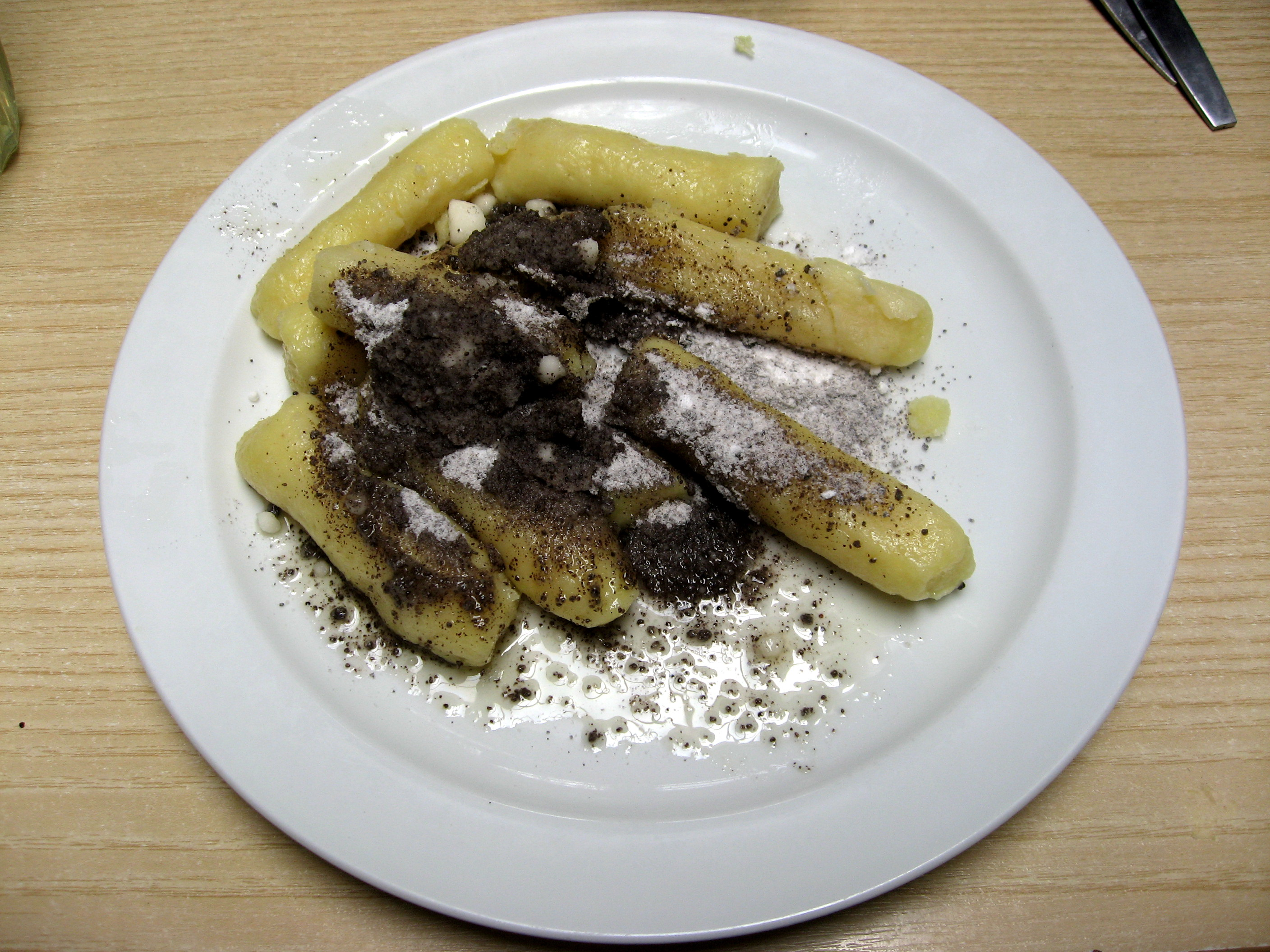
Quenelles de pomme de terre avec graines de pavot et sucre.

Dès 1761, l’usage de la pomme de terre est envisagé comme dessert : monsieur Moreau Kerlidu, qui habite en Bretagne, fait cultiver le tubercule et habitue ses gens à en manger, en rappelant que les Anglais le considèrent comme un excellent anti-scorbutique ; il considère qu’elle est plus propre au dessert que comme pain ou mets, et plus comme pain que mets.
De fait, elle est utilisée dès la fin du XVIIIe siècle pour des préparations sucrées, comme le pudding de pomme de terre dans la région de Rendeux, ou la tarte dans celle de La Roche-en-Ardenne.
On en fait aussi de la confiture, et de la brioche.

#### Confiseries
Au Québec, on trouve les bonbons aux patates, une confiserie de « pauvre ».

#### Gâteau
La base des gâteaux à la pomme de terre est généralement la purée à laquelle on incorpore des jaunes d’œufs, du sucre en poudre et, parfois, du sucre vanillé, des blancs d’œufs battus en neige, voire de la levure de boulanger lorsqu’on veut obtenir une brioche. La mixture est cuite au four dans un moule beurré ou huilé. À Vielsalm en Belgique, le mélange était versé dans un moule graissé et tapissé de sucre pilé pour une cuisson d’une heure au bain-marie. La pulpe du tubercule râpé, travaillée avec beurre, sucre, jaunes d’œufs, amandes pilées, cuite dans une tourtière, donne la tarte suédoise.
La première recette publiée de gâteau aux pommes de terre et au citron, dénommé « gâteau économique », se trouve dans La Cuisinière républicaine, attribué à Madame Mérigot, paru en 1794 chez Mérigot jeune, à Paris. Cet ouvrage comporte au total 5 recettes sucrées sur les 31 à base de pomme de terre.

#### Crêpe, galette, beignet, gaufre
Les crêpes auvergnates sont réalisées à partir d’un levain de pulpe de pomme de terre cuite à sec, mélangé à de la levure de boulanger et à du lait ; après vingt-quatre heures, on y ajoute de la farine et du lait pour obtenir une pâte fluide qui doit reposer et monter avant d’y ajouter des œufs battus. La crêpe vonnassienne est une crêpe formée avec une purée de pommes de terre détendue avec du lait jusqu’à en faire une pâte liquide, et cuite à la poêle.
Les galettes magyares sont confectionnées à partir du tubercule râpé et de farine de blé ; la pâte forme dans la poêle un support pour un lit de rondelles de poires et la galette cuite est servie avec sucre, lait d’amandes ou miel.
Une pâte de pomme de terre râpée et de farine de froment, enrobant des poires pelées et roulées dans du sucre, dorée à l’œuf et cuite au four, constitue une sorte de bourdelot, tandis que la poutine acadienne est farcie de raisins secs, d’airelles et de pomme.
Au XXIe siècle, la gaufre de pommes de terre, qui se mange traditionnellement salée dans les pays anglo-saxons, se décline aussi en sucré. La galette de pommes de terre avec ognons est notamment consommée frite sur les kermesses, en Rhénanie.

## Gastronomie

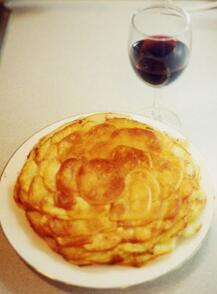
Pommes Anna.

Après avoir débuté à la table des princes, la pomme de terre est devenue le mets commun pour les pauvres gens, un aliment considéré par Brillat-Savarin, et d’autres, comme un « préservatif contre la famine ». Elle va mettre du temps à reconquérir la table des gastronomes.
Au XIXe siècle, Alexandre Dumas en fait l’éloge et propose 15 recettes différentes dans son Grand dictionnaire de cuisine, tandis qu’Adolphe Dugléré la fait entrer dans la grande cuisine, en créant les Pommes Anna.
Au début du XXe siècle, le chef français Louis Diat propose au Ritz-Carlton de New York un potage de pommes de terre, poireaux et crème, sous l'appellation Chilled Cream Vichyssoise ou crème vichyssoise glacée ; l'origine de ce mets, qui rencontre un succès immédiat et durable, est revendiquée tant par les Français que par les Américains. Dans la seconde partie du siècle, la réputation de Joël Robuchon s’établit notamment par la qualité de sa purée de pommes de terre.
Plusieurs chefs français n'hésitent pas à associer la pomme de terre à des ingrédient rares et chers ; ainsi Marc et Paul Haeberlin proposent dans leur Auberge de l'Ill, à Illhaeusern (Alsace) un baeckeoffe aux truffes et Alain Ducasse invente une « écrasée de pommes de terre aux truffes », tandis que d'autres les servent avec du caviar et de la crème, comme dans la charlotte de pomme de terre au caviar de Jean-Pierre Vigato.

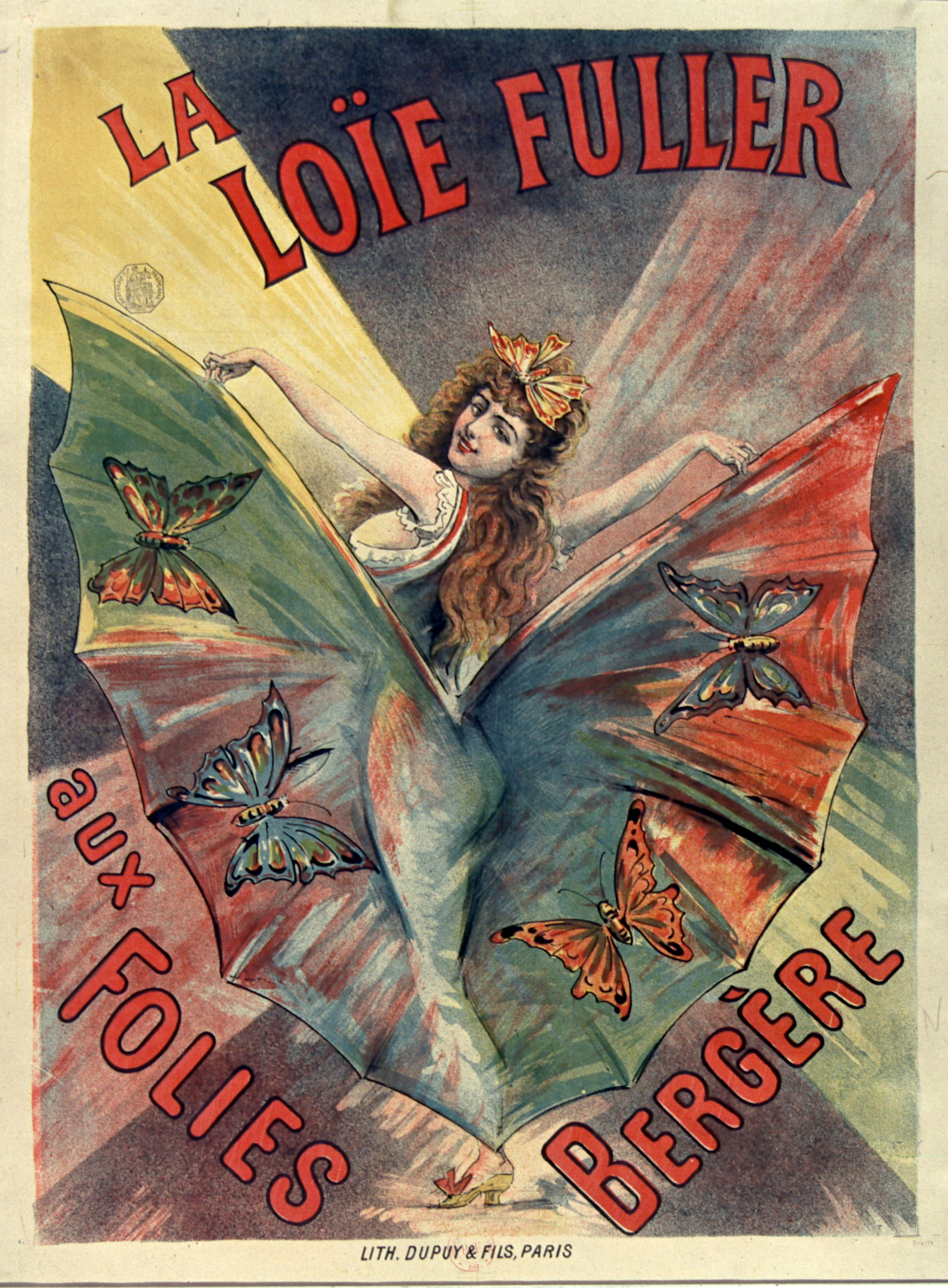
Affiche pour un spectacle de Loïe Fuller.

D'autres reprennent en version « haute cuisine » des recettes traditionnelles ou familiales, comme l'aligot, servi par Michel Bras dans son restaurant de Laguiole (Aveyron), ou les « crêpes vonnassiennes » de Georges Blanc, à Vonnas (Ain), recette qu'il a hérité de sa grand-mère, Élisa Blanc.
Dans les menus gastronomiques du XXe siècle, la pomme de terre est le plus souvent appelée « pomme » et en quelque sorte ennoblie par l’élision du mot « terre », voire désignée par le nom d’une variété (« rattes poêlées »), ou de la préparation (« purée truffée »).

### Recettes à la mode
La dénomination des mets peut être tributaire des évènements culturels ou politiques.
On note ainsi, en 1913, les pommes de la danseuse Loïe Fuller, composées d’une purée aux blancs d'œufs battus en neige, partagée en quatre portions (la première mélangée à de la crème, la seconde à des épinards, la troisième à de la sauce tomate, la quatrième à des jaunes d’œufs), dressées en zigzag sur le plat et surmontées d’œufs pochés.
En 2003, dans le cadre du boycott américain des produits français à la suite de l’opposition de la France à une guerre contre l’Irak, les frites, appelées French fries aux États-Unis, furent renommées Freedom fries par certains restaurateurs.